# 1560
- Wikisource

| Calendário gregoriano                                                        | 1560 MDLX                                            |
| Ab urbe condita                                                              | 2313                                                 |
| Calendário arménio                                                           | 1009 – 1010                                          |
| Calendário bahá'í                                                            | -284 – -283                                          |
| Calendário budista                                                           | 2104                                                 |
| Calendário chinês                                                            | 4256 – 4257 Início a 27 de janeiro (aproximadamente) |
| Calendário copta                                                             | 1276 – 1277                                          |
| Calendário etíope                                                            | 1552 – 1553                                          |
| Calendários hindus - Vikram Samvat - Calendário nacional indiano - Cáli Iuga | 1615 – 1616 1481 – 1482 4660 – 4661                  |
| Calendário Holoceno                                                          | 11560                                                |
| Calendário islâmico                                                          | 967 – 968                                            |
| Calendário judaico                                                           | 5320 – 5321                                          |
| Calendário persa                                                             | 938 – 939                                            |
| Calendário rúnico                                                            | 1810                                                 |
| Calendário solar tailandês                                                   | 2103                                                 |

1560 (MDLX, na numeração romana) foi um ano bissexto do século XVI do Calendário Juliano, da Era de Cristo, e as suas letras dominicais foram  G e F (52 semanas), teve início a uma segunda-feira e terminou a uma terça-feira.
| Ano completo                            |
| --------------------------------------- |
| Ano bissexto com início à segunda-feira |

## Eventos
- Publicação da Bíblia de Genebra

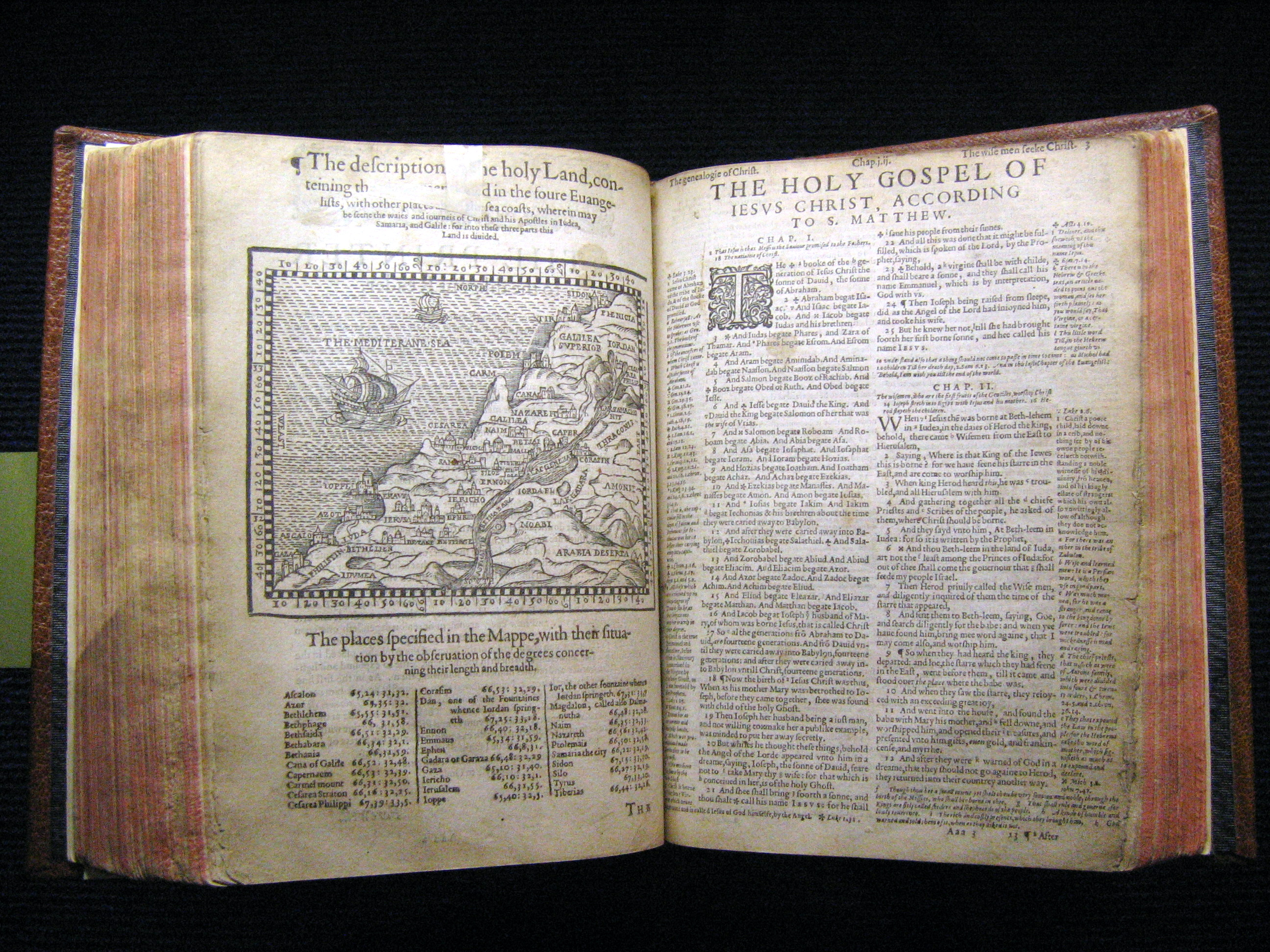
Bíblia de Genebra

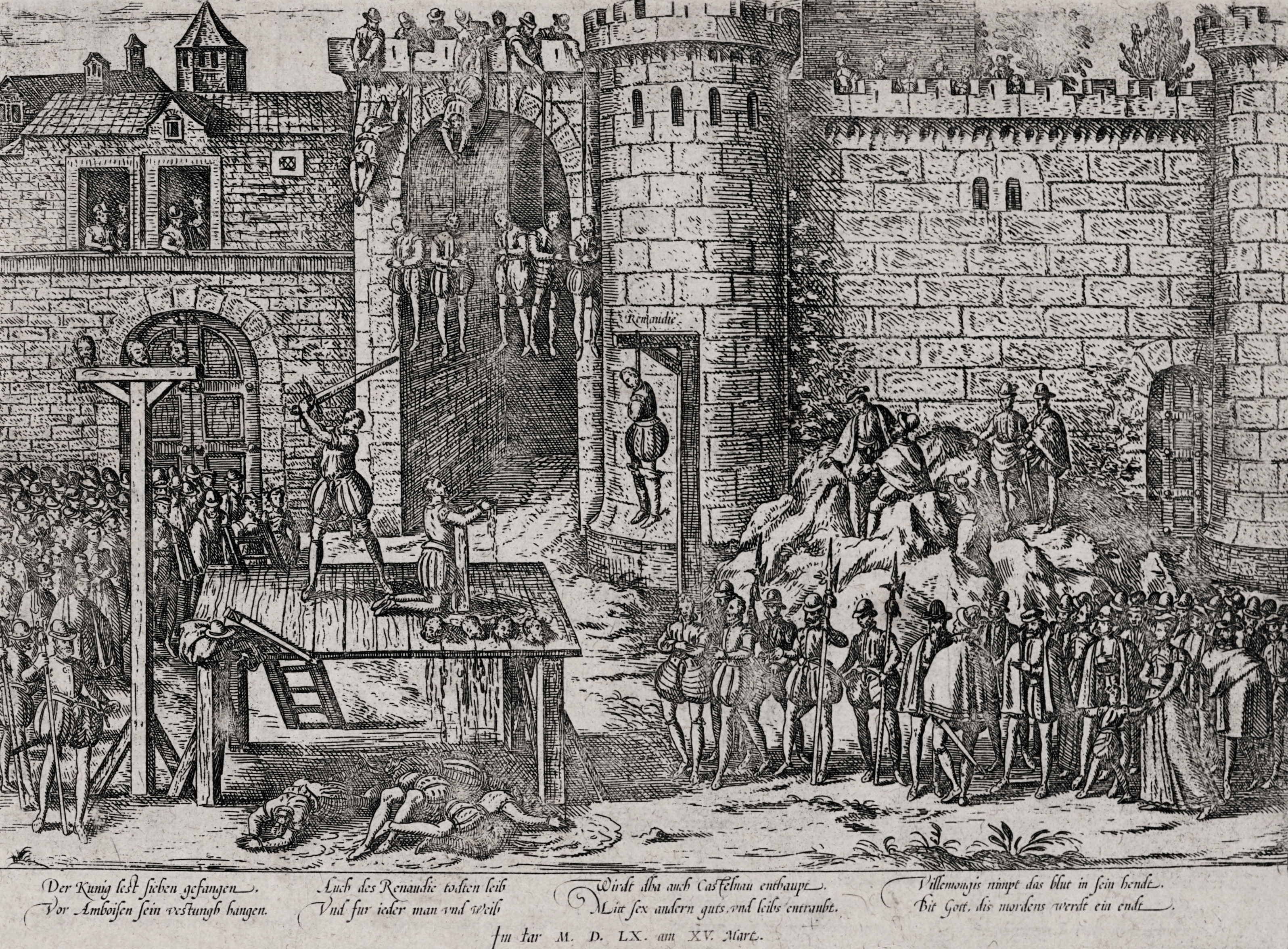
17 de Março: A Conjuração de Amboise contra o rei Francisco II fracassa. Centenas de conspiradores foram executados.

- São feitas grandes melhorias no acesso ao Porto do Topo de forma de este funcionar como plataforma de ligação com a ilha Terceira.
- Naufrágio de uma nau espanhola na Baía de Angra -  da qual não se sabe o nome.[1]
- 06 de Janeiro - O Papa Pio IV é coroado pelo Cardeal Alessandro Farnese, Protodiácono de S. Lorenzo em Dâmaso.
- 16 de Janeiro - Parte da Bahia, o governador-geral do Brasil Mem de Sá, que ia ao Rio de Janeiro com o fim de expulsar daquela capitania a Villegaignon e mais franceses que dela se achavam de posse.
- 31 de Janeiro - São Carlos Borromeo é nomeado Arcebispo de Milão
- 31 de Janeiro - Felipe II da Espanha se casa com Elisabeth de Valois.
- 21 de Fevereiro - Mem de Sá chega a Guanabara para atacar o forte Coligny
- 27 de Fevereiro - Tratado de Berwick (1560) -  que expulsou os franceses da Escócia.
- Março - Acbar proclama o fim da regência de Bairã Cã no Industão
- 07 de Março - A expedição ítalo-espanhola sob o comando de Gian Andrea Doria desembarca em Djerba -  na Tunísia
- 13 de Março - Armada espanhola ocupa Djerba na Tunísia
- 15 de Março - Assalto fracassado ao palácio real em Amboise, na França
- 15 de Março - Tropas portuguesas, comandadas por Bartolomeu de Vasconcelos da Cunha atacam o Forte Coligny, ponto de invasão dos franceses no Rio de Janeiro, desde 1555.
- 17 de Março - Conjuração de Amboise -  incidente político, que prenunciou as guerras religiosas na França entre 1562 e 1598.
- 11 de Maio - Turcos derrotam os cristãos na Batalha de Djerba, na Tunísia.
- 22 de Junho - Batalha de Okehazama: Oda Nobunaga derrota Imagawa Yoshimoto e se estabelece como um dos mais poderosos guerreiros do Período Sengoku
- 25 de Junho - O padre jesuíta Luís da Grã embarca para a Bahia na frota do governador.
- 06 de Julho - Assinatura do Tratado de Edimburgo -  entre a Escócia e a Inglaterra
- 16 de Julho - Nomeação de Francisco de Mesquita no cargo de Provedor da fazenda dos Açores.
- 29 de Julho - Frota turca recaptura Djerba
- 02 de Agosto - Batalha de Ergeme: O exército de Ivan derrota as forças da Ordem Livoniana
- 17 de Agosto - Fim do domínio da Igreja Romana e estabelecimento do Protestantismo como religião nacional da Escócia
- 21 de Agosto - Tycho Brahe começa a se interessar por astronomia, em razão de uma eclipse solar que havia sido prevista e realmente ocorreu. Ele ficou tão impressionado que ele começou a fazer seus próprios estudos de astronomia, auxiliado por alguns professores.
- 1 de setembro - Fundação de Mogi das Cruzes -  por Brás Cubas
- 25 de Setembro - O rei da Espanha Felipe II nomeia Frederik Schenck van Toutenburg, 1.º arcebispo de Utreque
- 11 de novembro - O município de Barueri é fundado pelo José de Anchieta
- 05 de Dezembro - Carlos IX sobe ao trono da França, aos dez anos de idade. Foi co-regente a sua mãe Catarina de Médici até 17 de Agosto de 1563.
- 8 de Dezembro - Fundação de Guarulhos com o nome de Nossa Senhora da Conceição
- Os habitantes de Santo André da Borda do Campo são transferidos para São Paulo de Piratininga por motivo de segurança

## Nascimentos
- 03 de Janeiro - John Boyes, tradutor da Bíblia (m. 1644)
- 05 de Janeiro - William Cobbold,  organista e compositor inglês (m. 1639)
- 17 de Janeiro - Gaspard Bauhin botânico, anatomista e médico suíço (m. 1624)
- 19 de Janeiro - Sebastiano Bagolino,[2][3][4] humanista, pintor e poeta italiano (m. 1604)
- 20 de Janeiro - Johannes Harpprecht, jurista alemão (m. 1639)
- 30 de Janeiro - Jacob Fabricius, o Velho, teólogo luterano alemão (m. 1640)
- 01 de Fevereiro - Gregorius Richter, o Velho,[5][6][7] sacerdote alemão (m. 1624)
- 13 de Março - Guilherme Luís de Nassau-Dilemburgo, (m. 1620)
- 07 de Abril - Andreas von Knichen, jurista alemão (m. 1621)
- 19 de Abril - Jobst de Limburgo, filho de Hermann Georg of Limburgo (1540 – 1574) (m. 1621)
- 27 de Abril - Ascanio Colonna, cardeal e bispo católico italiano (m. 1608)
- 27 de Abril - Erasmus Schmidt,[8] médico, filólogo e professor de grego alemão (m. 1637)
- 29 de Abril - Franciscus Parcovius, foi médico e Professor de Medicina e de Matemática da Universidade de Rostock (m. 1611).
- 01 de Maio - Petrus Denaisius,[9] "Peter De Nays", jurista alemão (m. 1610)
- 06 de Maio - Guido Pepoli, cardeal italiano (m. 1599)
- 11 de Maio - Philipp Ernst, Conde de Mansfeld-Artern,(m. 1631)
- 20 de Maio - Michele Dorati,[10] trombonista italiano (m. 1620)
- 28 de Maio - Heinrich Lavater,[11] professor de física e matemática suíço, filho de Ludwig Lavater (m. 1623)
- 03 de Junho - Jorge Tuchet, 9.º Barão Audley, 6.º Barão Tuchet, par da Inglaterra
- 24 de Junho - Caspar Enderlein,  pintor e gravador suíço (m. 1633)
- 25 de Junho - Guilelmus Fabricius Hildanus, "Wilhelm Fabry", "Fabricius von Hilden", cirurgião alemão, frequentemente chamado de "o pai da cirurgia alemã" (m. 1634)
- 25 de Junho - Juan Sánchez Cotán, pintor espanhol (m. 1627)
- 28 de Junho - Giovanni Paolo di Ventimiglia, príncipe de Malta, Conde de Peille, Senhor de Castellar e grão-mestre da Ordem Soberana e Militar de Malta. (m. 1657)
- 29 de Junho - Wolfgang Ernesto de Isemburgo,[12](m. 1633)
- 01 de Julho - Carlos III de Croÿ (m. 1612)
- 07 de Julho - Margaret Clifford, Condessa de Cumberland, dama de honra de Isabel I (m. 1616)
- 22 de Julho - Anna Scholl,[13] esposa de Wolfgang Sattler,[14] o Jovem, vogt (intendente) do Urach (m. 1610)
- 04 de Agosto - John Harington, Nobre, escritor e inventor britânico (m. 1612)
- 06 de Agosto - Antoine Arnauld (advogado), Senhor de La Mothe, advogado francês e defensor de Henrique IV (m. 1619)
- 07 de Agosto - Alžbeta Bátoriová, "Elisabeth Báthory", foi uma condessa húngara que entrou para a História por uma suposta série de crimes hediondos e cruéis que teria cometido, vinculados com sua obsessão pela beleza (m. 1614)
- 10 de Agosto - Hieronymus Praetorius, organista e compositor alemão (m. 1629)
- 11 de Agosto - Theodosius Fabricius, "Theodore Faber", impressor alemão (m. 1597)
- 18 de Agosto - María de Jesús López de Rivas, religiosa carmelita espanhola (m. 1640)
- 19 de Agosto - James Crichton, chamado de "O Admirável", polímata, poeta e matemático escocês (m. 1582)
- 24 de Agosto - Johann Ernst Luther,filho de Paulo Lutero e neto de Martinho Lutero (m. 1637)
- 04 de Setembro - Carlos I, Conde do Palatinado-Zweibrücken-Birkenfeld (m. 1600)
- 11 de Setembro - Krystyna Radziwiłł, esposa de Jan Zamoyski (m. 1580)
- 12 de Setembro - Martim Guerra aldeão francês do século XVI que foi o ápice de um caso famoso de impostura, essa história curiosa, em 1941, foi transformada em novela pela escritora americana Janet Lewis (1899-1998).
- 13 de Setembro - Benedetto da Urbino, sacerdote capuchinho italiano (m. 1625)
- 13 de Setembro - Paolo Emilio Sfondrati, cardeal e bispo católico italiano (m. 1618)
- 15 de Setembro - Edmond Richer, teólogo, lexicógrafo e filólogo clássico francês (m. 1631)
- 19 de Setembro - Thomas Cavendish, navegador, explorador e corsário inglês (m. 1592)
- 25 de Setembro - Konrad Rittershausen, jurista e professor de direito alemão (m. 1613)
- 10 de Outubro - Jacó Armínio teólogo holandês (m. 1609)
- 12 de Outubro - Anna Amalia, Condessa de Nassau,[15] mãe de Anna Maria, Condessa de Solms-Sonnewalde (1585-1634), casada com Filipe Ernesto, Conde de Hohenlohe-Langemburgo (1584-1628) (m. 1635)
- 17 de Outubro - Ernesto Frederico de Baden-Durlach (m. 1604)
- 27 de Setembro - Joannes de Gaona,[16]"Juan de Gaona", teólogo e franciscano espanhol (n. 1507)
- 29 de Outubro - Cristóvão I da Saxônia, filho de Augusto I da Saxónia (m. 1591)
- 01 de Novembro - Zacharias Geizkofler, conselheiro dos imperadores da Alemanha Rodolfo II e Matthias e autor dos relatórios sobre a política econômica do império. (m. 1617)

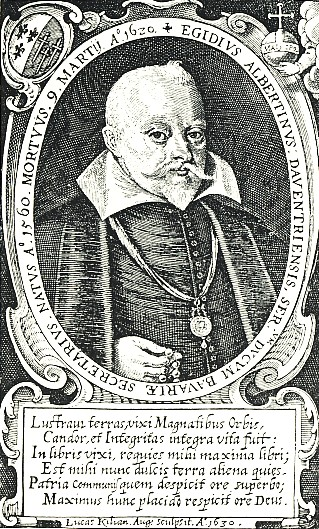
DEUAegidius Albertinus (1560-1620)
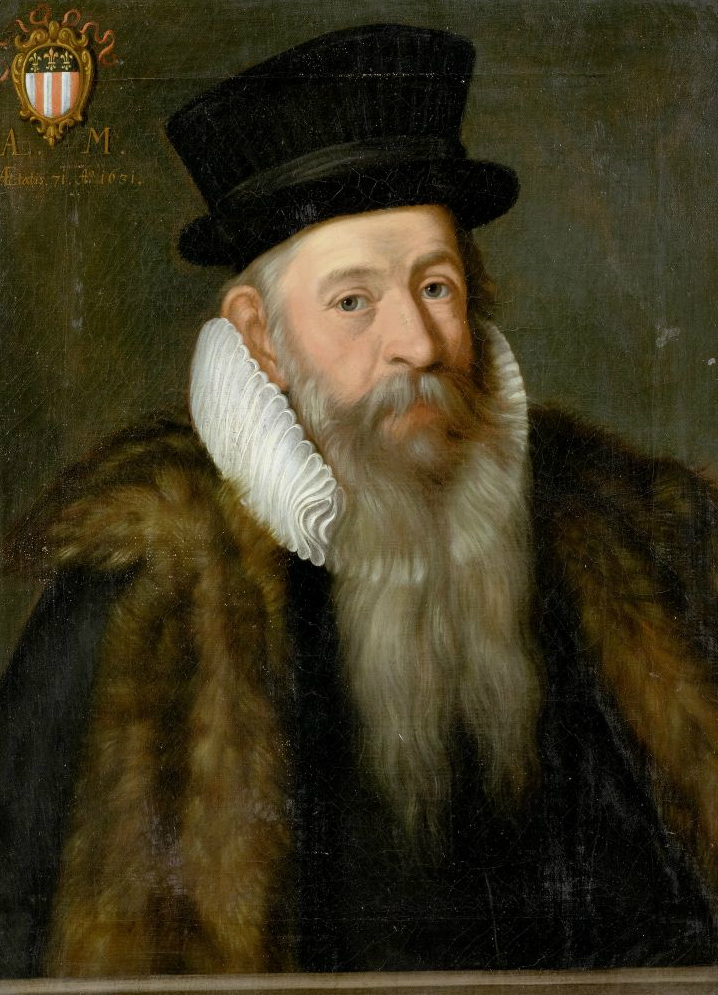
02 de Novembro - Albrecht Manuel, Senhor de Cronay, na Suíça (m. 1637)
- 03 de Novembro - Annibale Carracci, pintor italiano (m. 1609)
- 10 de Novembro - Giacomo Cenna, historiador italiano (m. 1640)
- 11 de Novembro - Sigismundo Augusto de Meclemburgo (m. 1600)
- 13 de Novembro - Thomas Chroen, Bispo de Liubliana, na Eslovênia (m. 1630)
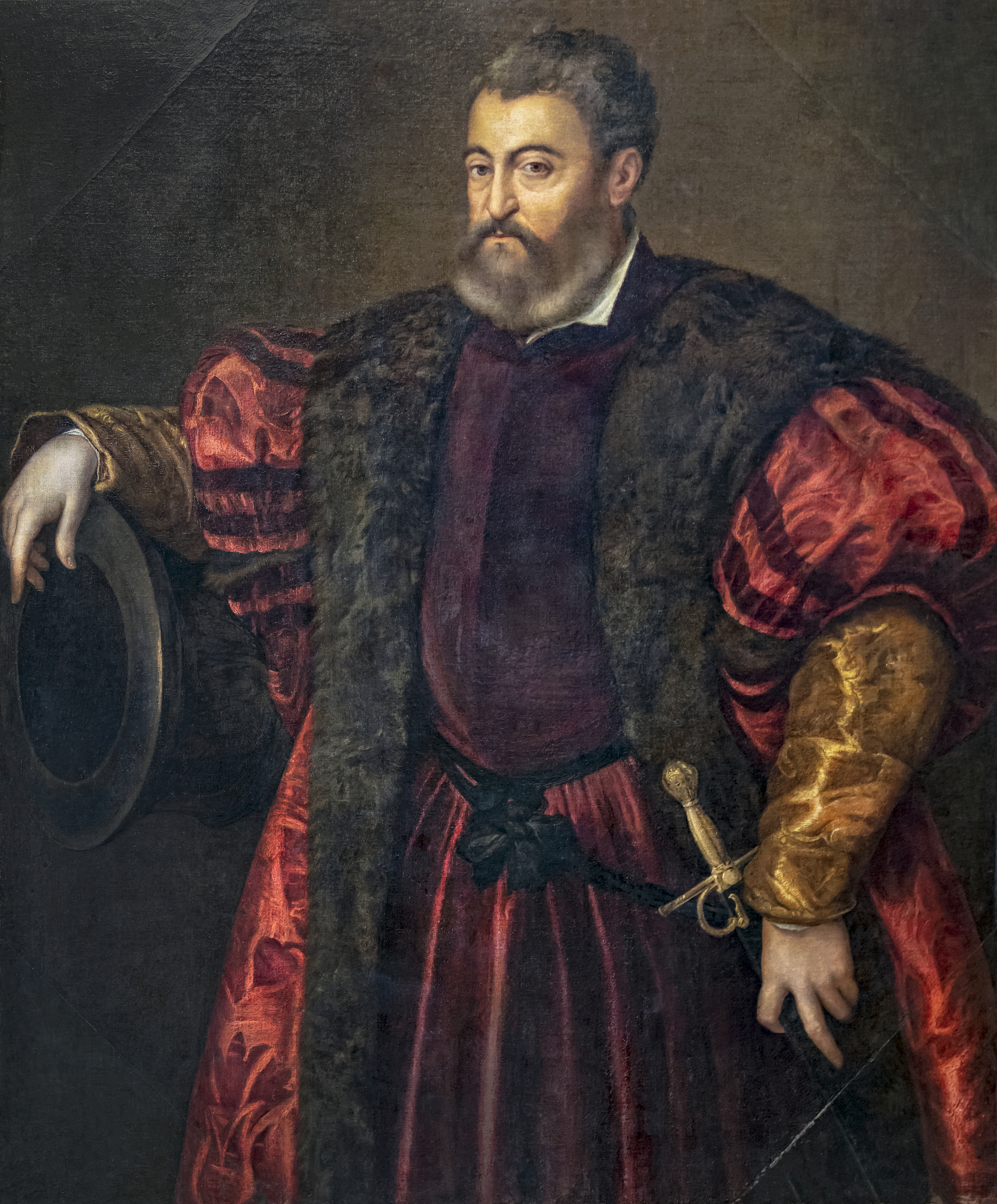
14 de Novembro - Alfonso d'Este, Marquês de Montecchio,, filho de Alfonso d'Este, Marquês de Montecchio (1527-1587) (m. 1578)
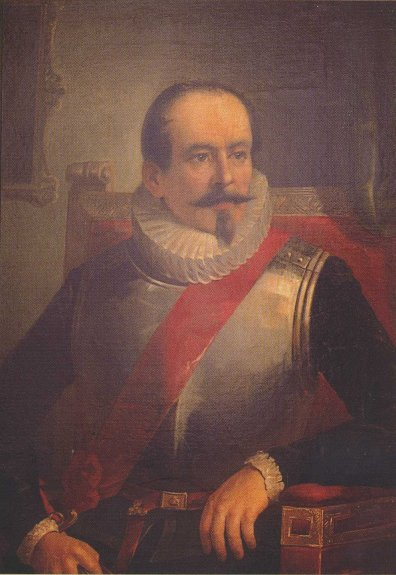
ESPAlonso de Ribera (1560-1617)
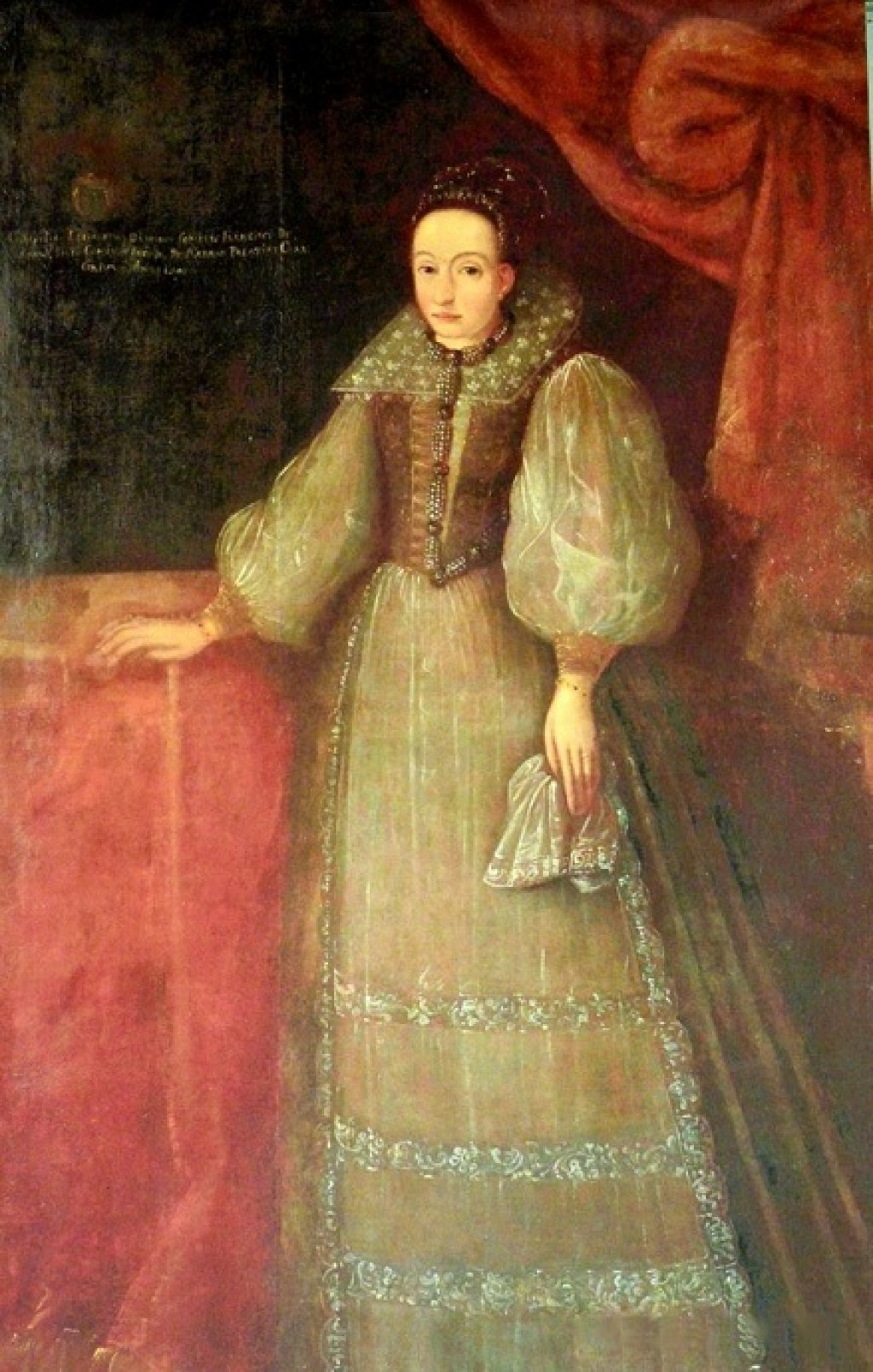
HUNAlžbeta Bátoriová (1560-1614)
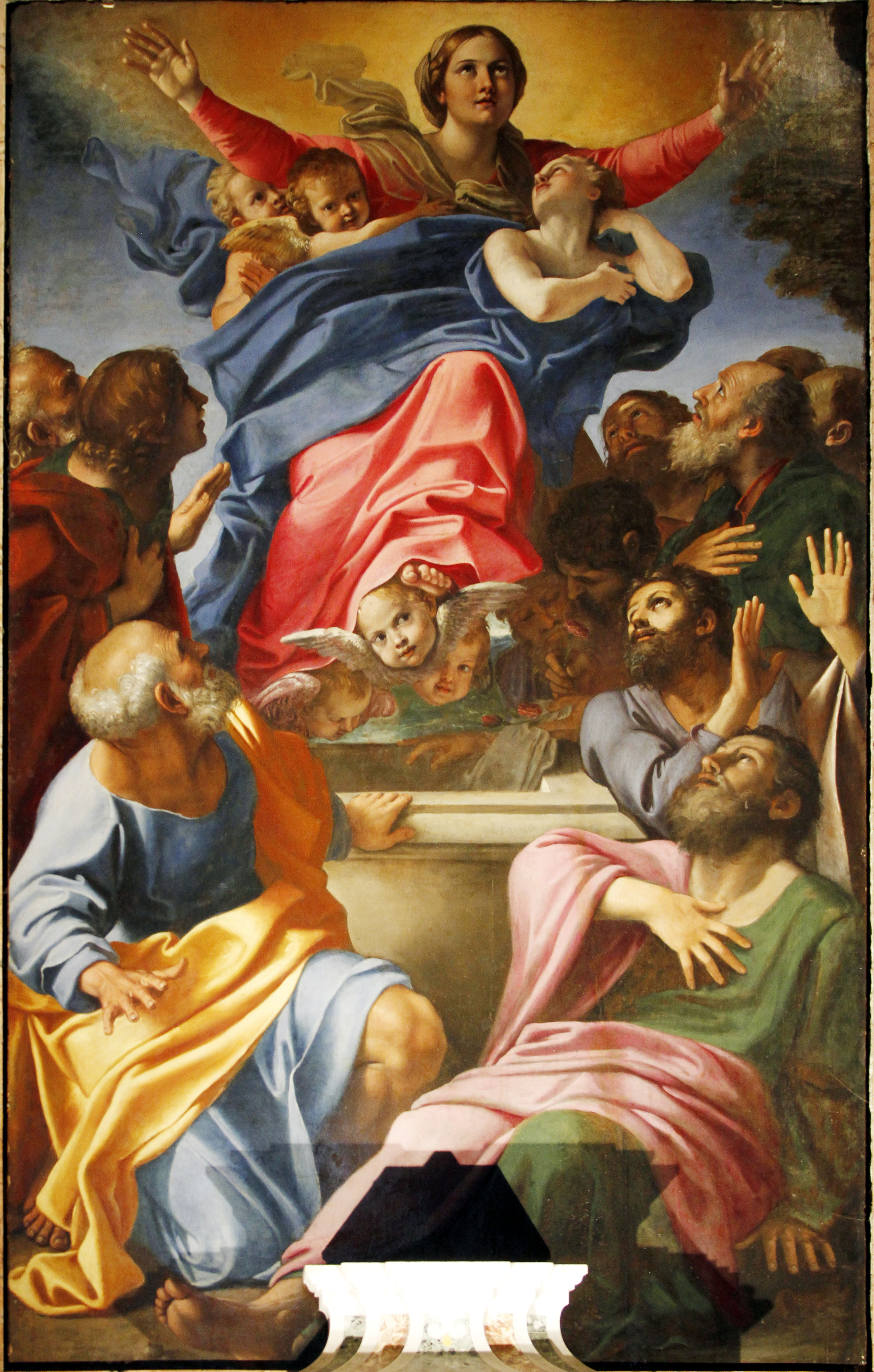
ITAAnnibale Carracci (1560-1609)
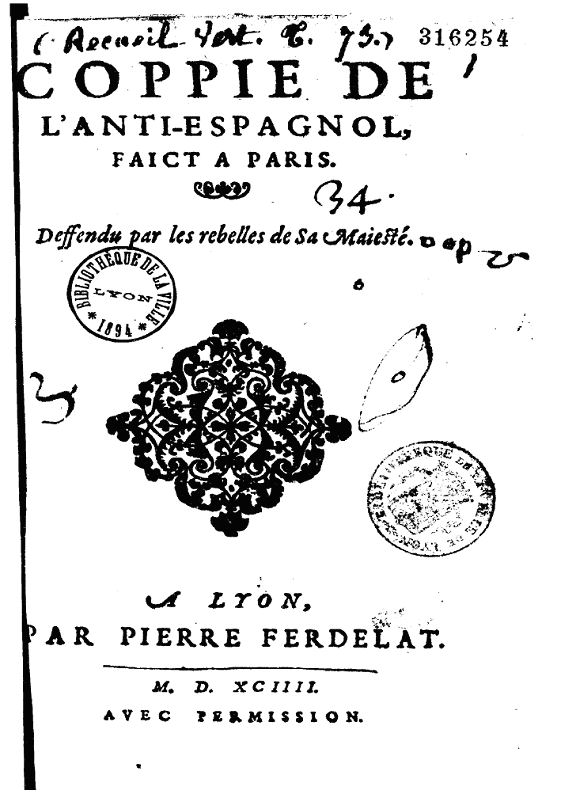
FRAAntoine Arnauld (1560-1619)
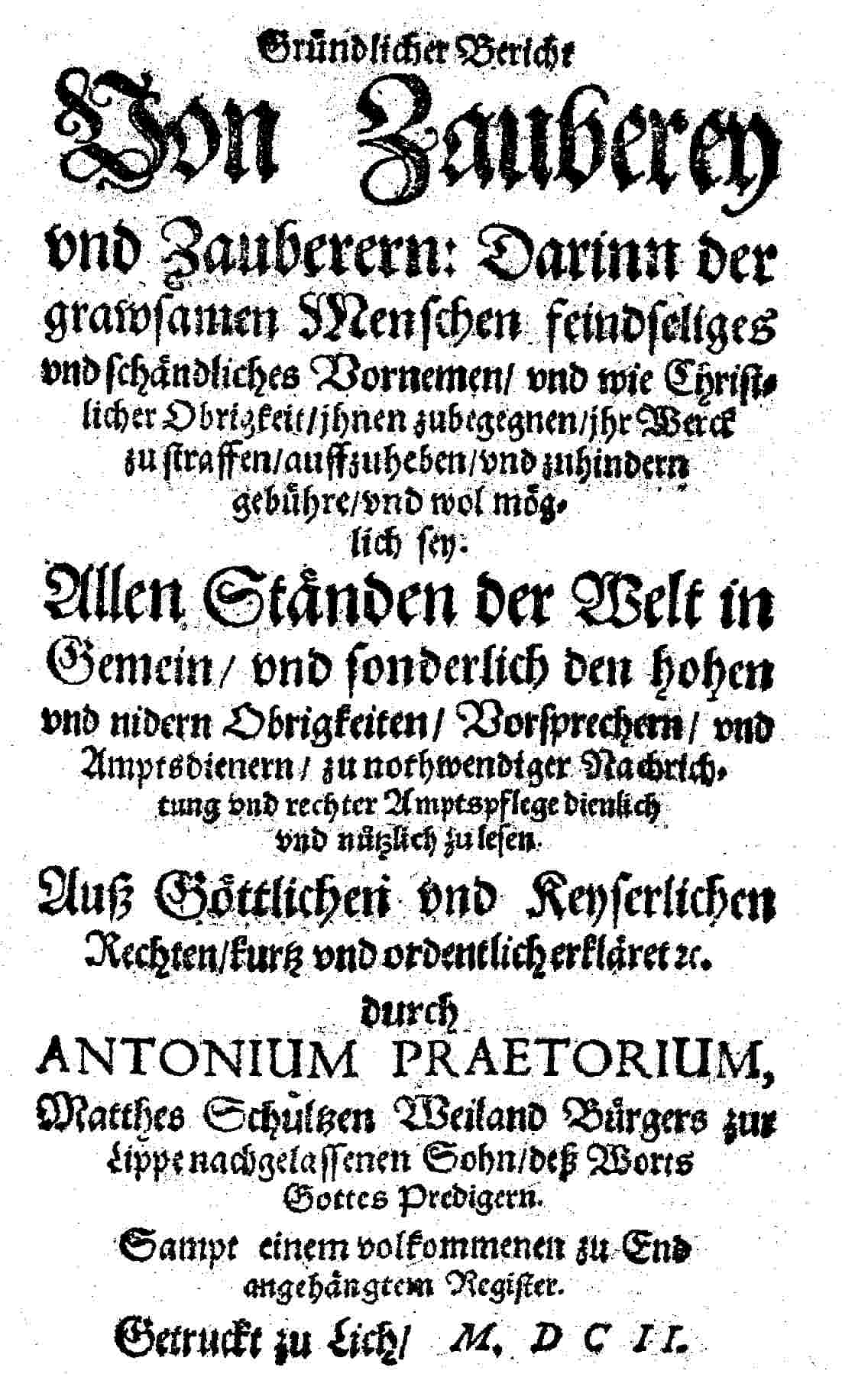
DEUAnton Praetorius (1560-1613)
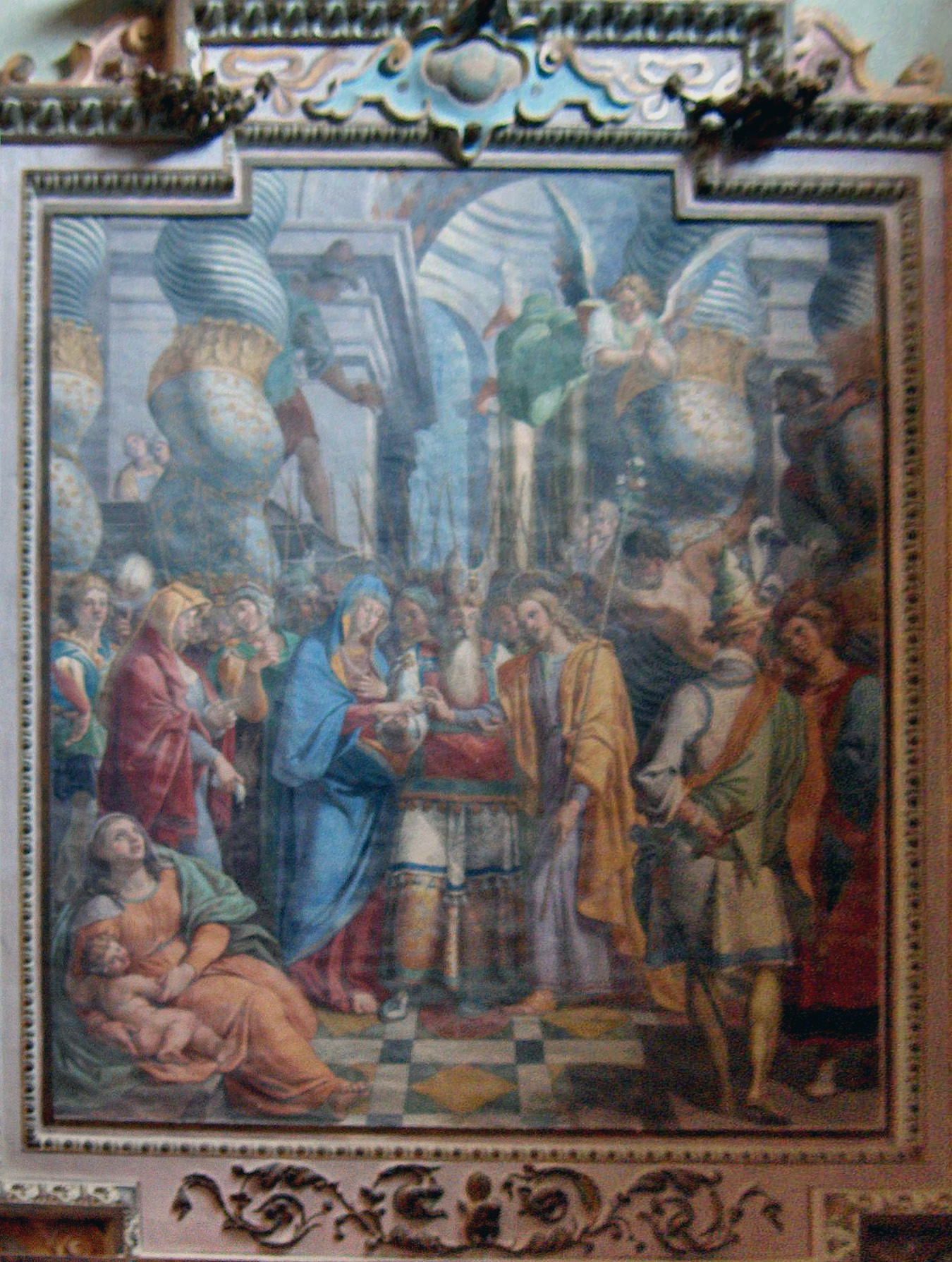
ITAAntonio Circignani (1560-1620)
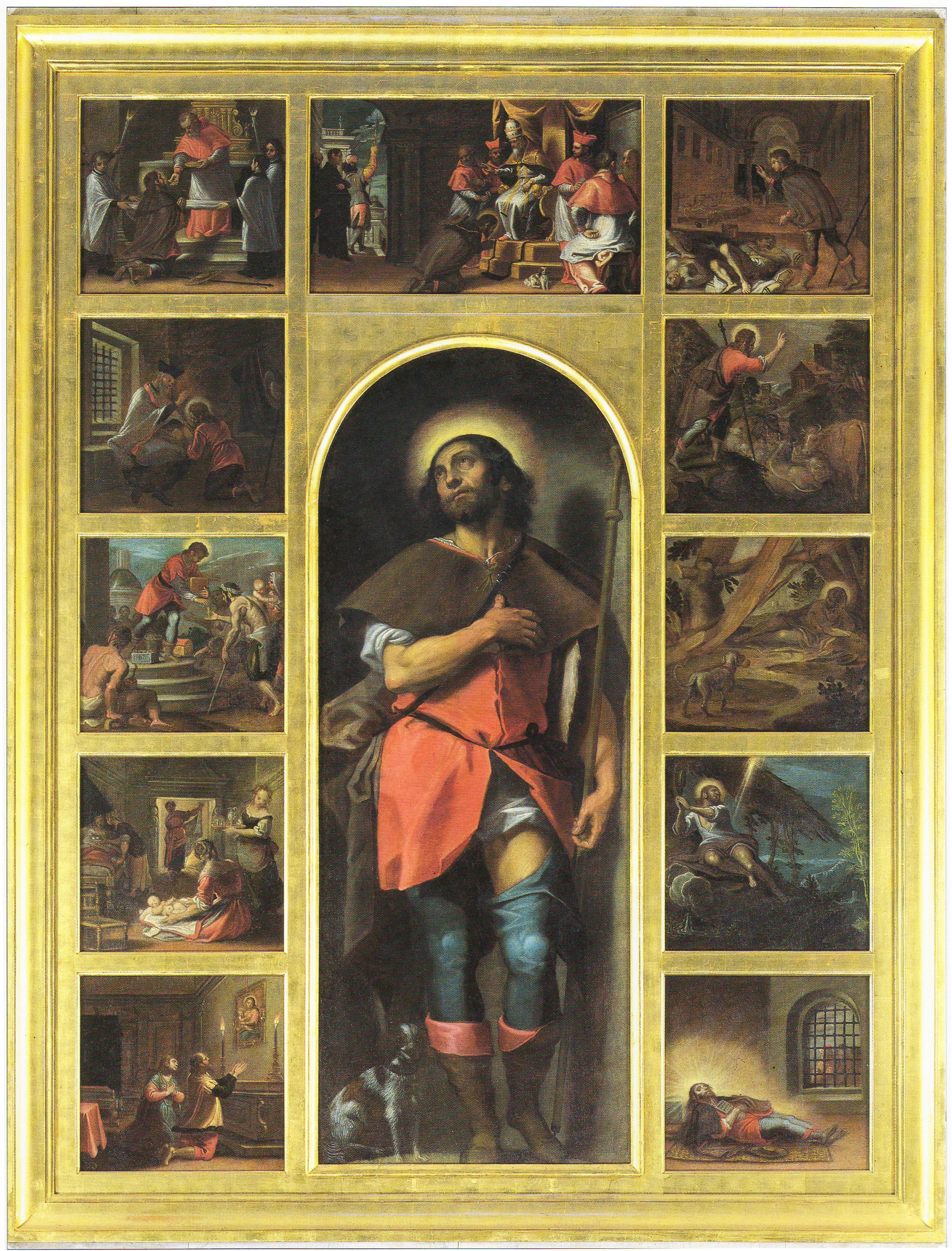
ITAAntonio Gandino (1560-1631)
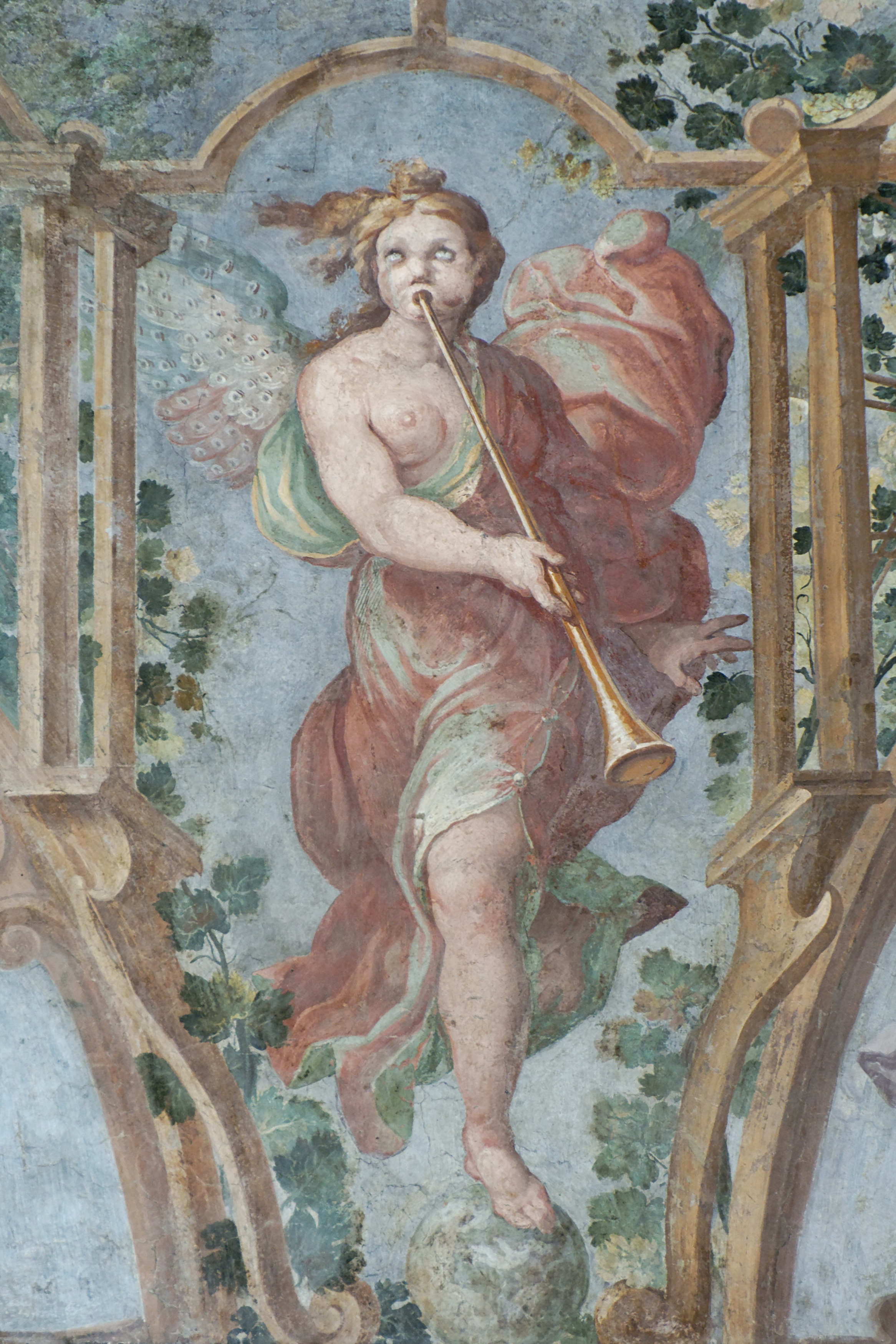
ITAAntonio Viviani (1560-1620)

- 19 de Novembro - Estêvão Rodrigues de Castro,[17]"Stephanus Rodericus Castrensis Lusitanus", médico, cientista e escritor português (m. 1638)
- 22 de Novembro - Carlos da Áustria (1560-1618), "Carlos de Österreich", marquês de Burgau, filho de Fernando II da Áustria (1529-1595) (m. 1618)
- 22 de Novembro - Margarida, Condessa da Frísia Oriental,[18][19] Condessa da Frísia Oriental (m. 1588)
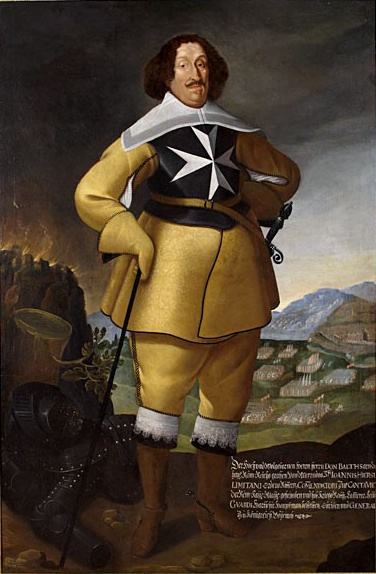
28 de Novembro - Baltasar Marradas, marechal espanhol durante a Guerra dos Trinta Anos e governador da Boêmia (m. 1638)
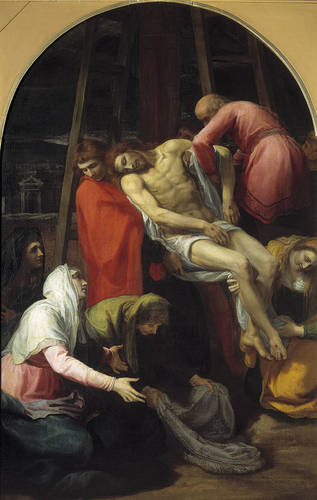
ITABartolomeo Carducci (1560-1608)
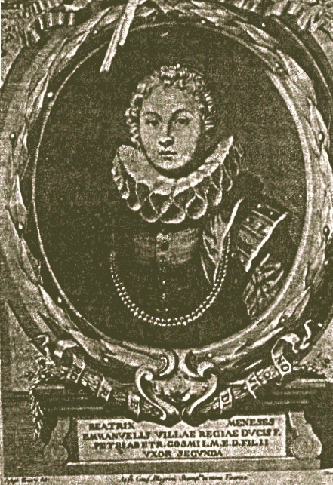
PRTBeatriz de Menezes (1560-1603)
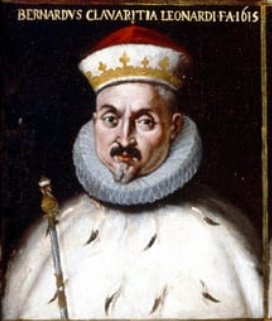
ITABernardo Clavarezza (1560-1627)
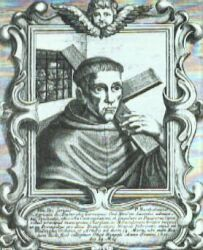
DEUBertholomäus Agricola (1560-1621)
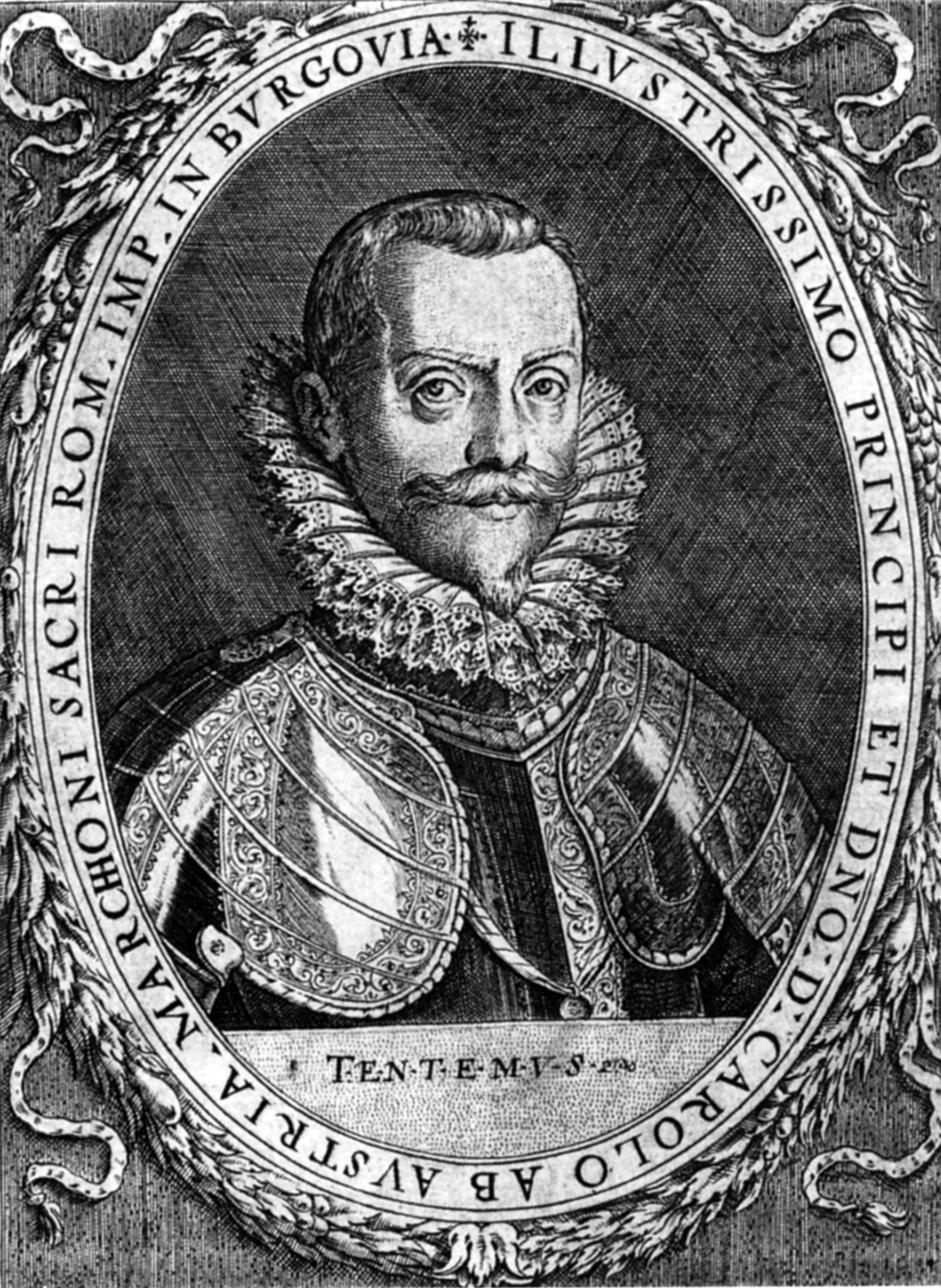
AUTCarlos de Burgau (1560-1618)
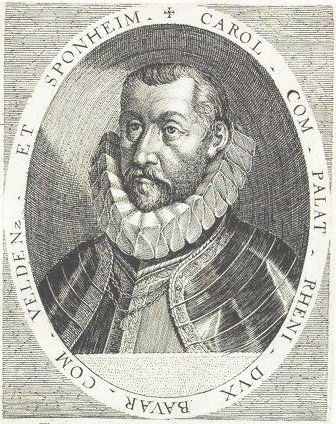
DEUCarlos I Conde do Palatinato (1560-1600)
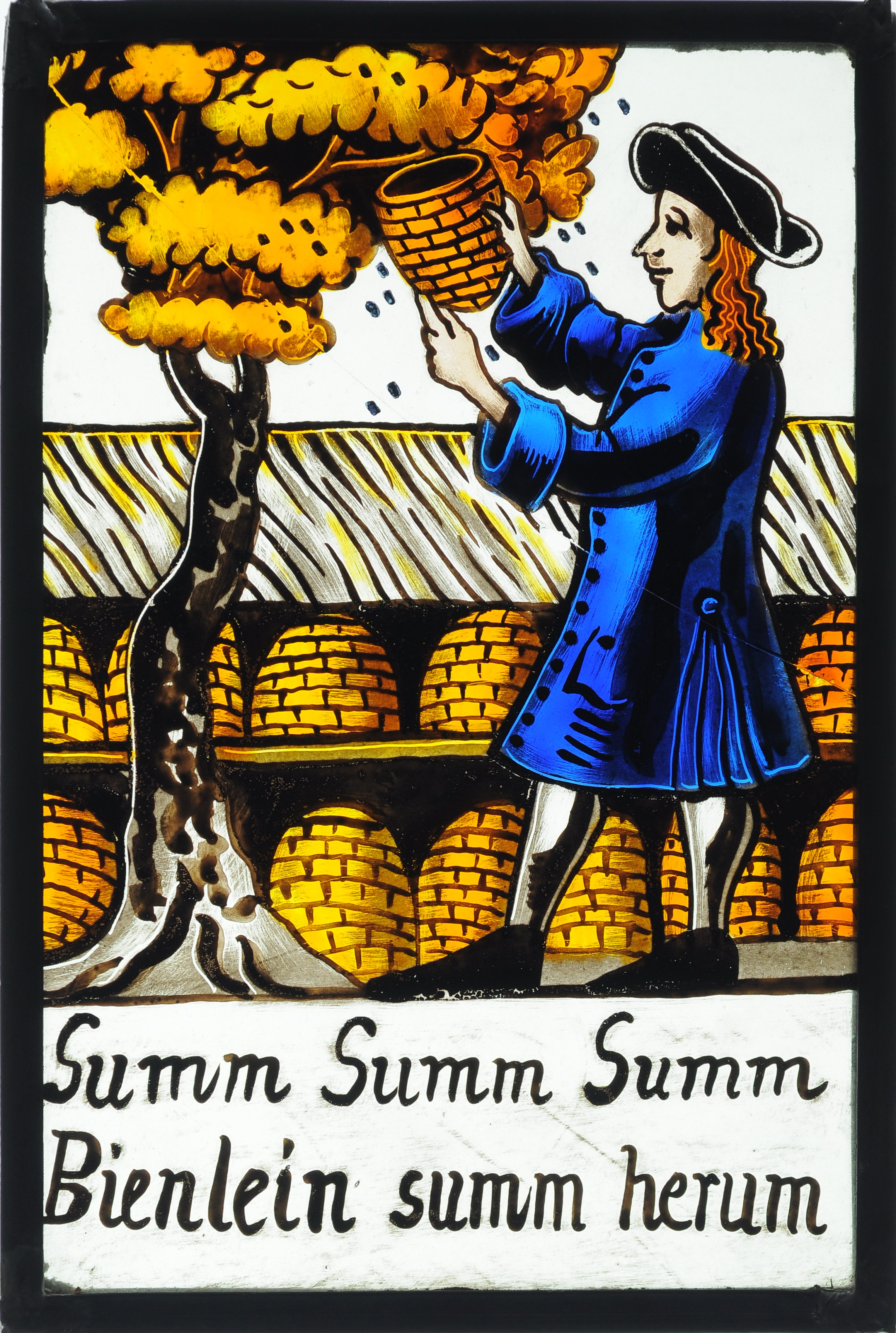
ENGCharles Butler (1560-1647)
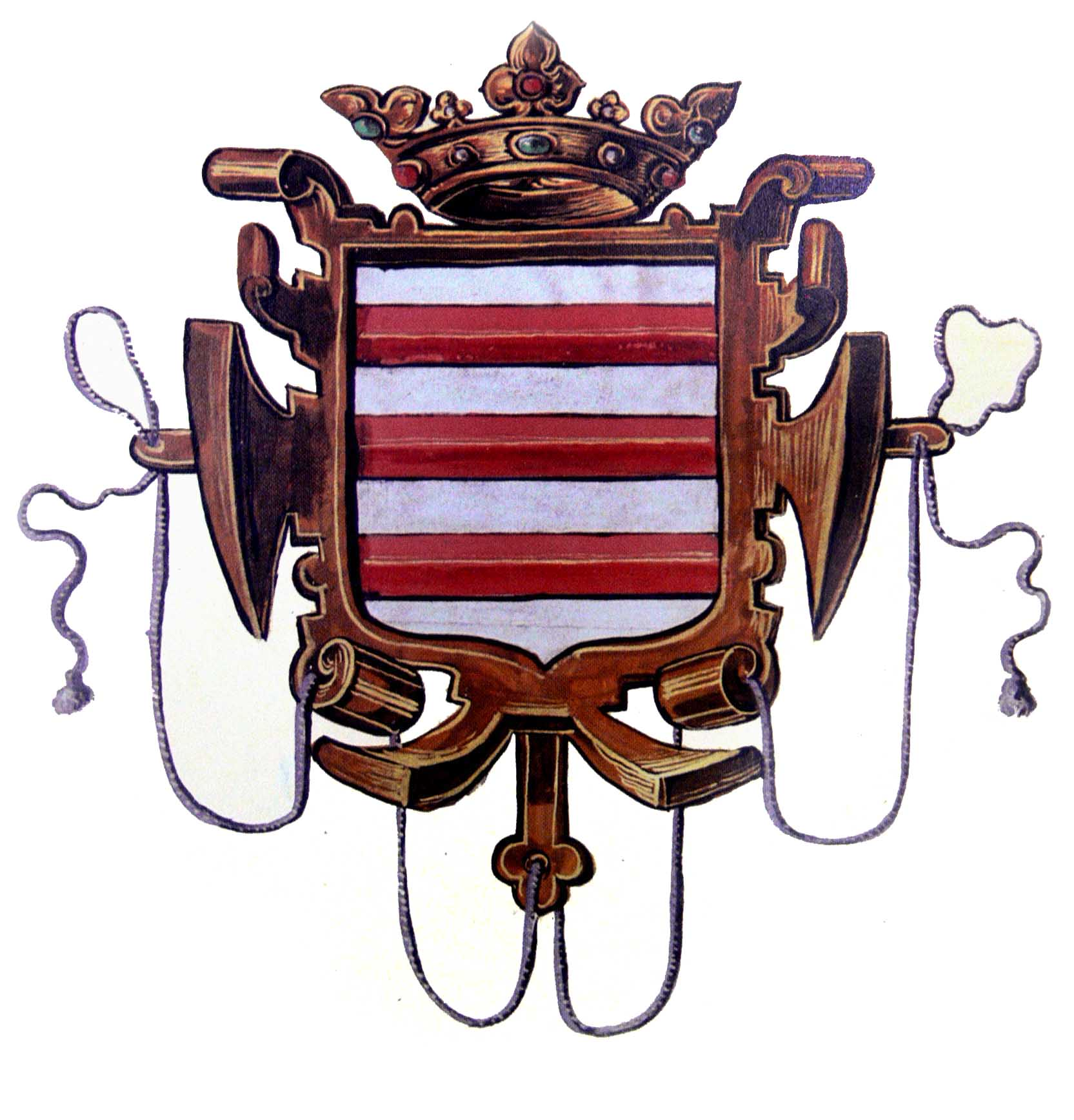
BELCharles III, Duque de Croÿ (1560-1612)
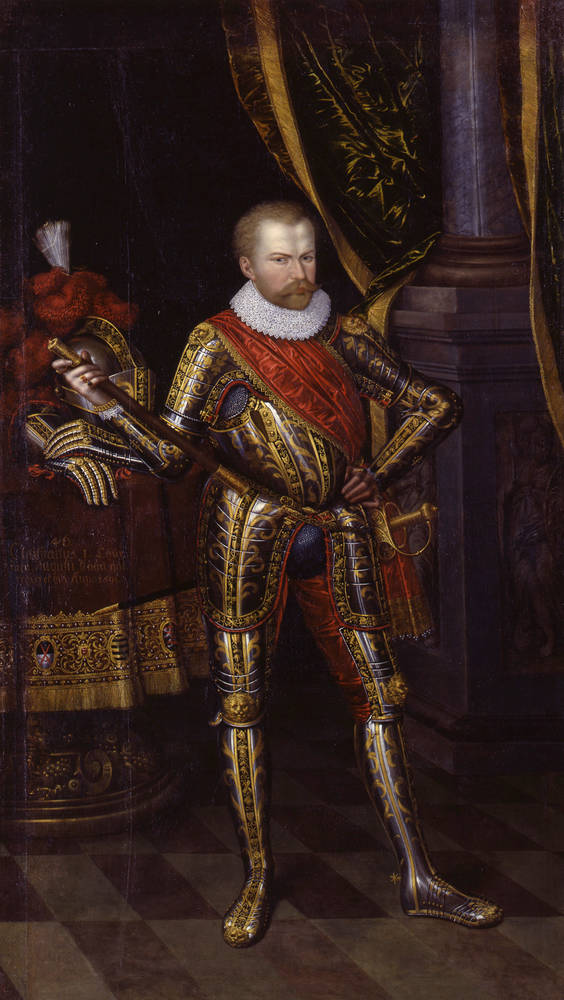
DEUCristiano I, Príncipe Eleitor da Saxônia, (1560-1591)
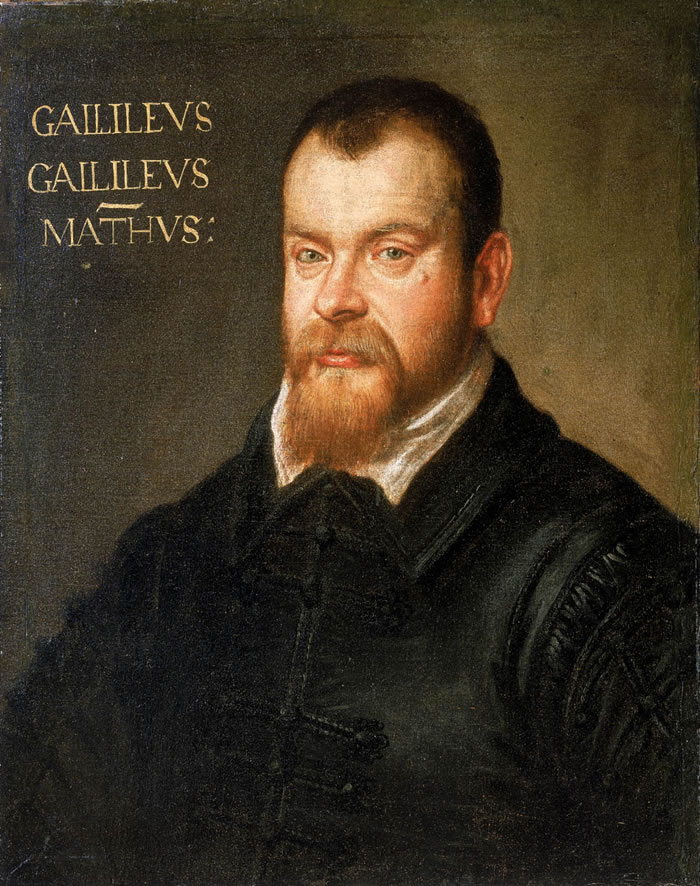
ITADomenico Robusti (1560-1635)
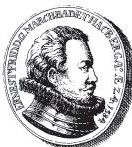
DEUErnst Friedrich von Baden-Durlach (1560-1604)
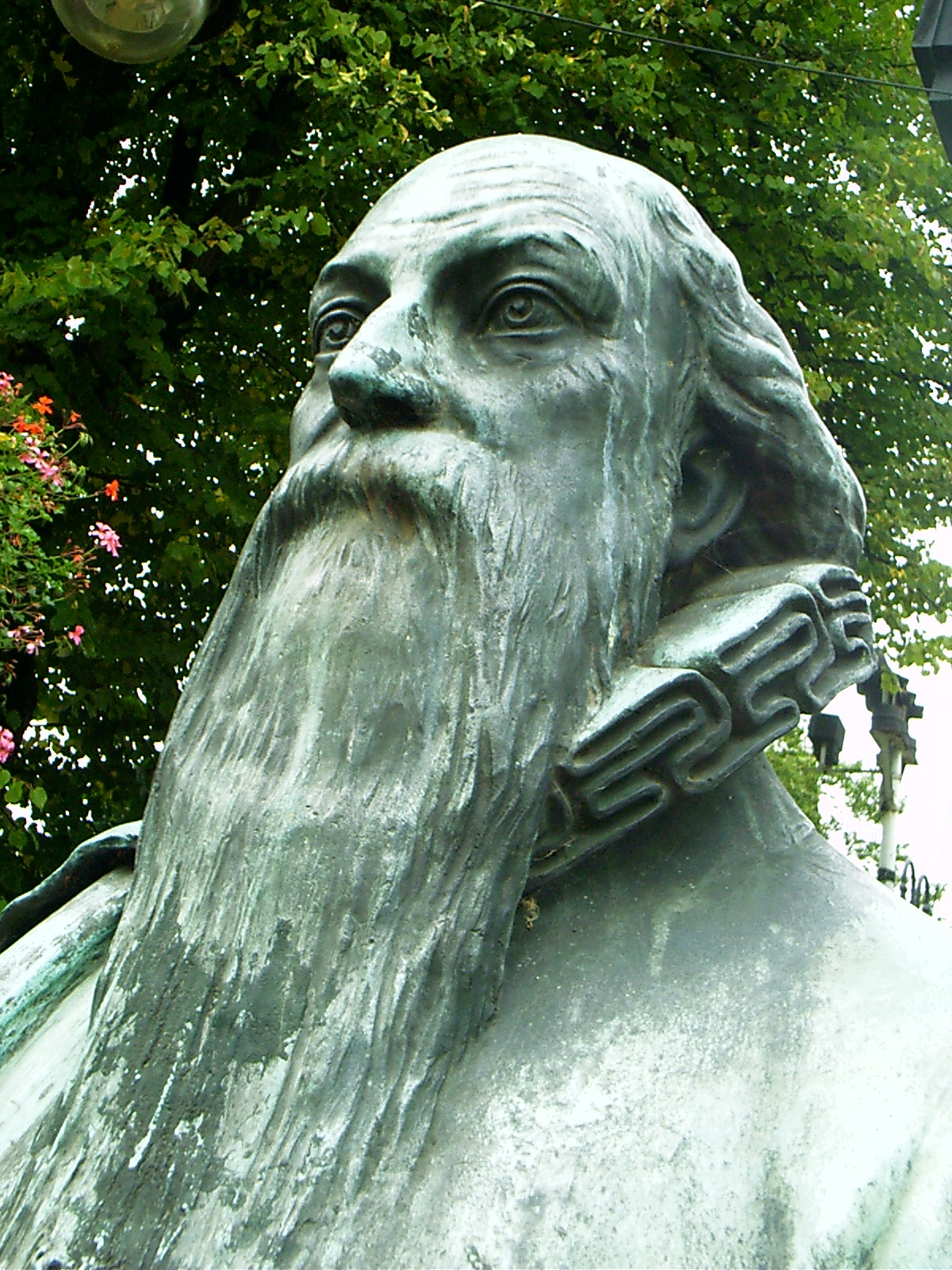
DEUFabricius Hildanus (1560-1634)
ITAFabrizio Santafede (1560-1634)
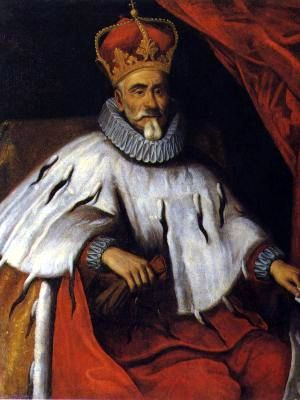
ITAFederico De Franchi Toso (1560-1630)
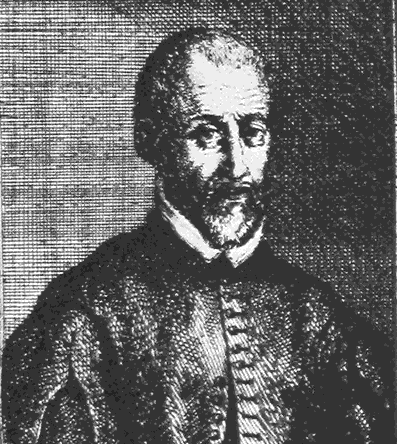
ITAFelice Anerio (1560-1614)
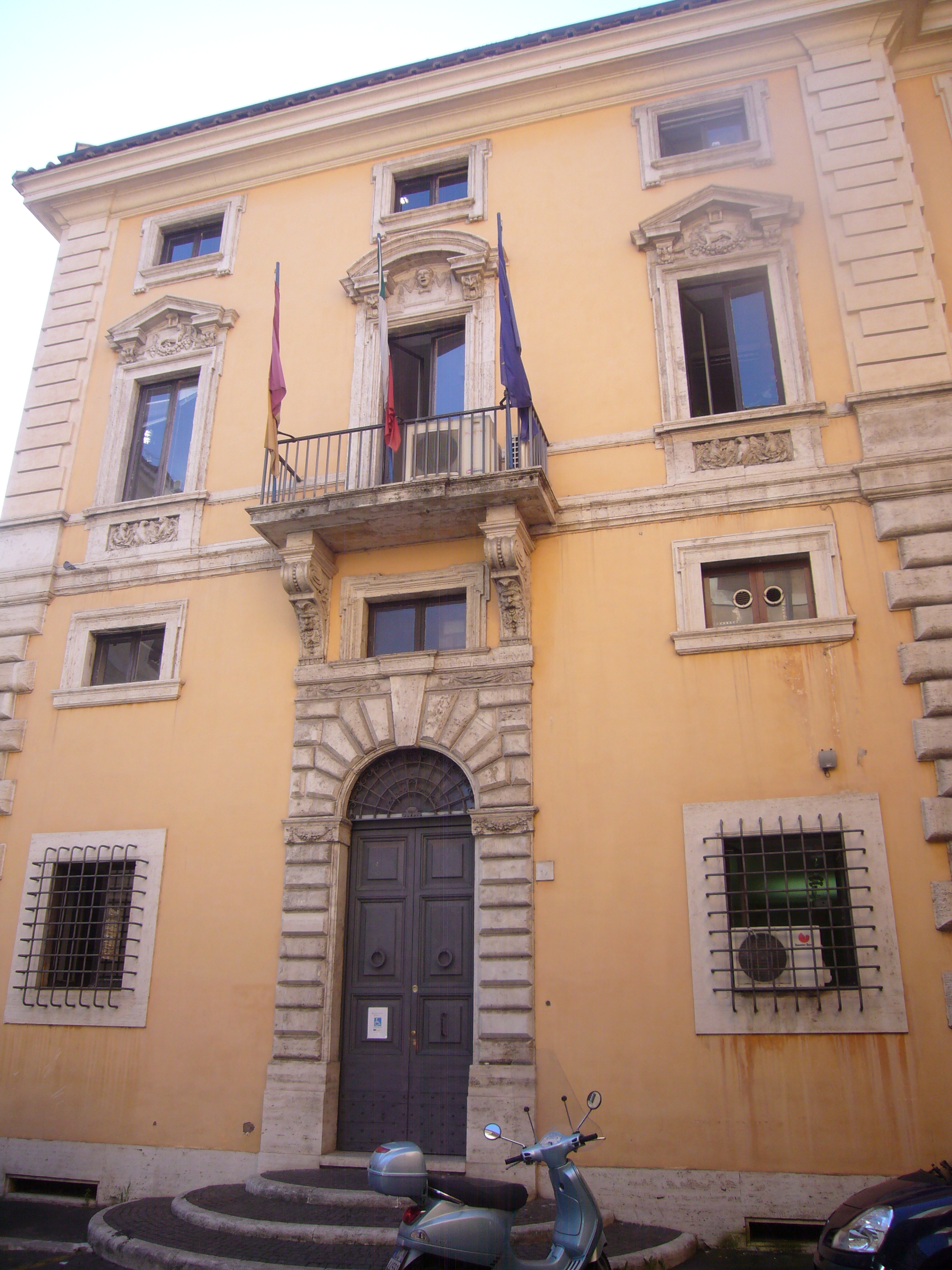
ITAFlaminio Ponzio (1560-1613)
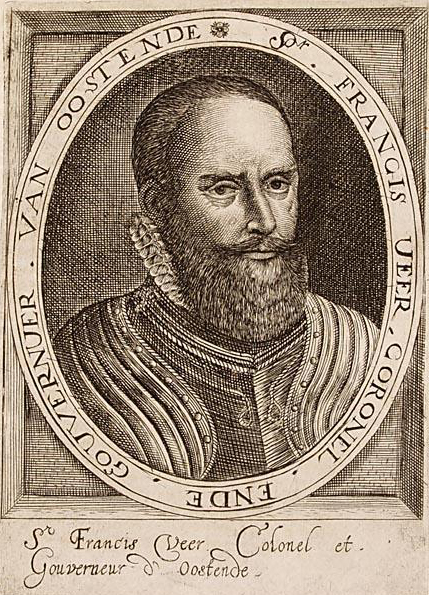
ENGFrancis Vere (1560-1609)
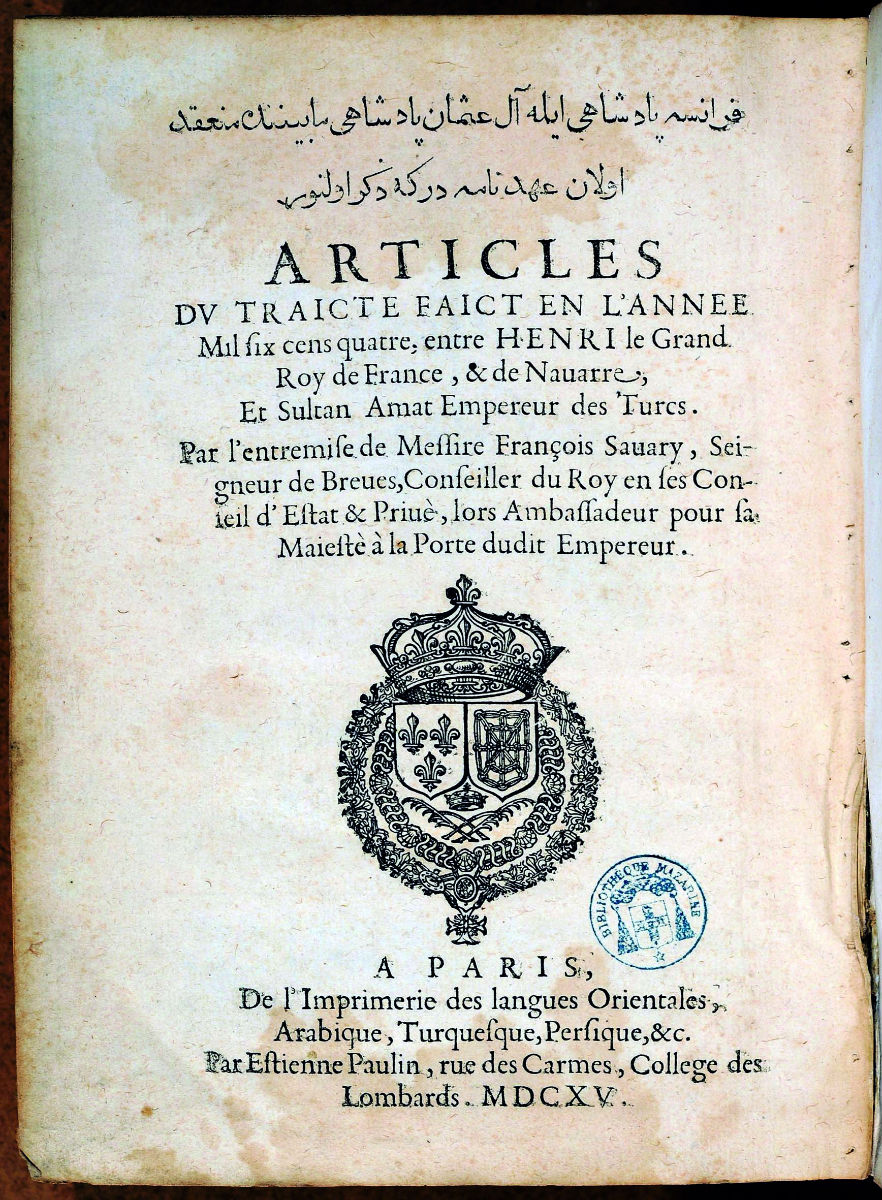
FRAFrançois Savary de Brèves (1560-1627)
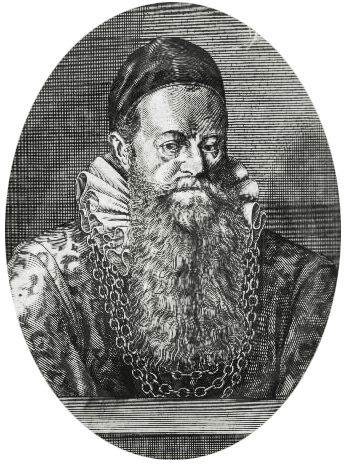
CHEGaspard Bauhin (1560-1624)
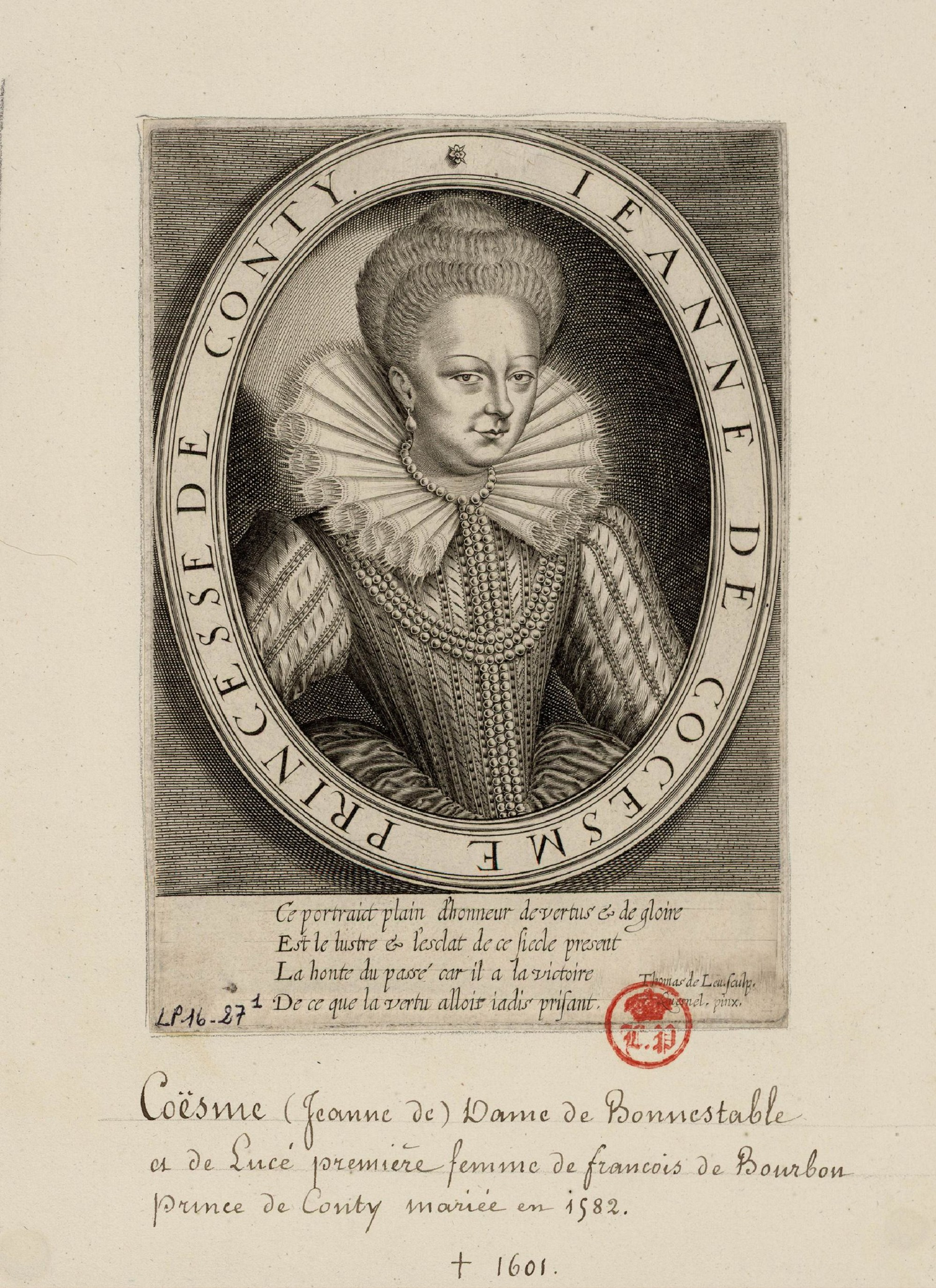
FRAGiovanna de Coesme (1560-1601)
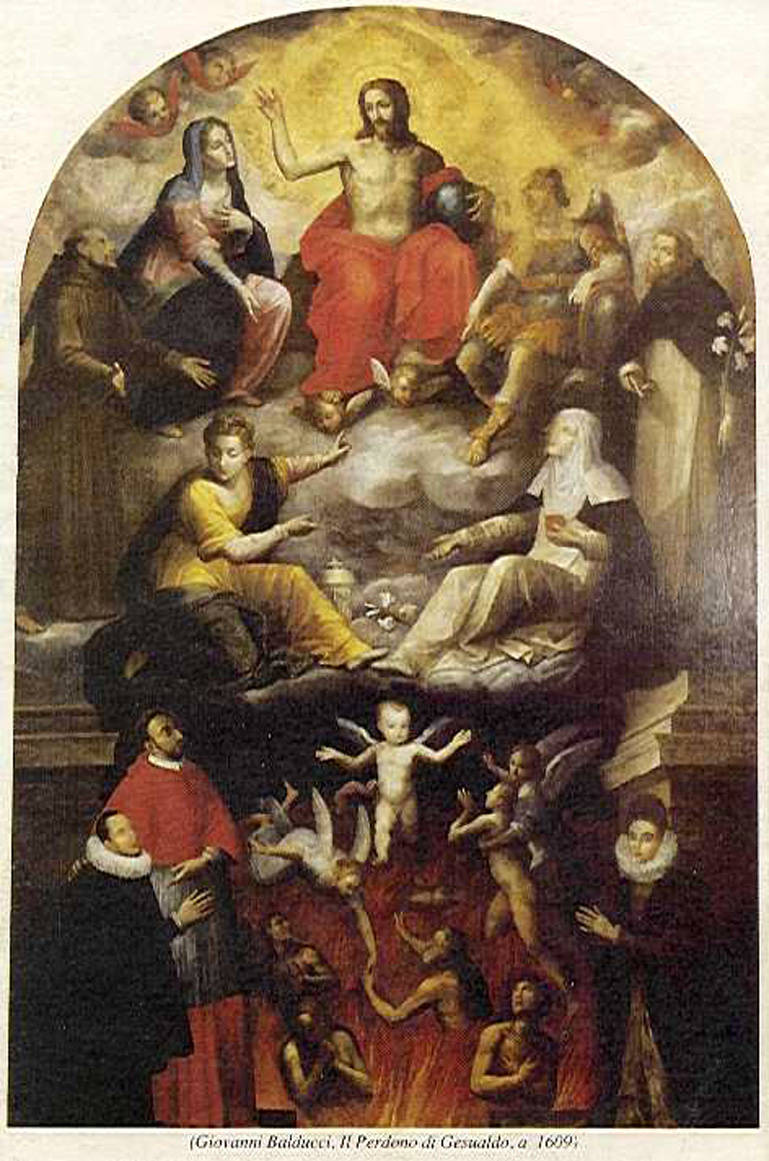
ITAGiovanni Balducci (1560-1631)
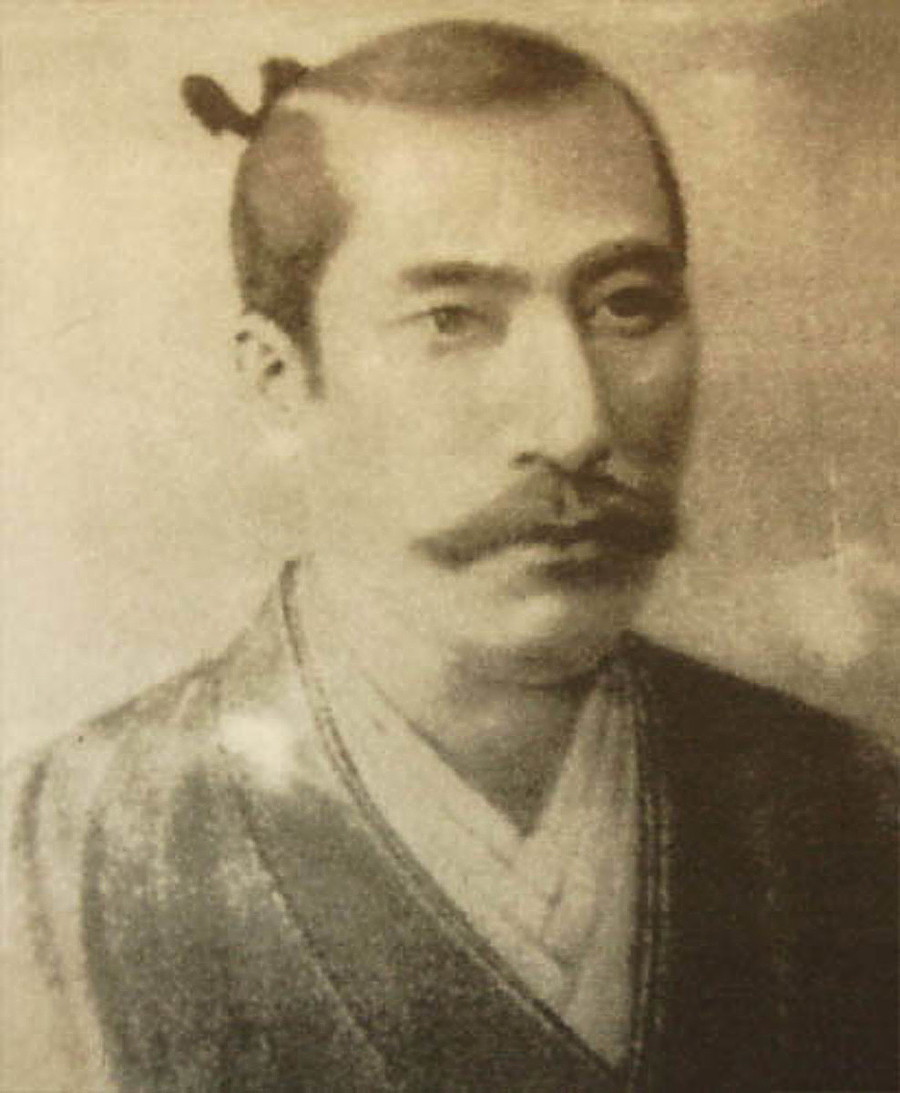
ITAGiovanni Niccolò (1560-1626)
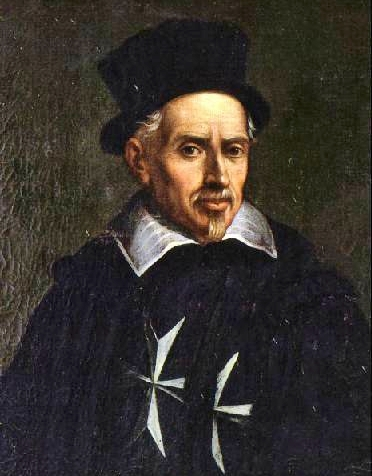
ITAGiovanni Ventimiglia (1560-1657)
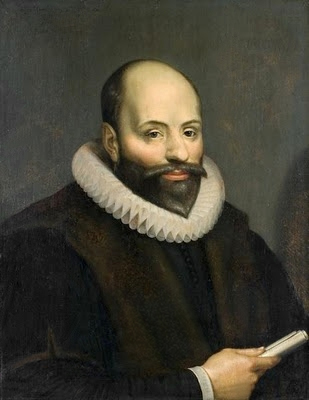
NLDJacobus Arminius (1560-1609)
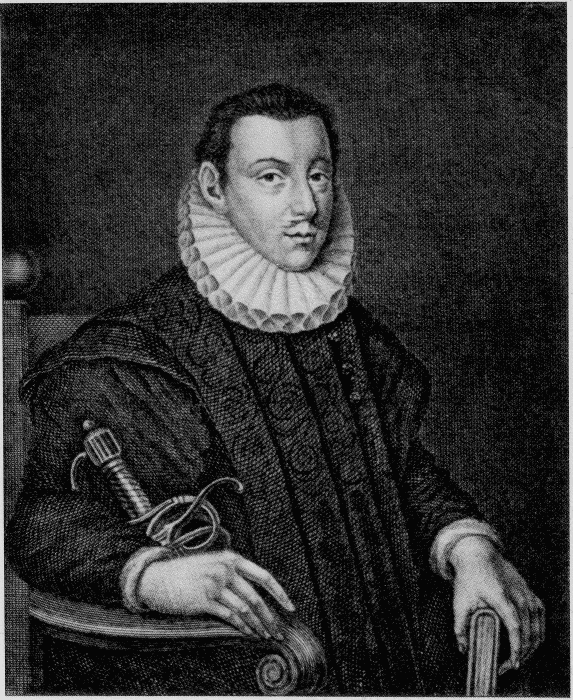
SCOJames Crichton (1560-1582)
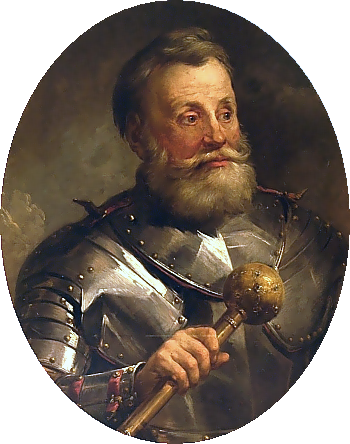
POL-LTUJan Karol Chodkiewicz (1560-1621)
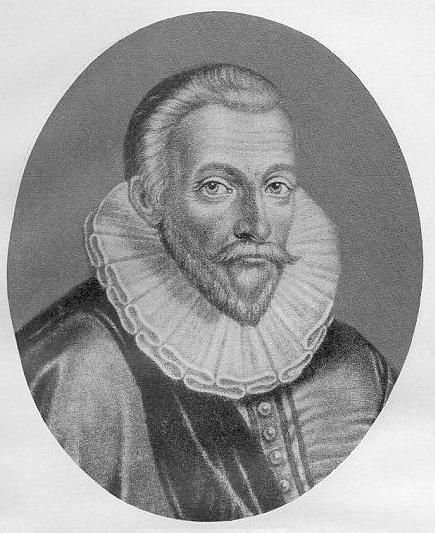
03 de Dezembro - Janus Gruterus, humanista, historiador, filólogo e bibliotecário holandês (m. 1627)
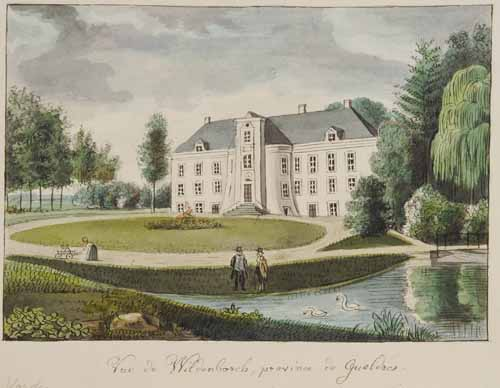
DEUJobst, Conde de Limburg Castelo de Wildenborch (1560-1621)
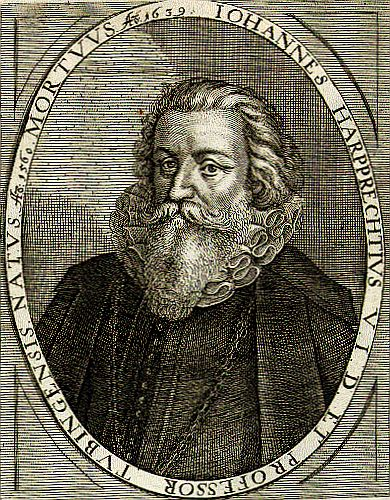
DEUJohannes Harpprecht (1560-1639)
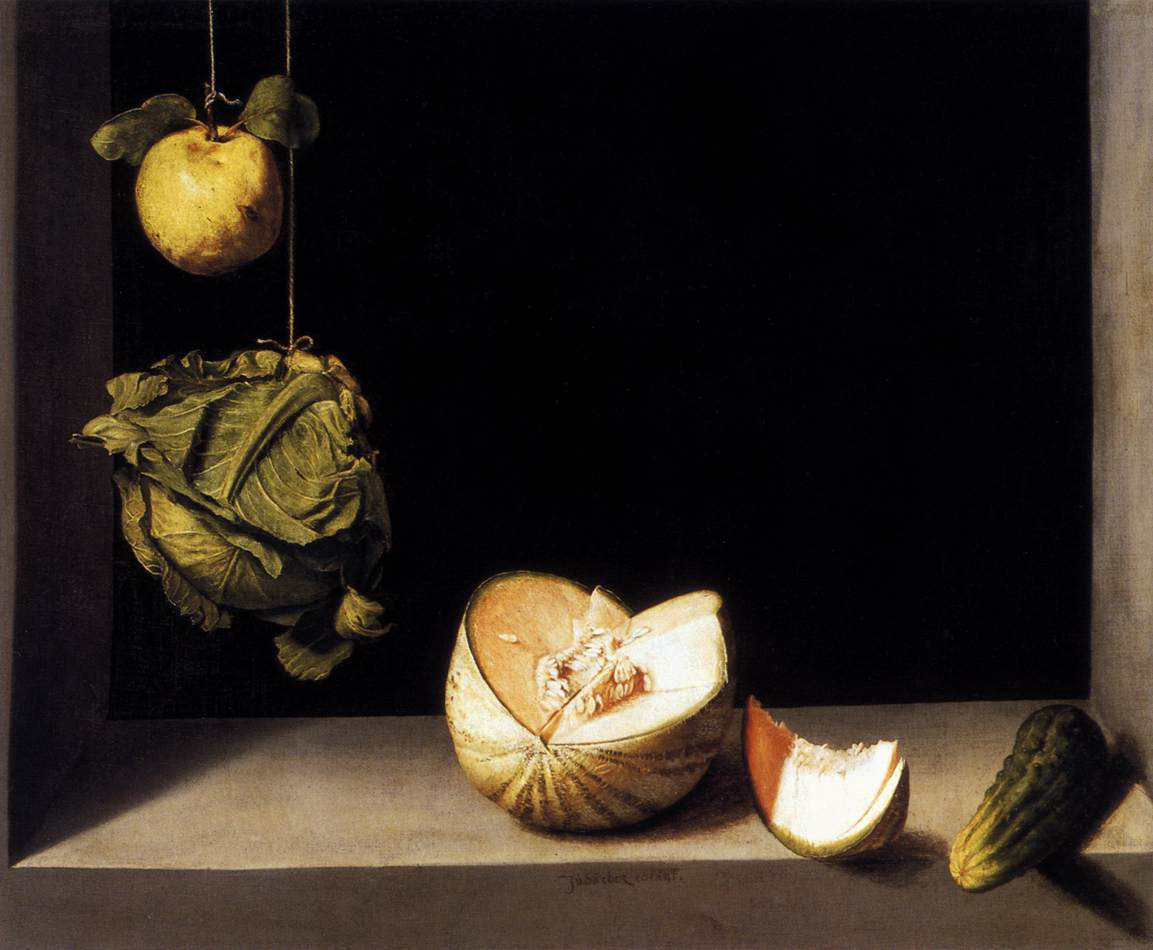
ESPJuan Sánchez Cotán (1560-1627)
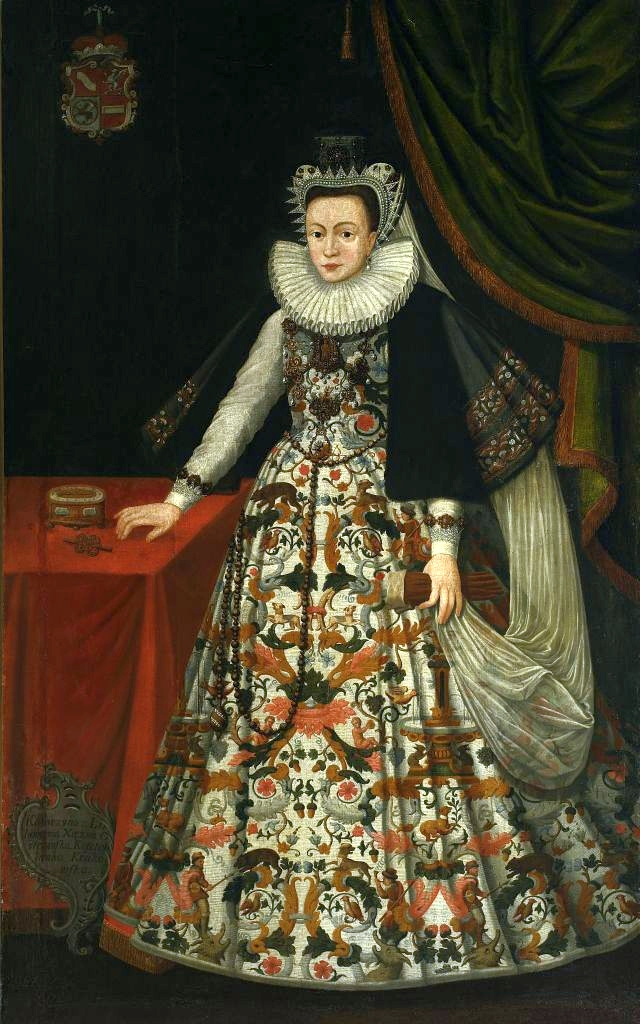
POLKatarzyna Ostrogska (1560-1579)
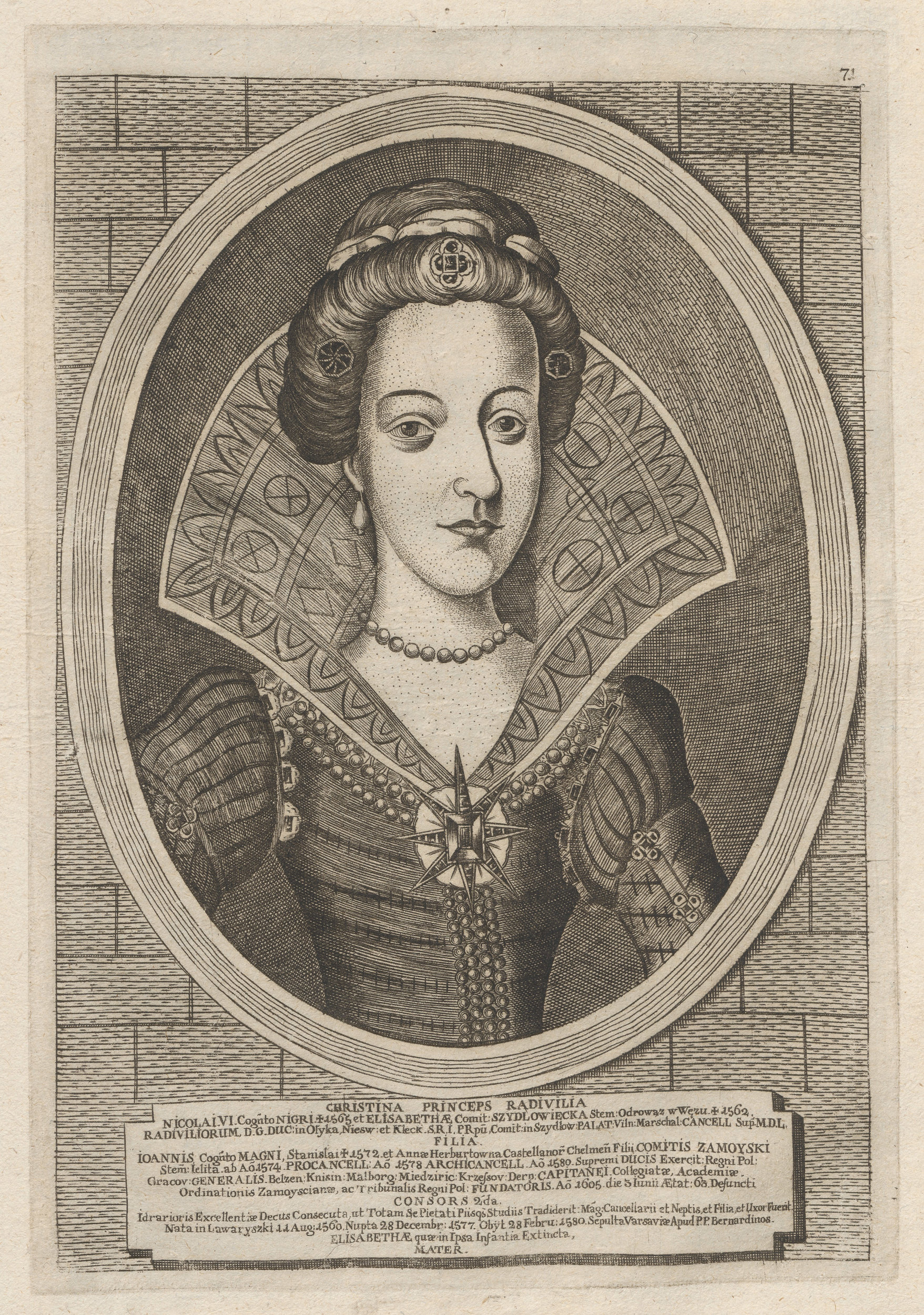
POLKrystyna Radziwiłł (1560-1580)
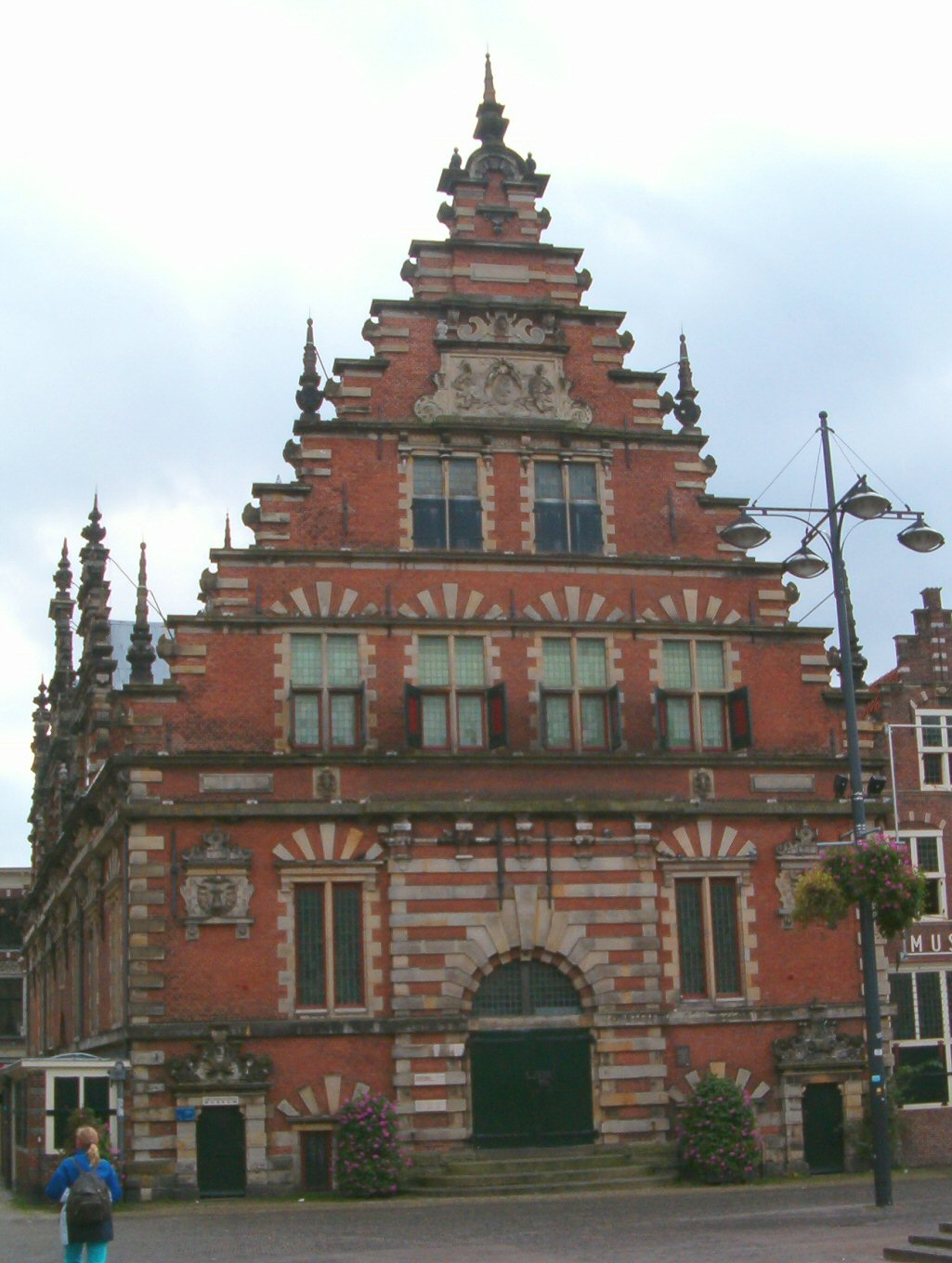
NLDLieven de Key (1560-1627)
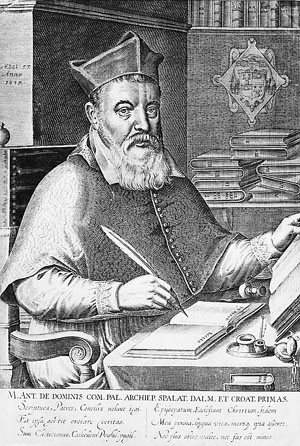
HRVMarco Antonio de Dominis (1560-1624)
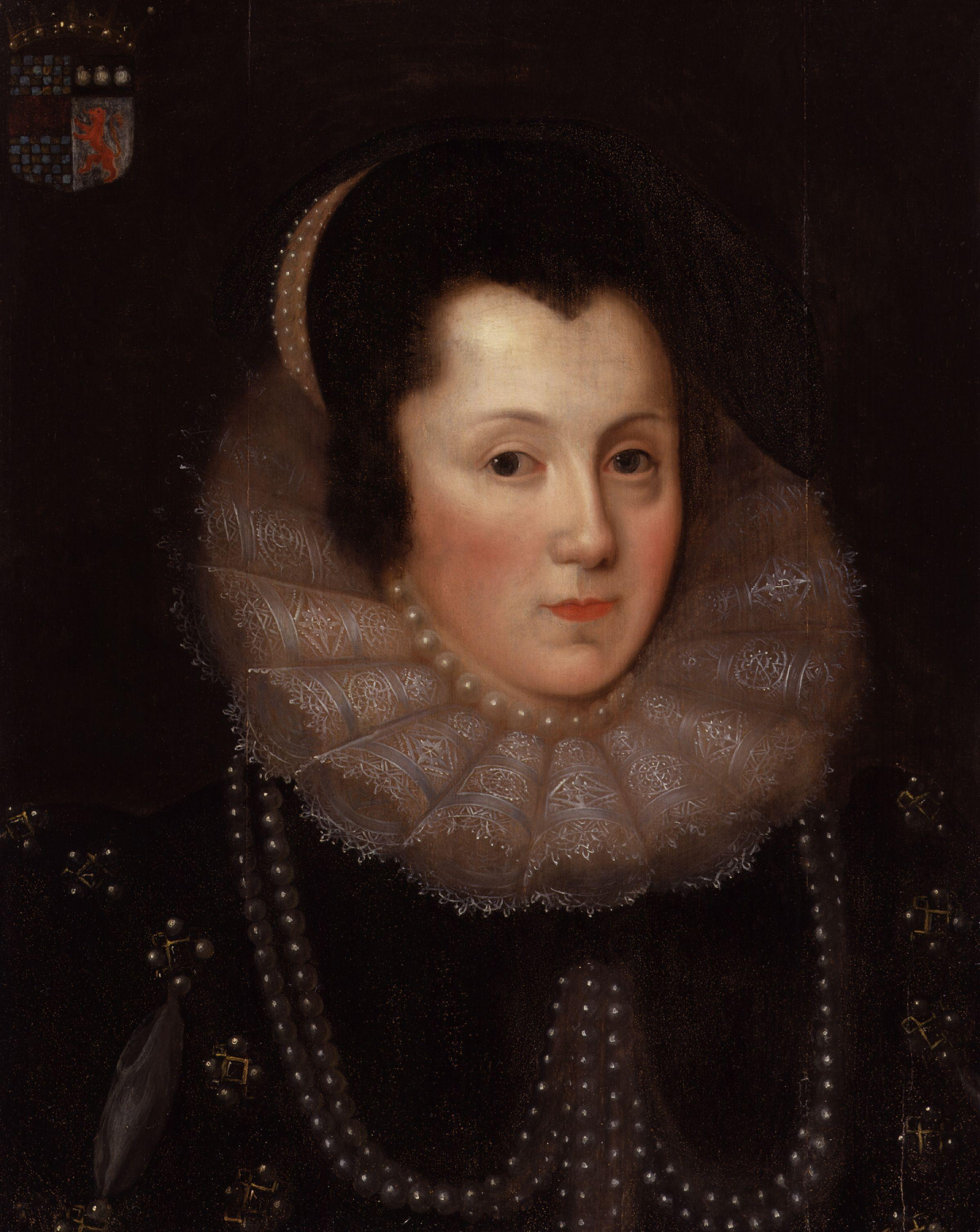
ENGMargaret Clifford, Condessa de Cumberland (1560-1616)
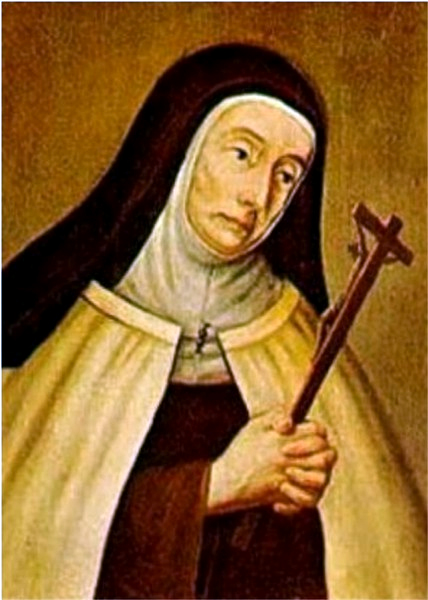
ESPMaría de Jesús López de Rivas (1560-1640)

- 04 de Dezembro - Maximilian Brooke,[20] filho de William Brooke, 10º Barão Cobham (m. 1583)
- 11 de Dezembro - Paulo Tiago de Estarhemberga (m. 1635)
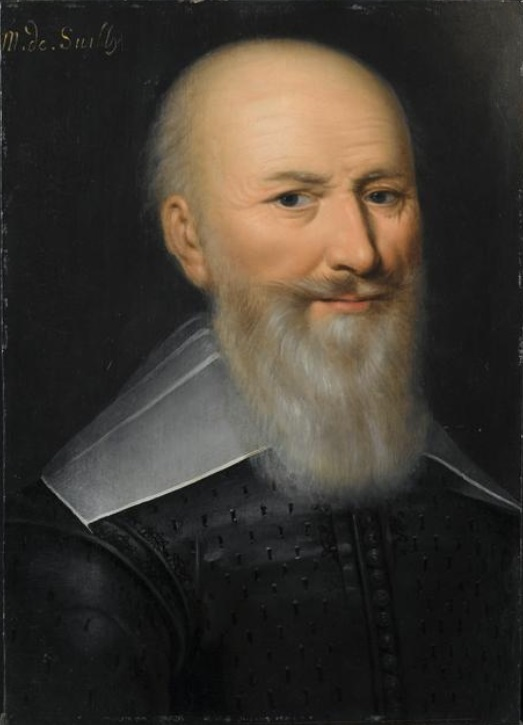
12 de Dezembro - Maximilien de Béthune, Duque de Sully, Barão de Rosny e primeiro-ministro da França (m. 1641)
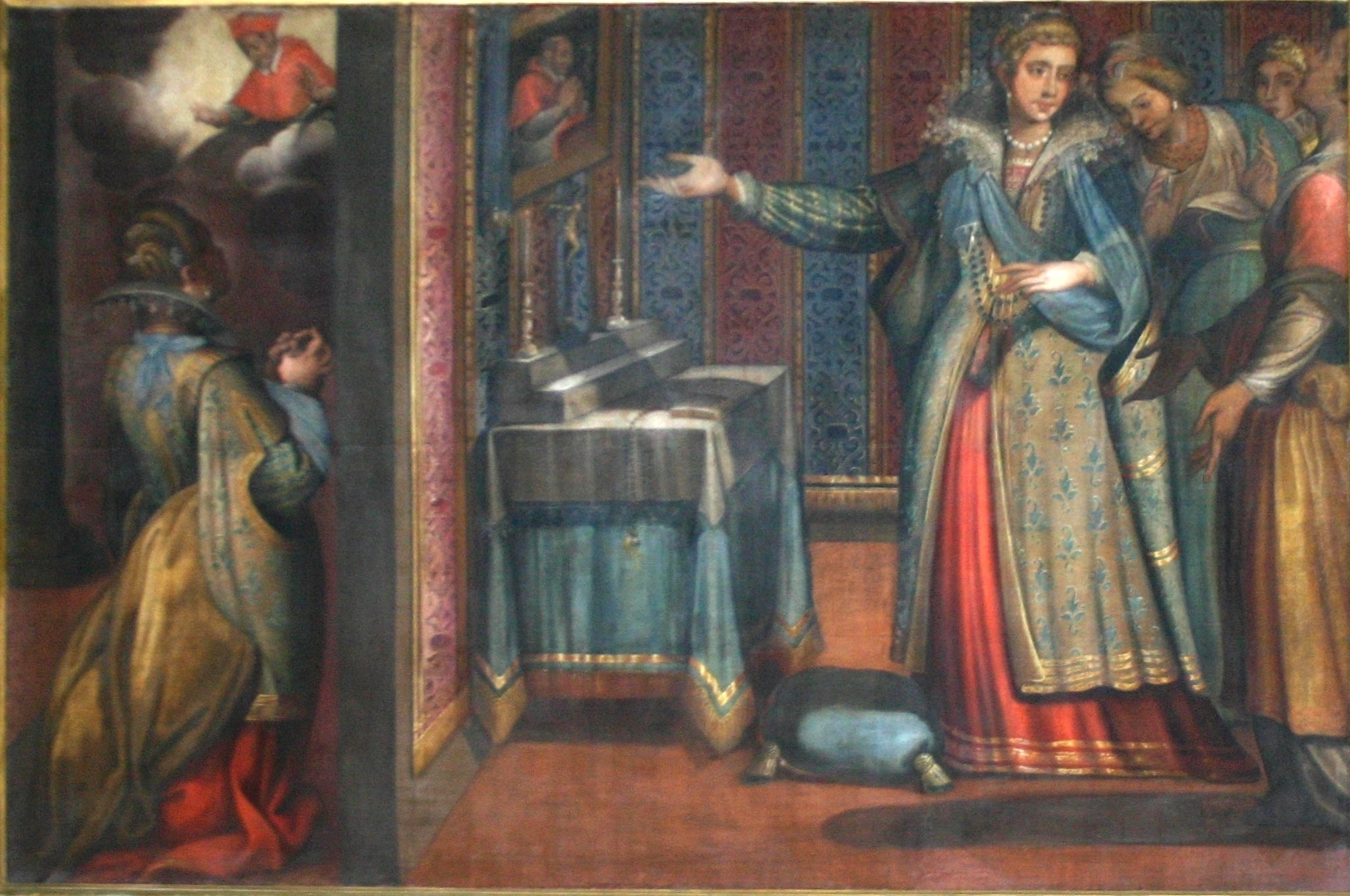
ITAPaolo Camillo Landriani (1560-1618)
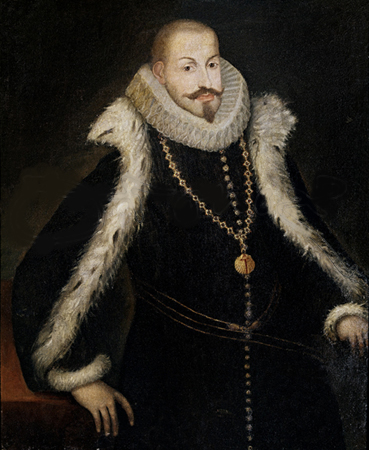
ESP-ITAPedro Fernández de Castro e Andrade (1560-1622)
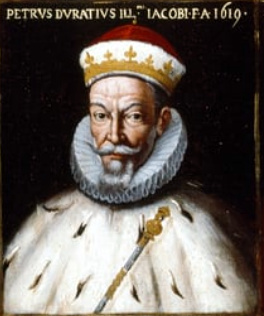
ITAPietro I Durazzo (1560-1631)
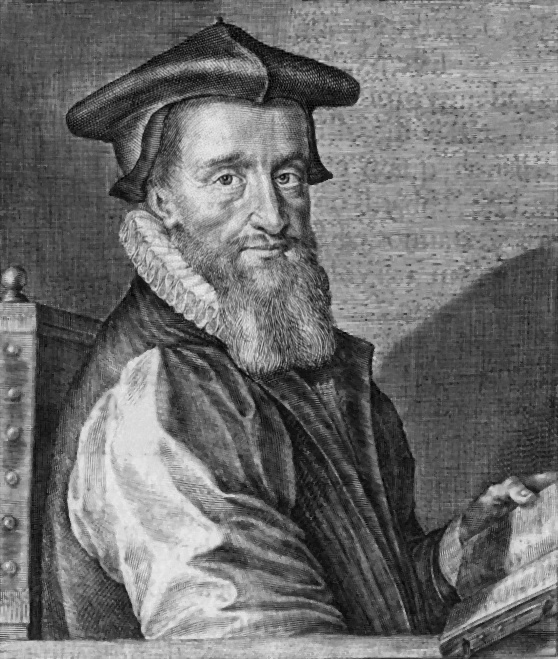
ENGRobert Abbot (bispo) (1560-1618)
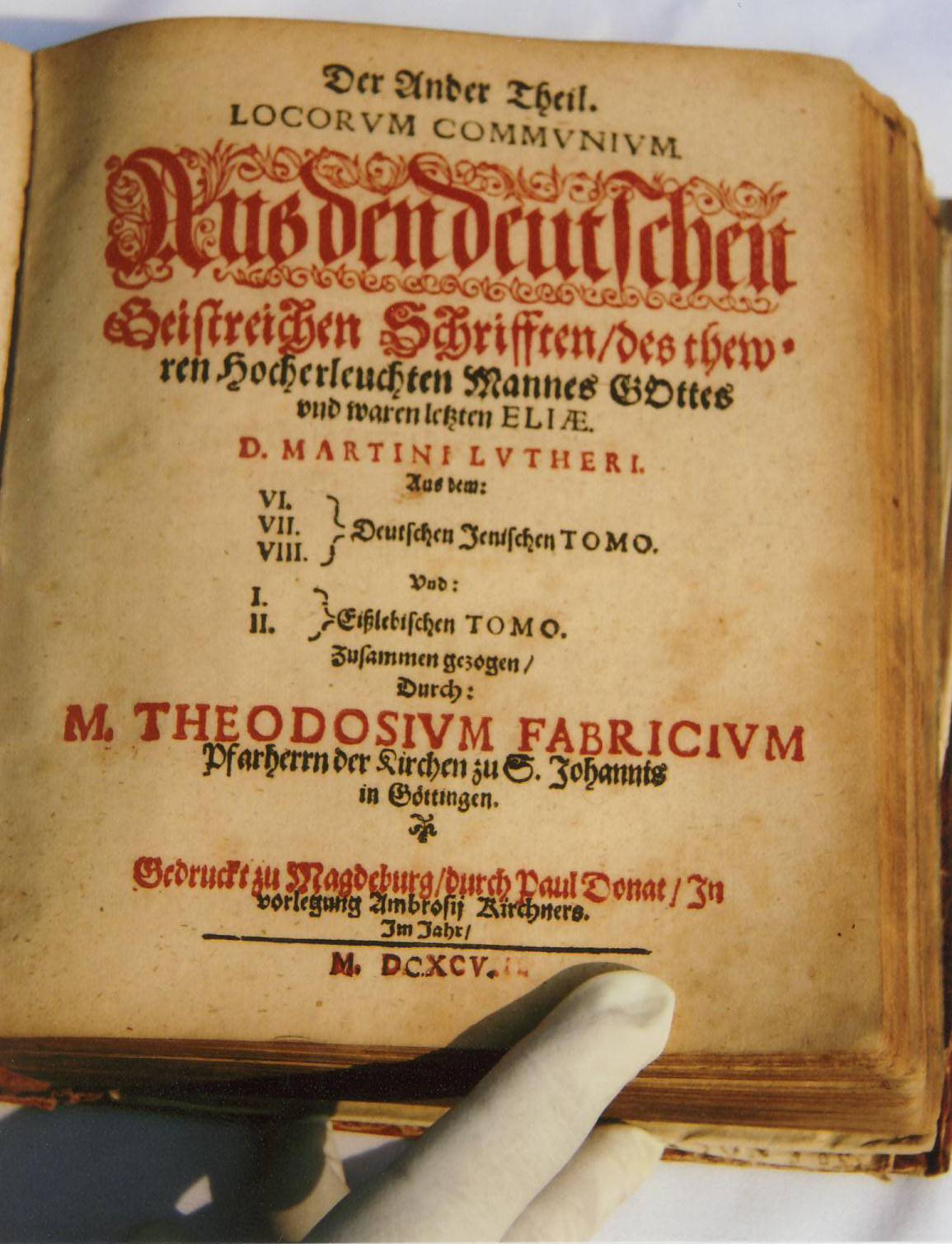
DEUTheodosius Fabricius (1560-1597)
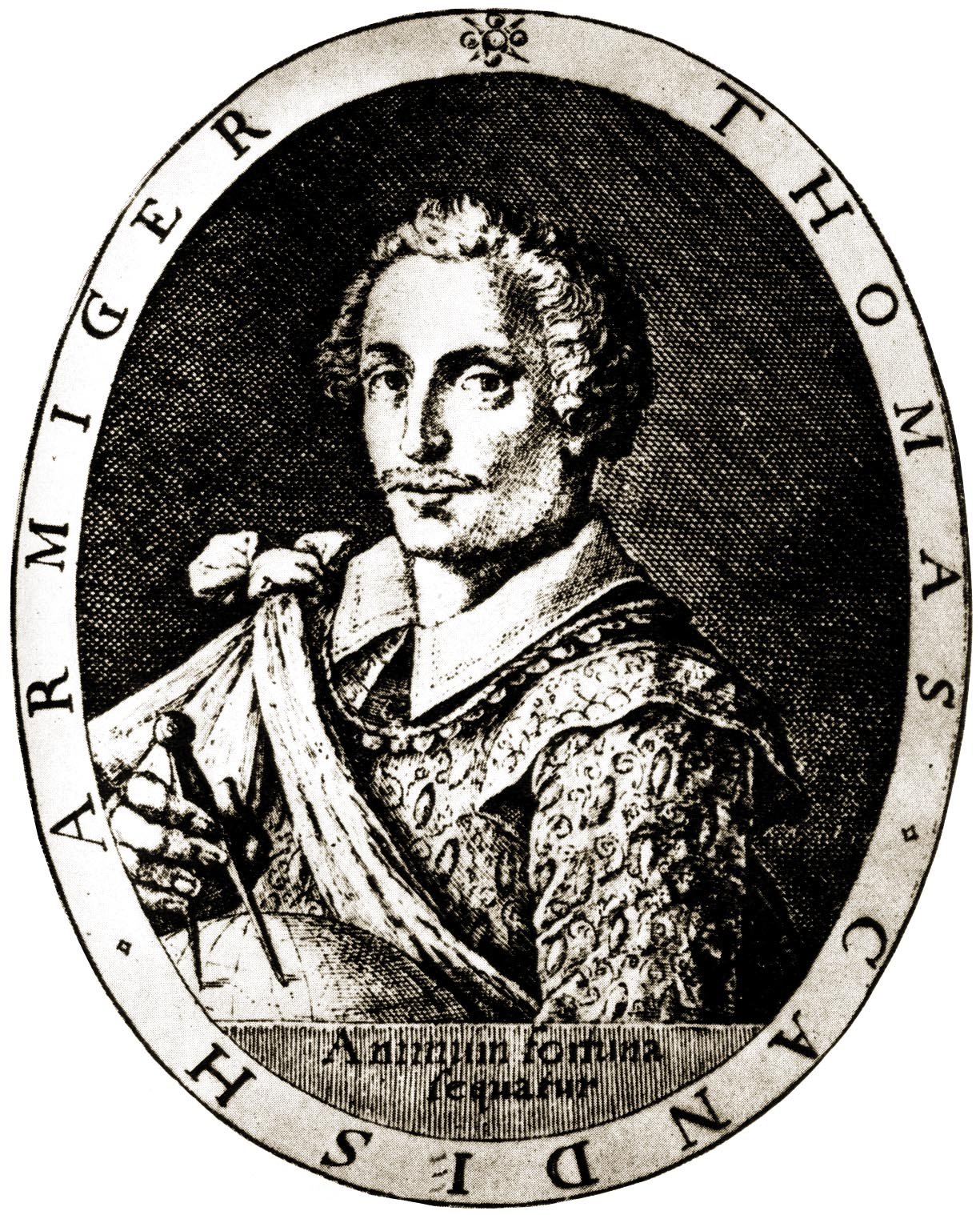
ENGThomas Cavendish (1560-1592)
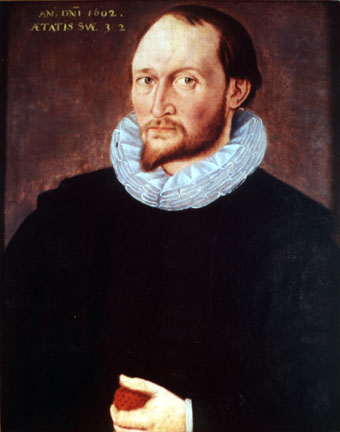
ENGThomas Harriot (1560-1621)
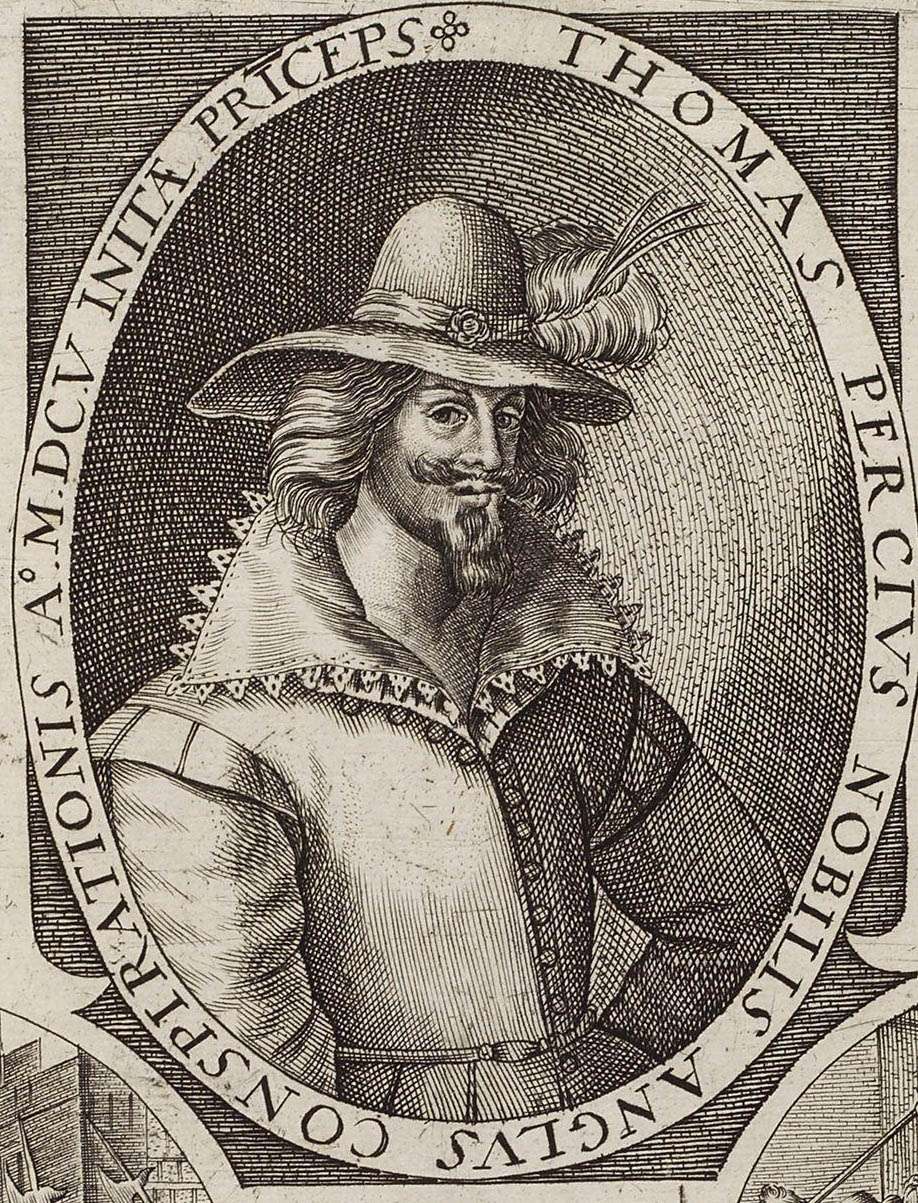
ENGThomas Percy (político) (1560-1605)
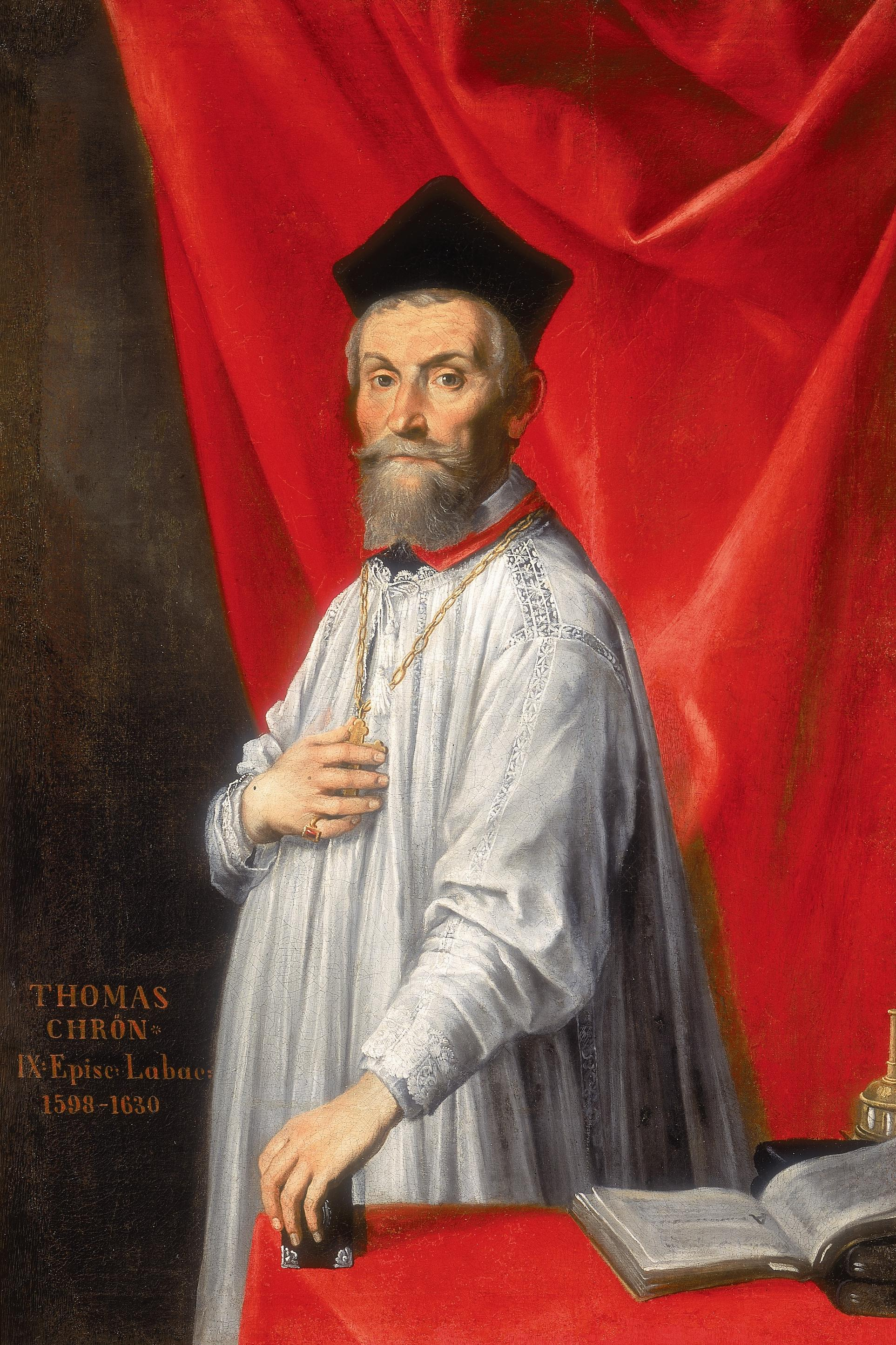
SVNTomaž Hren (1560-1630)
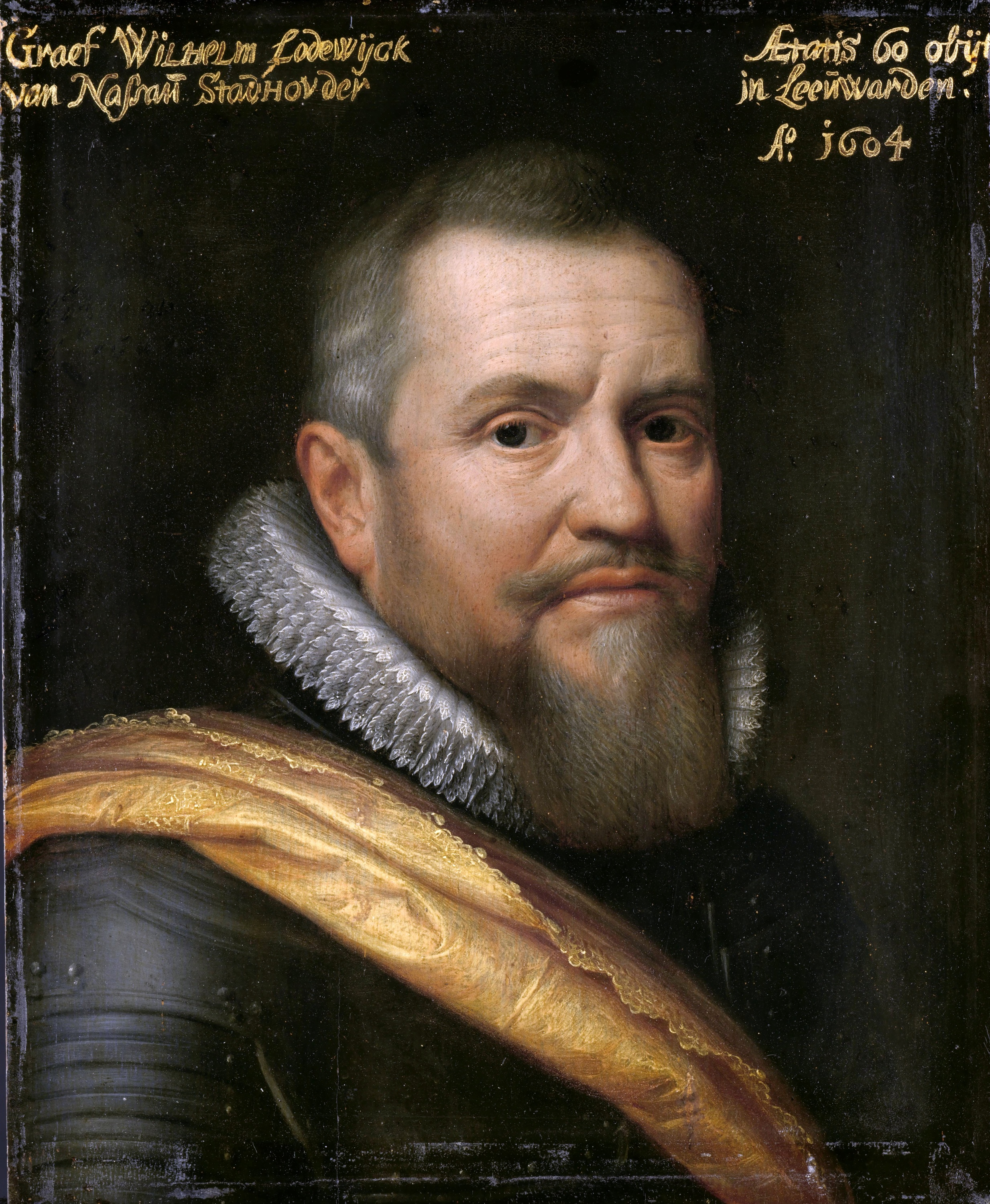
NLDWilhelm Ludwig Conde de Nassau-Dillenburg (1560-1620)
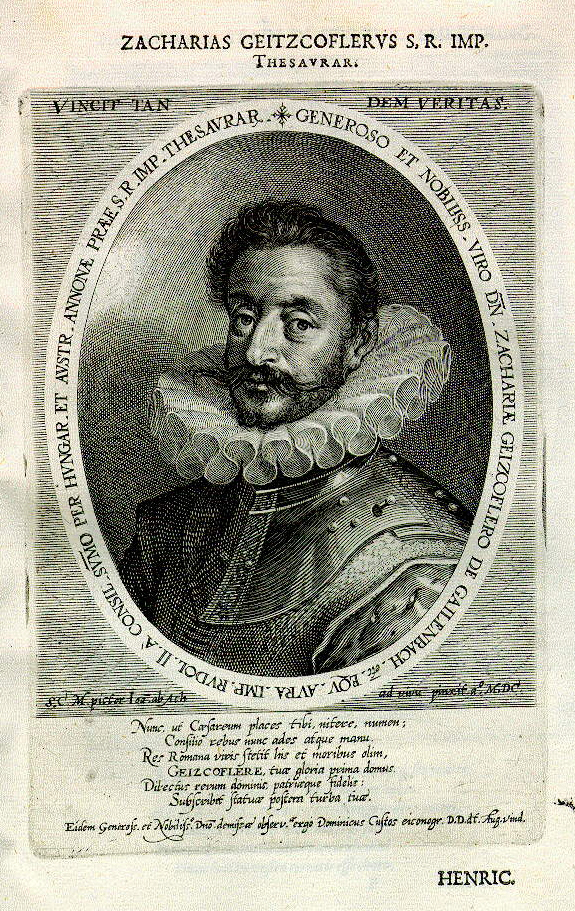
DEUZacharias Geizkofler (1560-1617)

- 14 de Dezembro - Maria Andreae,[21] esposa do teólogo luterano Jakob Andreae[22] (1528-1590) (m. 1624)
- 25 de Dezembro - Pietro Paolo Navarro, religioso italiano (m. 1622)
- 26 de Dezembro - Adriaan van Schrieck,[23] jurista, historiador e filólogo flamengo (m. 1621)

Datas Imprecisas
- Adriaen de Vries - escultor holandês  (m. 1626).
- Aegidius Albertinus - escritor alemão  (m. 1620).
- Alonso de Ribera - militar espanhol  (m. 1617).
- Anton Praetorius - teólogo alemão calvinista, que combateu a bruxaria (m. 1613).
- Antonio Circignani - pintor italiano  (m. 1620).
- Antonio Gandino - pintor italiano  (m. 1631).
- Antonio Viviani - pintor italiano  (m. 1620).
- Bartolomeo Carducci - arquiteto e pintor italiano  (m. 1608).
- Beatriz de Menezes - segunda esposa de Pietro de' Medici (1554-1604) (m. 1603).
- Bernardo Clavarezza - 90º doge da República de Gênova (m. 1627).
- Bertholomäus Agricola - monge franciscano alemão (m. 1621).
- Charles Butler - filólogo e apiculturista inglês (m. 1647).
- Domenico Robusti - pintor italiano  (m. 1635).
- Fabrizio Santafede - pintor barroco italiano  (m. 1634).
- Federico De Franchi Toso - 96.º doge da República de Gênova (m. 1630).
- Felice Anerio - compositor italiano  (m. 1614).
- Flaminio Ponzio - arquiteto italiano  (m. 1613).>
- Francis Vere - militar inglês (m. 1609).
- François Savary de Brèves - diplomata e orientalista francês (m. 1627).
- Giovanna de Coesme - nobre francesa, filha única de Louis de Coesme, Senhor de Lucé  (m. 1601).
- Giovanni Balducci - pintor italiano (m. 1631).
- Giovanni Bernardino Nanino - compositor italiano  (m. 1618).
- Giovanni Niccolò - jesuíta italiano  (m. 1626).
- Guillaume Catel - historiador francês (m. 1626).
- Ilario Altobelli - astrônomo italiano  (m. 1637).
- Jan Karol Chodkiewicz - comandante militar lituano de origem polonesa (m. 1621).
- Katarzyna Ostrogska - fidalga polonesa (m. 1579).
- Lieven de Key - arquiteto holandês (m. 1627).
- Marco Antonio de Dominis - arcebispo católico, teólogo e erudito dálmata (m. 1624).
- Ottavio Acquaviva d'Aragona - cardeal e arcebispo católico italiano  (m. 1612).
- Paolo Camillo Landriani - pintor italiano  (m. 1618).
- Paolo Guidotti - pintor italiano  (m. 1629).
- Pedro Fernández de Castro e Andrade - "7.º Conde de Lemos", vice-rei de Nápoles (m. 1622).
- Pietro I Durazzo - 93.º doge da República de Gênova (m. 1631).
- Robert Abbot (bispo) - professor de teologia e Bispo de Salisbury (m. 1618).
- Thomas Fairfax - 1.º Lord Fairfax de Cameron, militar, diplomata e político escocês  (m. 1640).
- Thomas Harriot - astrônomo, tradutor e matemático inglês  (m. 1621).
- Thomas Percy (político) - político inglês, participou da Conspiração da Pólvora, uma tentativa mal-sucedida para assassinar o rei Jaime I de Inglaterra (m. 1605).
- William Brade - compositor, violinista e gambista inglês  (m. 1630).

### Galeria 1560 - Nascimentos
- AlemanhaAegidius Albertinus
(1560-1620)
- Suíça Albrecht Manuel
Senhor de Cronay
(1560-1637)
- ItáliaAlfonso d'Este
Marquês de Montecchio
(1560-1578)
- EspanhaAlonso de Ribera
(1560-1617)
- HungriaAlžbeta Bátoriová
(1560-1614)
- ItáliaAnnibale Carracci
(1560-1609)
- FrançaAntoine Arnauld
(1560-1619)
- AlemanhaAnton Praetorius
(1560-1613)
- ItáliaAntonio Circignani
(1560-1620)
- ItáliaAntonio Gandino
(1560-1631)
- ItáliaAntonio Viviani
(1560-1620)
- EspanhaBaltasar Marradas
(1560-1638)
- ItáliaBartolomeo Carducci
(1560-1608)
- PortugalBeatriz de Menezes
(1560-1603)
- ItáliaBernardo Clavarezza
(1560-1627)
- AlemanhaBertholomäus Agricola
(1560-1621)
- ÁustriaCarlos de Burgau
(1560-1618)
- AlemanhaCarlos I
Conde do Palatinato
(1560-1600)
- InglaterraCharles Butler
(1560-1647)
- BélgicaCharles III, Duque de Croÿ
(1560-1612)
- AlemanhaCristiano I, Príncipe Eleitor da Saxônia, 
(1560-1591)
- ItáliaDomenico Robusti
(1560-1635)
- AlemanhaErnst Friedrich
von Baden-Durlach
(1560-1604)
- AlemanhaFabricius Hildanus
(1560-1634)
- ItáliaFabrizio Santafede
(1560-1634)
- ItáliaFederico De Franchi Toso
(1560-1630)
- ItáliaFelice Anerio
(1560-1614)
- ItáliaFlaminio Ponzio
(1560-1613)
- InglaterraFrancis Vere
(1560-1609)
- FrançaFrançois Savary de Brèves
(1560-1627)
- Suíça Gaspard Bauhin
(1560-1624)
- FrançaGiovanna de Coesme
(1560-1601)
- ItáliaGiovanni Balducci
(1560-1631)
- ItáliaGiovanni Niccolò
(1560-1626)
- ItáliaGiovanni Ventimiglia
(1560-1657)
- Países BaixosJacobus Arminius
(1560-1609)
- EscóciaJames Crichton
(1560-1582)
- Polónia- LituâniaJan Karol Chodkiewicz
(1560-1621)
- Países BaixosJanus Gruterus
(1560-1627)
- AlemanhaJobst, Conde de Limburg
Castelo de Wildenborch
(1560-1621)
- AlemanhaJohannes Harpprecht
(1560-1639)
- EspanhaJuan Sánchez Cotán
(1560-1627)
- PolóniaKatarzyna Ostrogska
(1560-1579)
- PolóniaKrystyna Radziwiłł
(1560-1580)
- Países BaixosLieven de Key
(1560-1627)
- CroáciaMarco Antonio de Dominis
(1560-1624)
- InglaterraMargaret Clifford, Condessa de Cumberland
(1560-1616)
- EspanhaMaría de Jesús López de Rivas
(1560-1640)
- FrançaMaximilien de Béthune
(1560-1641)
- ItáliaPaolo Camillo Landriani
(1560-1618)
- Espanha- ItáliaPedro Fernández de Castro e Andrade
(1560-1622)
- ItáliaPietro I Durazzo
(1560-1631)
- InglaterraRobert Abbot (bispo)
(1560-1618)
- AlemanhaTheodosius Fabricius
(1560-1597)
- InglaterraThomas Cavendish
(1560-1592)
- InglaterraThomas Harriot
(1560-1621)
- InglaterraThomas Percy (político)
(1560-1605)
- EslovêniaTomaž Hren
(1560-1630)
- Países BaixosWilhelm Ludwig
Conde de Nassau-Dillenburg
(1560-1620)
- AlemanhaZacharias Geizkofler
(1560-1617)

## Mortes
- 01 de Janeiro - Joachim du Bellay, poeta francês (n. 1522)
- 03 de Janeiro - Lelio Capilupi, poeta e escritor italiano (n. 1497)
- 03 de Janeiro - Peder Palladius, teólogo e reformador dinamarquês (n. 1503)
- 08 de Janeiro - Jan Łaski (1499-1560), teólogo e reformador tcheco (n. 1499)
- 10 de Janeiro - João V, Conde de Holsácia-Eschauemburgo,[24](n. 1512)
- 15 de Janeiro - Franz Burchart, literato alemão e político (n. 1503)
- 15 de Janeiro - Philippe de la Marck,[25] fidalgo francês (n. 1527)
- 20 de Janeiro - Nikolaus Gerbelius, humanista, jurista e doutor em leis alemão (n. 1485)
- 21 de Janeiro - Paulo Camerte, missionário italiano na Índia
- 29 de Janeiro - Scipione Dentice, compositor italiano (m. 1633)
- 02 de Fevereiro - Georg II Albrecht, abade alemão
- 06 de Fevereiro - Henricus Helmesius,[26]"Heinrich Helm", teólogo franciscano e católico alemão
- 07 de Fevereiro - Baccio Bandinelli, "Bartolommeo Baccio", escultor e pintor italiano (n. 1493)
- 10 de Fevereiro - João Bourchier, 2.º Conde de Bath, (n. 1499)
- 14 de Fevereiro - Felipe I, Duque da Pomerânia (n. 1515)
- 16 de Fevereiro - Jean du Bellay, chefe de estado, cardeal e diplomata francês (n. 1492)
- 18 de Fevereiro - Giacomo Bonelli, mártir, pastor calvinista e pregador valdez
- 23 de Fevereiro - Amalie, Baronesa Leisnig-Penig, casada com Ernesto III de Eschomburgo (1486-1534) (n. 1508)
- 23 de Fevereiro - Gaspar Lax, filósofo e matemático espanhol (n. 1487)
- 03 de Março - Cristoforo Sabbadino, engenheiro italiano (n. 1489)
- 04 de Março - Alberto, 7.º Conde de Mansfeld (n. 1480)
- 05 de Março - Pedro Pacheco de Villena,[27] cardeal e bispo espanhol (n. 1488)
- 09 de Março - Caspar Landsiedel, pedagogo, retórico, professor de história, grego e matemática alemão (n. 1514)
- 12 de Março - Johann Berckmann, teólogo luterano, historiador alemão (n. 1475)
- 28 de Março - Christoph Zobel, jurista e professor de direito alemão (n. 1499)
- 03 de Abril - Janneken van Aken,[28] mártir anabatista belga
- 03 de Abril - Joannes de Vintimilla,[29] frade e pregador italiano (n. 1490)
- 04 de Abril - Lenaert Plovier,[30] mártir anabatista belga
- 04 de Abril - Maeyken de Hont,[31] mártir anabatista belga
- 10 de Abril - Conrad Spangenberg, teólogo alemão, filho de compositor de hinos e reformador alemão Johannes Spangenberg (1484-1550) (n. 1525)
- 19 de Abril - Filipe Melâncton, reformador, humanista e teólogo alemão (n. 1497)
- 21 de Abril - Gabriël Mudäus, humanista e jurista belga (n. 1500)
- 24 de Abril - Johannes Ralla, boticário e farmacologista alemão (n. 1509)
- 25 de Abril - Thang Shun-Chih,[32] astrônomo, matemático e engenheiro chinês (n. 1507)
- 28 de Abril - Andrea Moroni, arquiteto italiano (n. 1500)
- 15 de Maio - Francisco de Santa María Benavides Velasco,[33] Bispo de Segóvia desde 21 de Outubro de 1558
- 23 de Maio - Andrzej Zebrzydowski, bispo católico polonês (n. 1496)
- 25 de Maio - Franciscus Emericus, primeiro professor de Cirurgia da Universidade de Viena (n. 1496)
- 27 de Maio - Thomas Giffard, grande proprietário de terras e membro do Parlamento inglês (n. 1490)
- 30 de Maio - Imre Telekessy, nobre e militar húngaro (n. 1497)
- 07 de Junho - Leonhard Stöckel,Leonhard Stöckel pedagogo e reformador alemão (n. 1510)
- 11 de Junho - Maria de Lorena, Condessa de Guise, filha de Jaime V da Escócia (n. 1515)
- 12 de Junho - Naomori Ii, guerreiro japonês (n. 1506)
- 12 de Junho - Imagawa Yoshimoto, daimiô japonês (n. 1519)
- 20 de Junho - Francisco Hastings, 2.º Conde de Huntingdon, "4.º Lorde Hastings" (n. 1514)
- 21 de Junho - Rudolf von Frankenstein, príncipe-bispo de Speyer (n. 1523)
- 25 de Junho - Konrad Nesen, humanista e burgomestre de Zittau (n. 1495)
- 30 de Junho - Jean de la Marck (1499-1560), Jean de la Marck (1499-1560)] cavaleiro e Senhor de Saulci e de Jametz (n. 1499)
- 03 de Julho - Margaretha, Condessa de Luetzelstein, (n. 1523)
- 04 de Julho - Eberhard II von Hirnheim, Bispo de Eichstätt (n. 1495)
- 08 de Julho - Chōsokabe Kunichika, militar japonês (n. 1504)
- 09 de Julho - John Slotanus,[34][35]"Jan van der Slooten", inquisidor papal e escritor polêmico católico holandês
- 25 de Julho - Nikolaus Bardewik, burgomestre de Lübeck (n. 1506)
- 26 de Julho - Valentin Boltz, sacerdote, dramaturgo e tradutor alemão (n. 1515)
- 01 de Agosto - Melchior Volmar, jurista e filólogo, professor da Universidade de Tübingen (n. 1497)
- 04 de Agosto - Maeda Toshimasa, japonês samurai
- 07 de Agosto - Anastácia da Rússia, "Anastasija Romanovna Zachar'ina-Jur'eva", em russo "Анастасия Романовна Захарьина-Юрьева", esposa do tsar Ivã IV da Rússia (n. 1523)
- 12 de Agosto - Diomede Carafa, Bispo de Ariano Irpino (n. 1492)
- 13 de Agosto - Dionigi de Cola,[36] mártir, foi queimado vivo por motivos religiosos
- 13 de Agosto - Mermetto Savoiardo,[37] mártir, foi queimado vivo por motivos religiosos
- 17 de Agosto - Braccio Martelli, bispo de Fiesole (n. 1501)
- 03 de Setembro - Jakob Nikolaus Bording, médico flamengo e particular de Henrique V (1479-1552), Duque de Meclemburgo (n. 1511)
- 08 de Setembro - Aloisio Pasquale,[38] mártir protestante, foi enforcado e queimado
- 08 de Setembro - Amy Robsart, Condessa de Leicester, esposa de Robert Dudley, o qual, mandou assassiná-la para poder se casar com a rainha Elisabeth. (n. 1532)
- 14 de Setembro - Anton Fugger (1493-1560), banqueiro e industrialista alemão (n. 1493)
- 15 de Setembro - Mauro de Angelis, pintor napolitano
- 15 de Setembro - Stefano Negrone,[39] herege italiano, morreu de fome na prisão perseguido pela Inquisição
- 16 de Setembro - Gian Luigi Pascale, editor, tradutor e religioso italiano, de fé calvinista. (n. 1530)
- 25 de Setembro - Francisco Talbot, 5.º Conde de Shrewsbury, 5.º Conde de Waterford, 11.º Barão Talbot (n. 1500)
- 25 de Setembro - Stefano Morello,[40] herege, foi enforcado e queimado vivo
- 29 de Setembro - Gustavo I, rei da Suécia (n. 1496)
- 30 de Setembro - Melchior Cano, teólogo, filosofo e bispo católico espanhol (n. 1509)
- 13 de Outubro - Luisa Sigea de Velasco, poetisa espanhola, viveu boa parte da sua vida na corte portuguesa ao serviço da infanta D. Maria de Portugal (1521-1577), (n. 1522)
- 20 de Outubro - Maria Moser,[41] casada com Martin Eysengrein[42] (1507-1566), burgomestre de Stuttgart e filha de Balthasar Moser[43] Vogt (intendente) de Herrenberg (n. 1527)
- 03 de Novembro - Helene Renz,[44] filha de Heinrich Renz[45](1529-1601) (m. 1637)
- 04 de Novembro - Guillaume du Choul,[46] antiquariano francês (n. 1496)

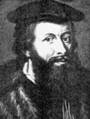
05 de Novembro - Adriaen van der Goes, patriota e um dos maiores defensores da Holanda, filho de Aert van der Goes (1475-1545) (n. 1505)
- 07 de Novembro - Petrus Lotichius Secundus, poeta alemão (n. 1528)
- 11 de Novembro - Brites de Castro-Osorio, também conhecida como Beatriz de Castro-Osório, 6ª Condessa de Lemos (n. 1484)
- 12 de Novembro - Caspar Aquila, teólogo e reformador alemão (n. 1488)
- 13 de Novembro - García de Baeza,[47] compositor italiano, foi organista de Catedral de Burgos desde 17 de Agosto de 1520 † 13.11.1560
- 15 de Novembro - Domingo de Soto teólogo dominicano espanhol (n. 1494)
- 17 de Novembro - Michael von Kuenburg, Arcebispo de Salzburgo (n. 1514)
- 25 de Novembro - Andrea Doria, Príncipe de Melfi (1531), condottiero e almirante genovês (n. 1466)
- 27 de Novembro - Soetken van den Houte ,[48] filha de Gillis Van den Houte, compositora, musicista e mártir anabatista holandesa, foi decapitada. (n. 1500)
- 28 de Novembro - Hans Guldenmund,[49][50] iluminista, editor e livreiro (n. 1490)
- 02 de Dezembro - Georgius Sabinus,[51] fundador e primeiro reitor da Universidade de Königsberg (n. 1508)
- 04 de Dezembro - Jean Bertrand, cardeal e Arcebispo de Sens (n. 1482)
- 05 de Dezembro - Francisco II, rei da França (n. 1544)
- 07 de Dezembro - Ernst, Duque da Baviera, Administrador de Passau e Salzburgo (n. 1500)
15 de Dezembro - Adrienne d'Estouteville, Duquesa de Estouteville, casada com François de Bourbon, Duque de Estouteville[52] (1491-1545) (n. 1502)
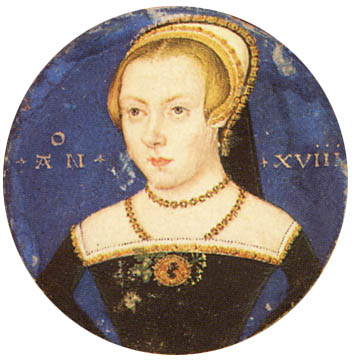
INGAmy Robsart, Condessa de Leicester (1532-1560)
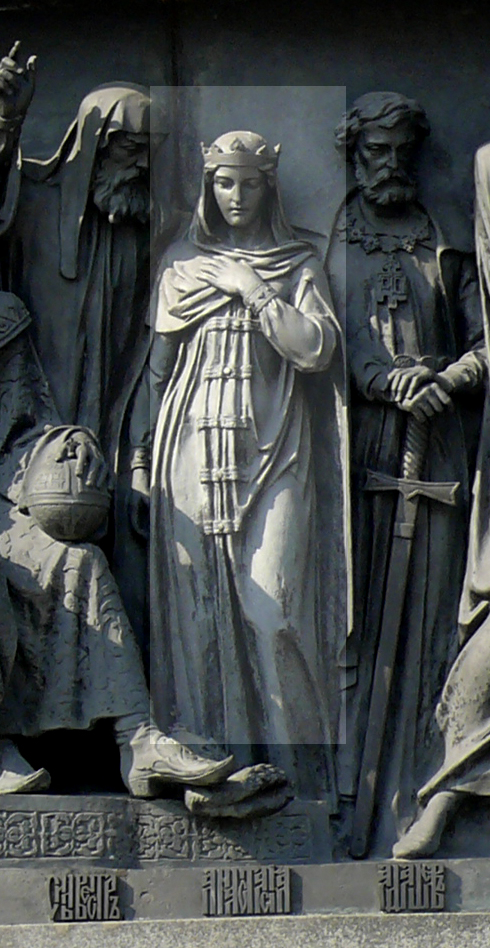
RUSAnastácia da Rússia (1523-1560)
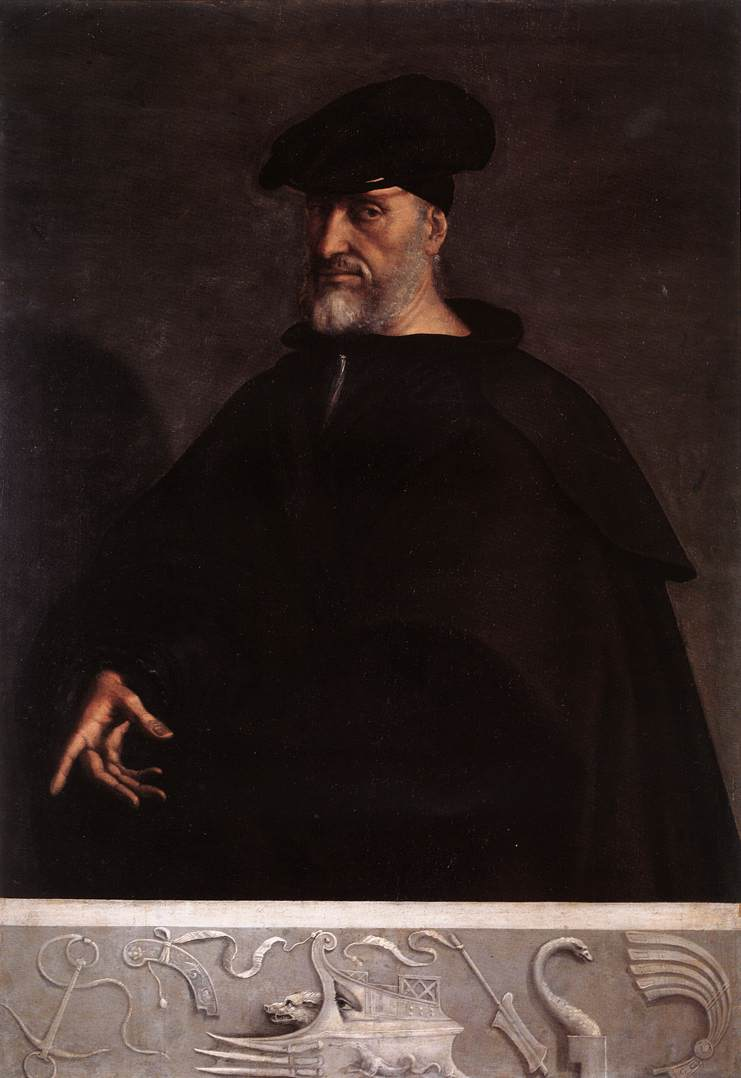
ITAAndrea Doria (1466-1560)
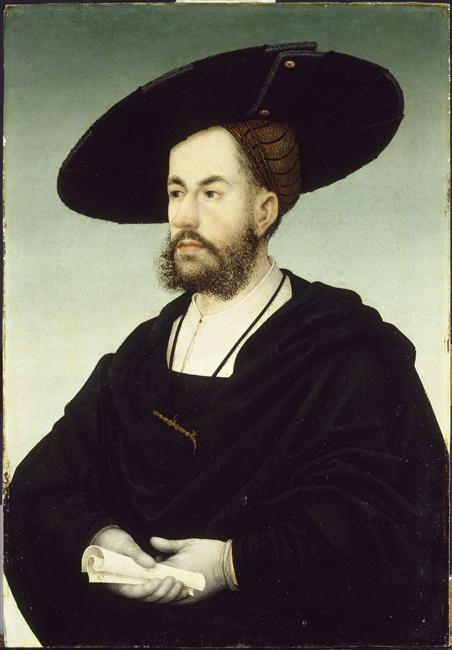
DEUAnton Fugger (1493-1560)
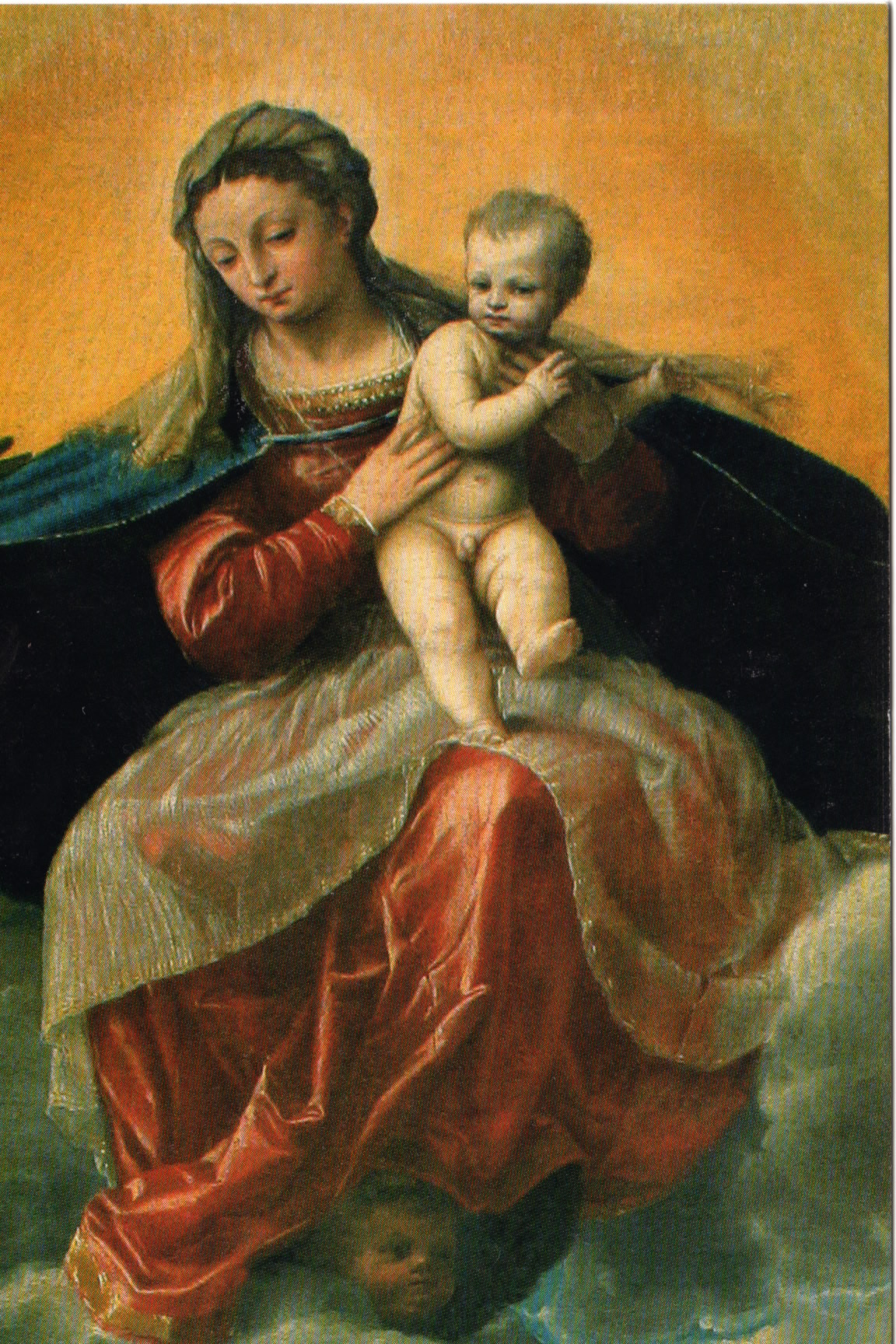
ITAAntonio Badile (1518-1560)
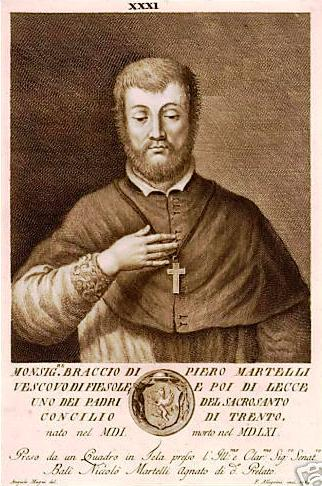
ITABraccio Martelli (1501-1560
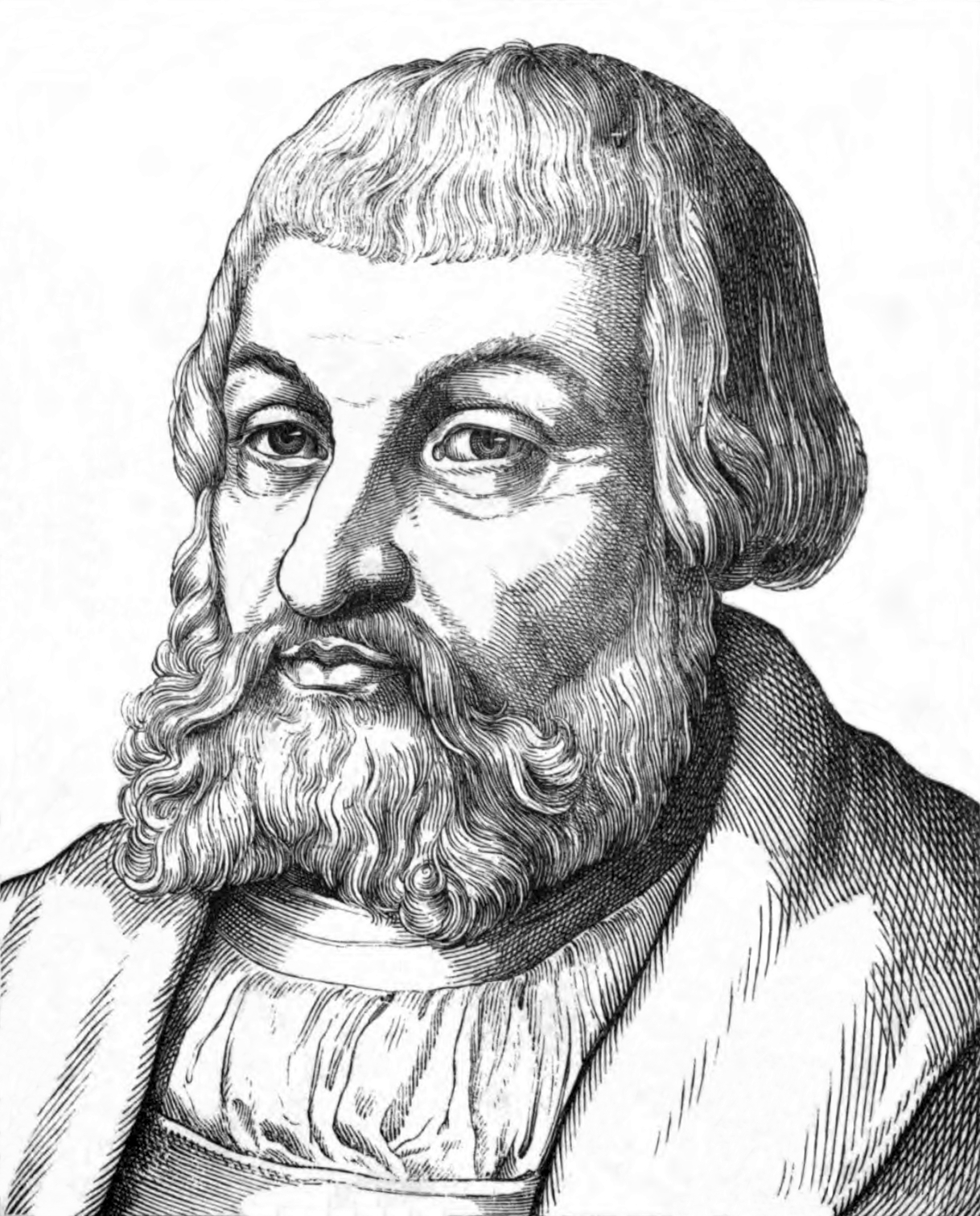
DEUCaspar Aquila (1488-1560)

- 15 de Dezembro - Thomas Parry, controlador das finanças da rainha Elisabeth I (n. 1515)
- 20 de Dezembro - Johannes Eichmann, médico, matemático, anatomista e astrônomo alemão (n. 1500)
- 21 de Dezembro - Georg Thym, poeta e pedagogo alemão (n. 1520)
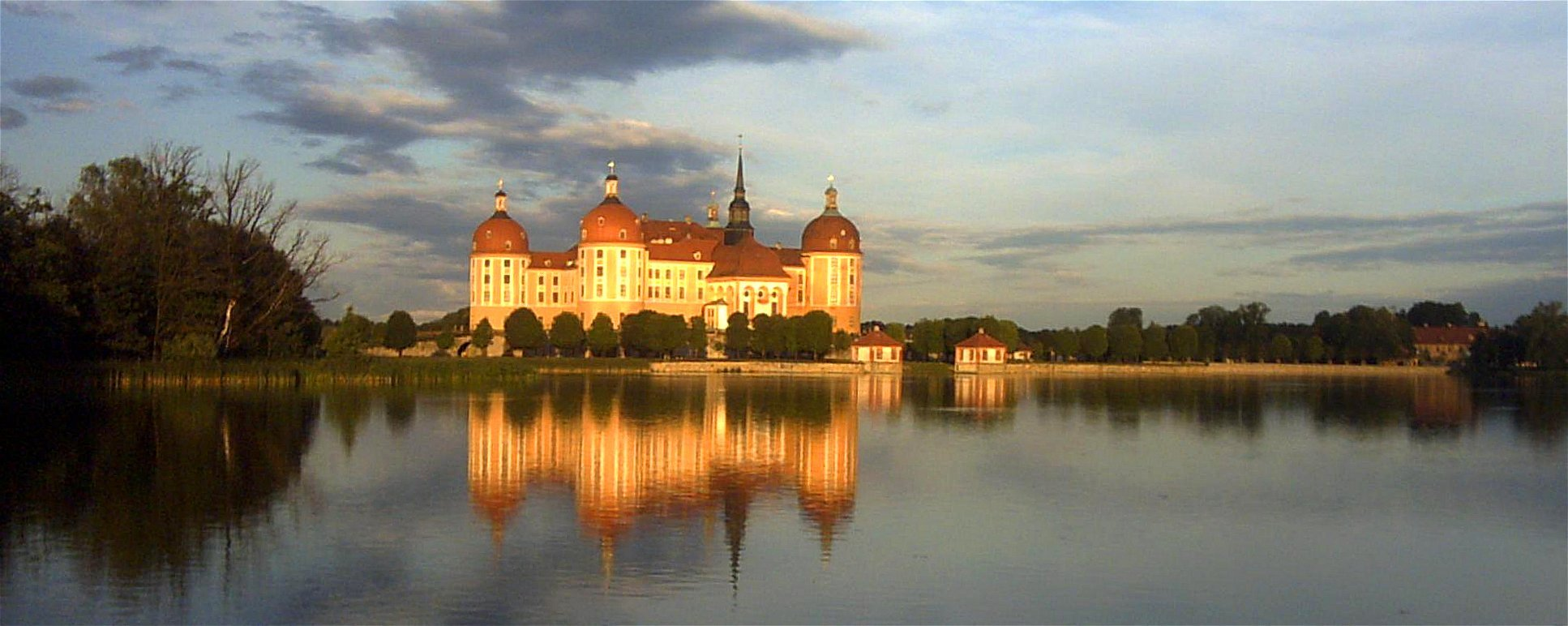
22 de Dezembro - Caspar Voigt von Wierandt, engenheiro militar alemão (n. 1500)
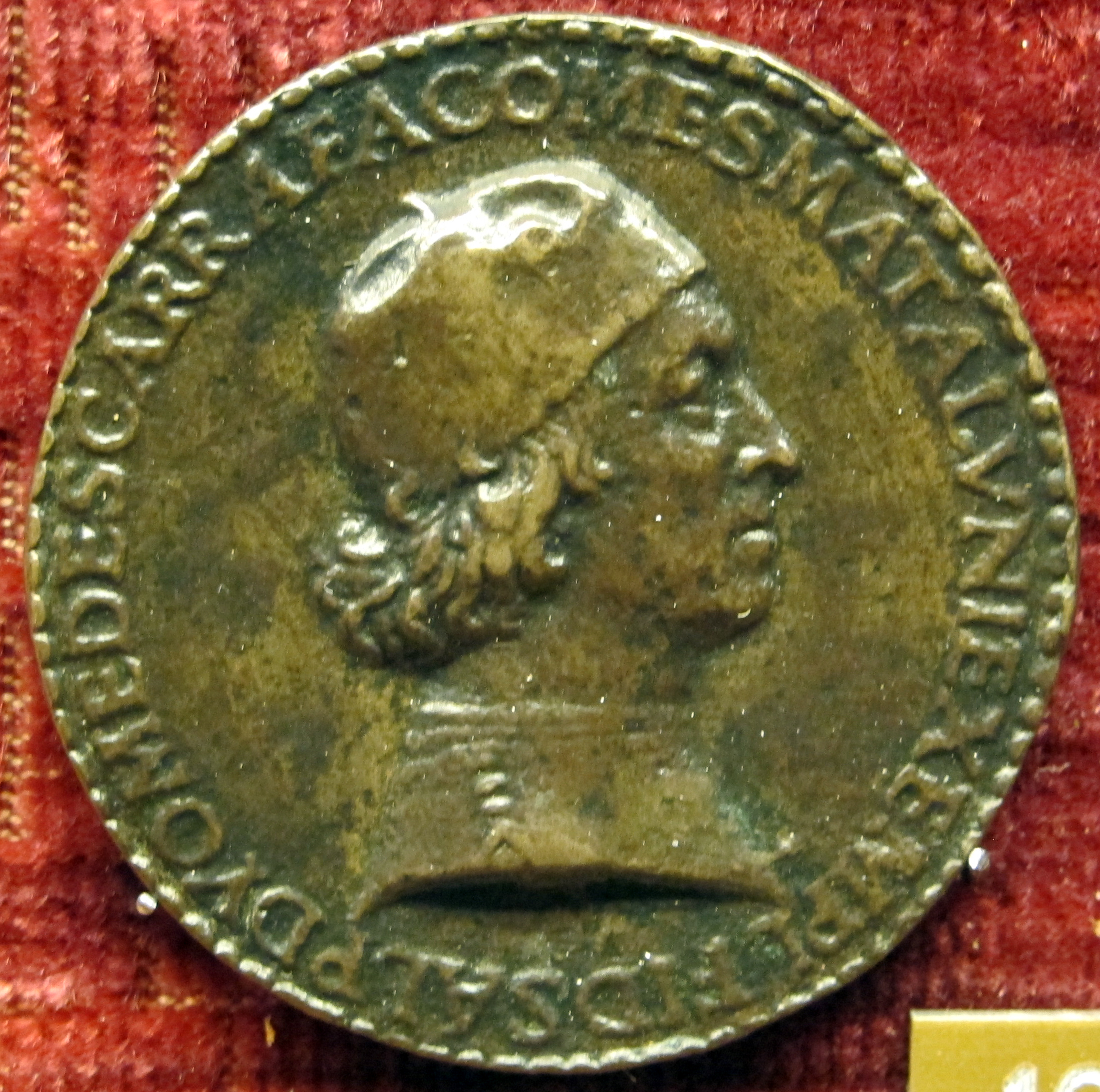
ITADiomede Carafa (1492-1560)
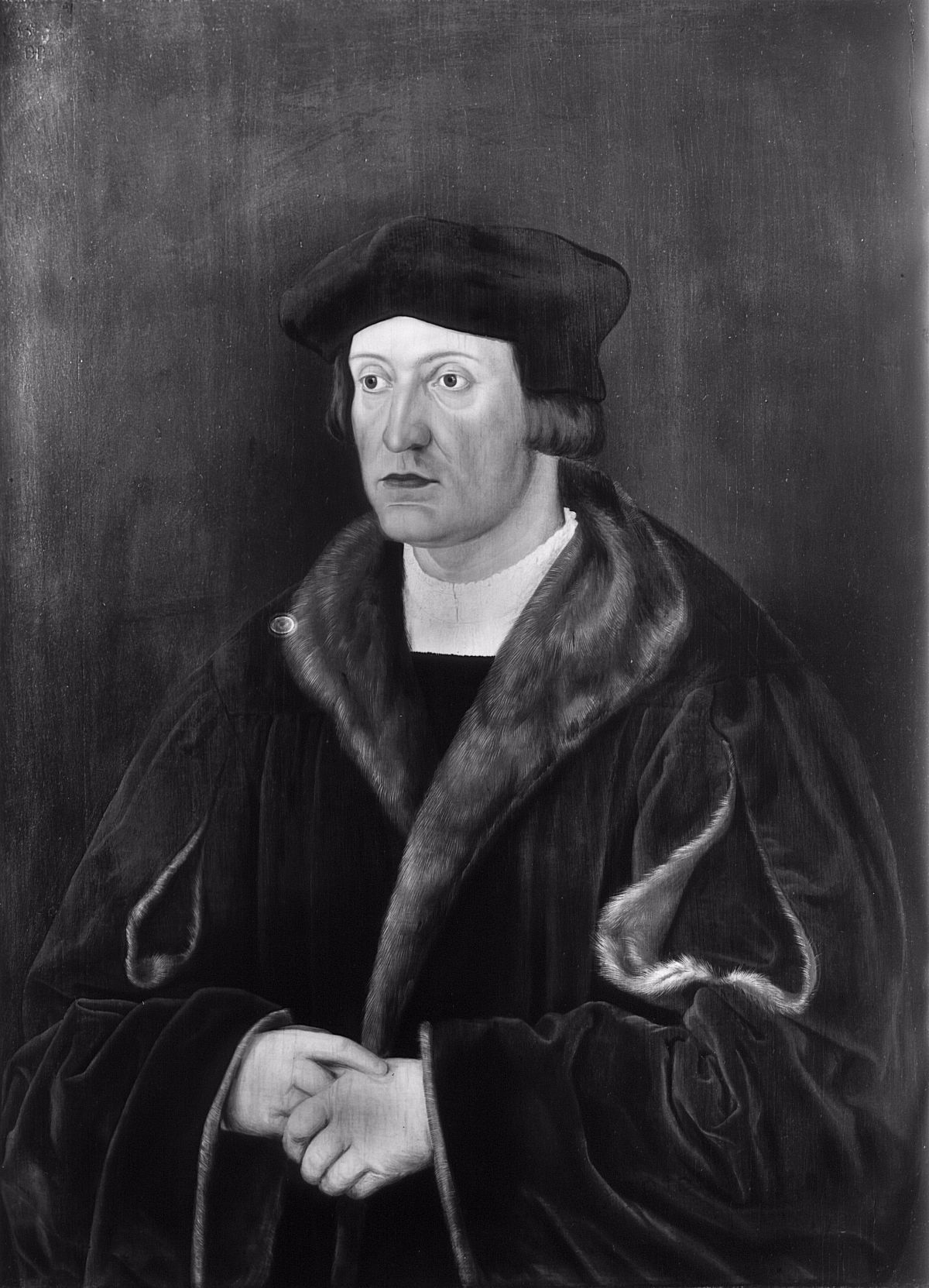
DEUErnst, Duque da Baviera (1500-1560)
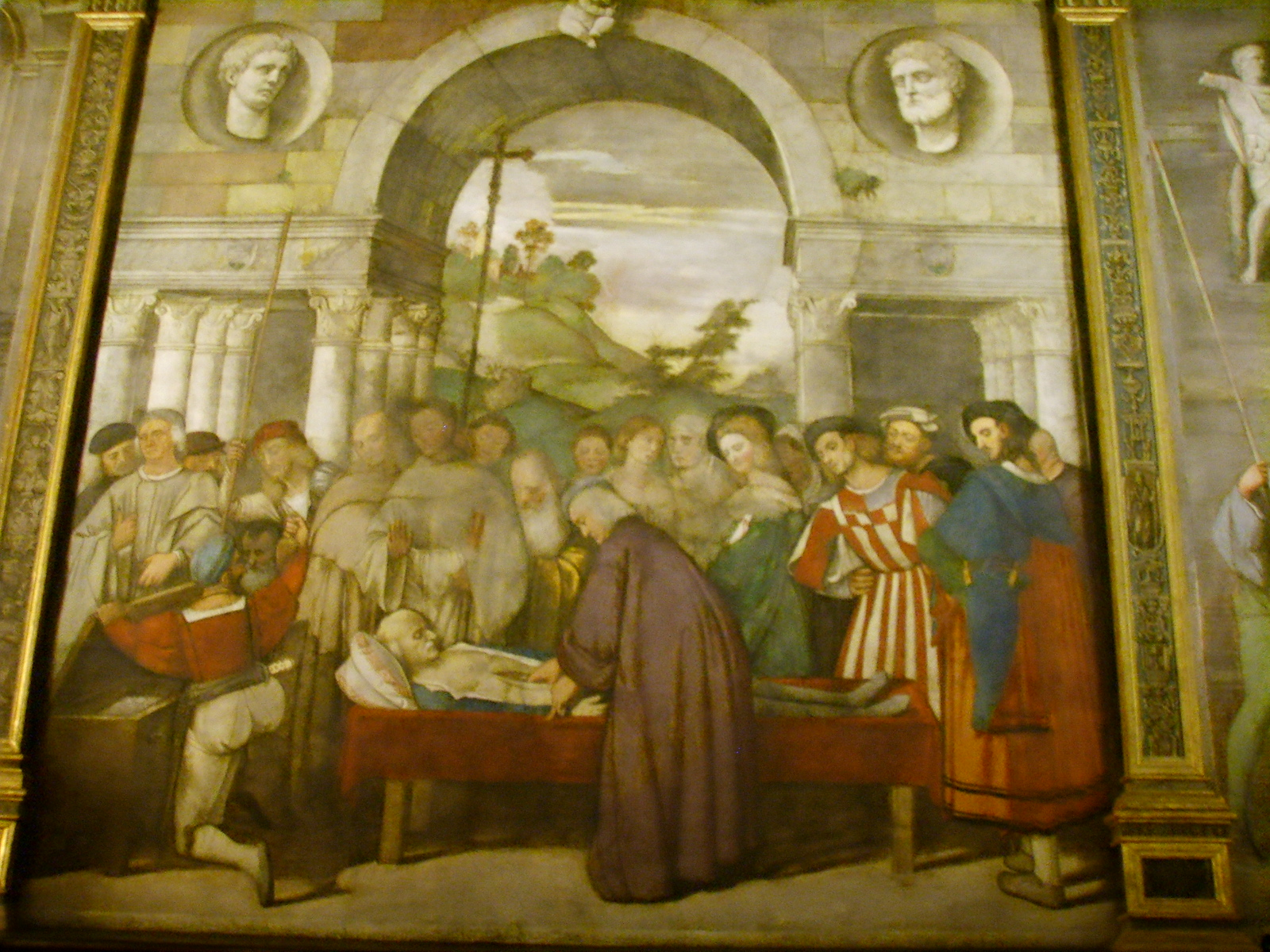
ITAFrancesco Vecellio († 1560)
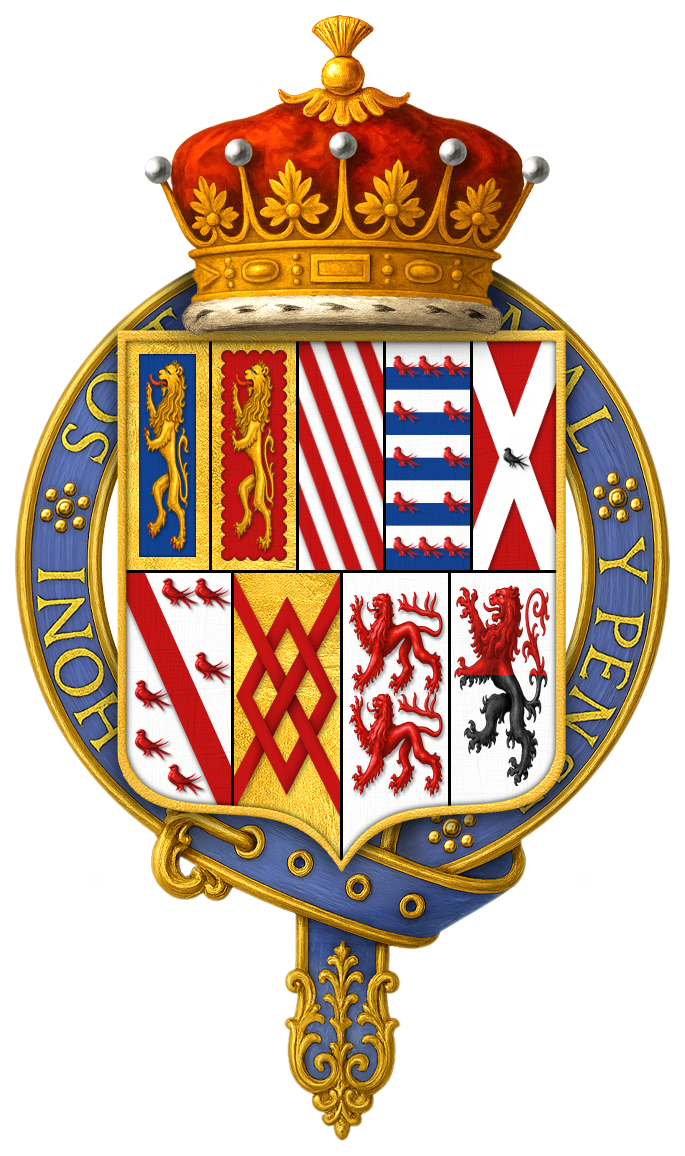
ENGFrancis Talbot, 5.º Conde de Shrewsbury (1500-1560)
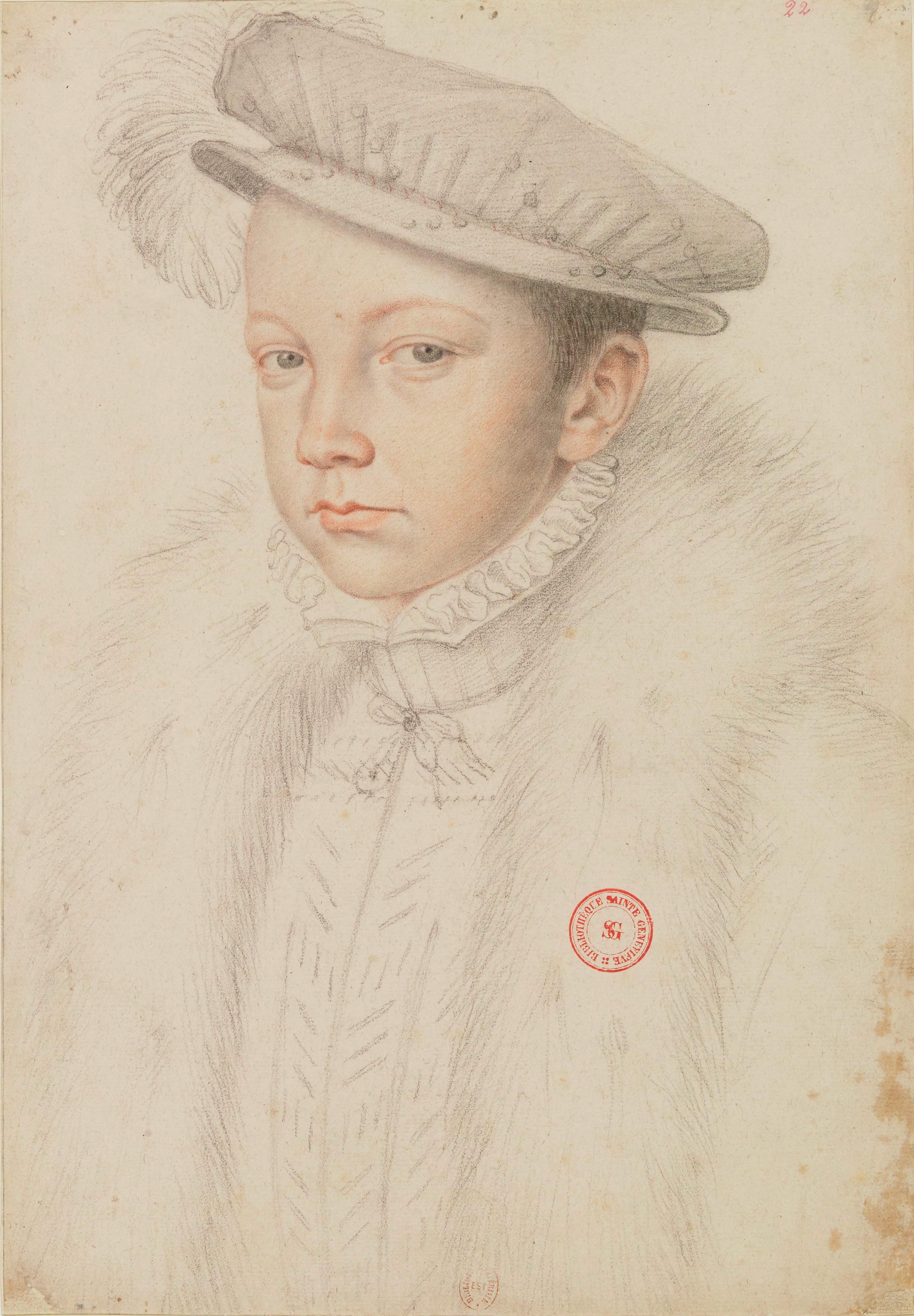
FRAFrancisco II, rei da França (1544-1560)
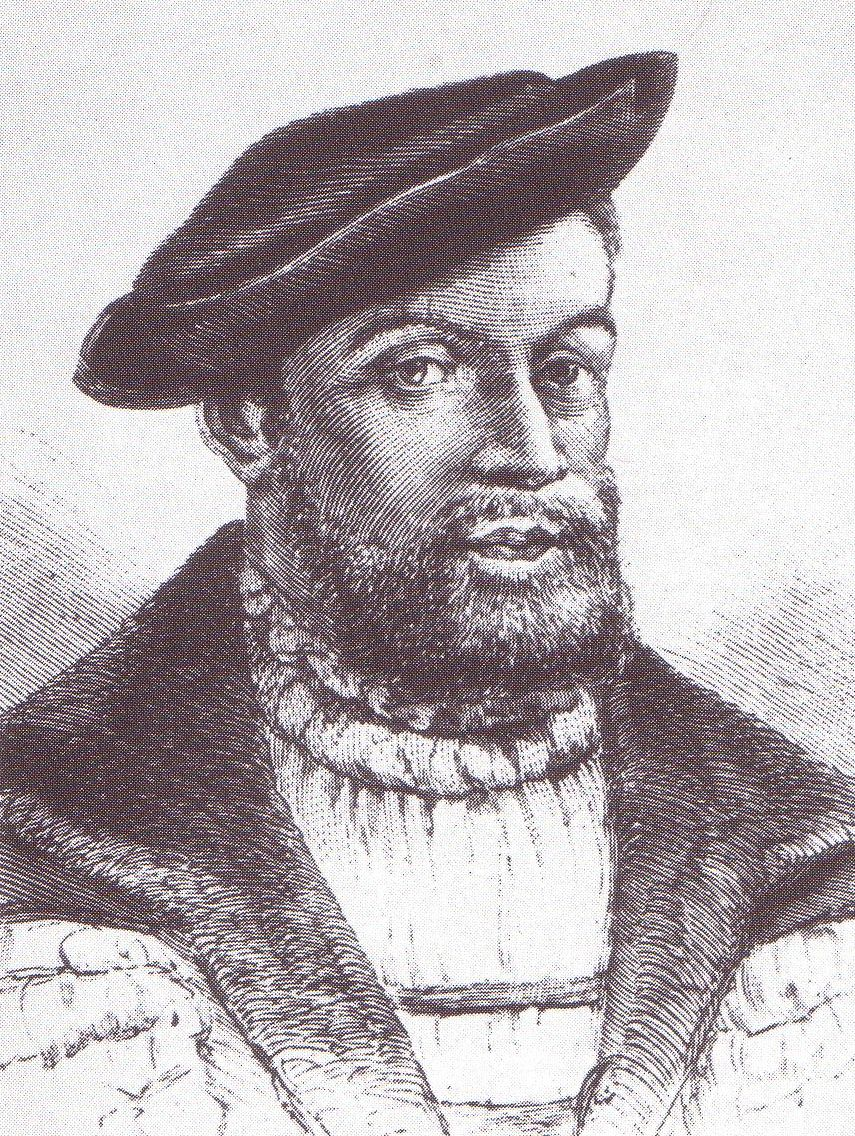
DEUGeorgius Sabinus (1508-1560)
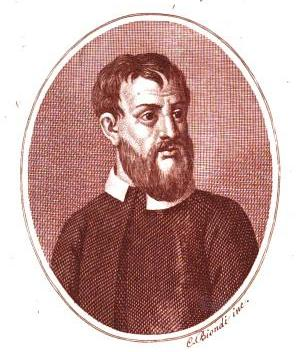
ITAGian Giacomo Adria (1485-1560)
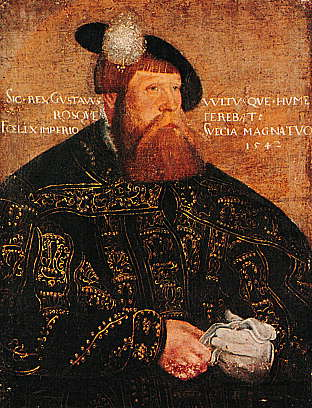
SWEGustavo I da Suécia (1496-1560)
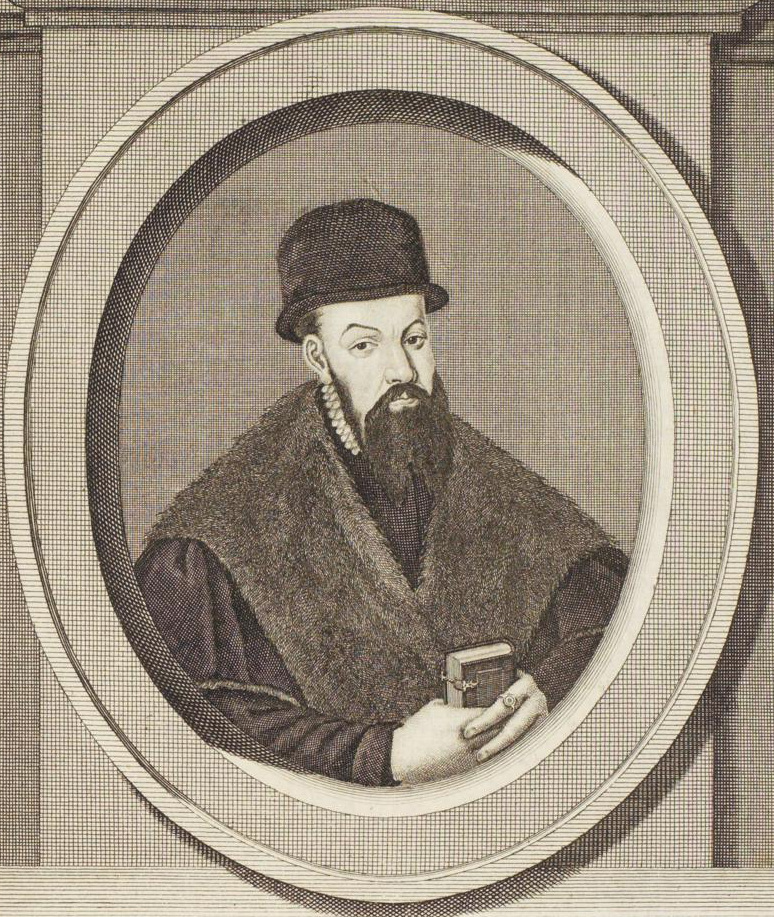
DEUJakob Nikolaus Bording (1511-1560)
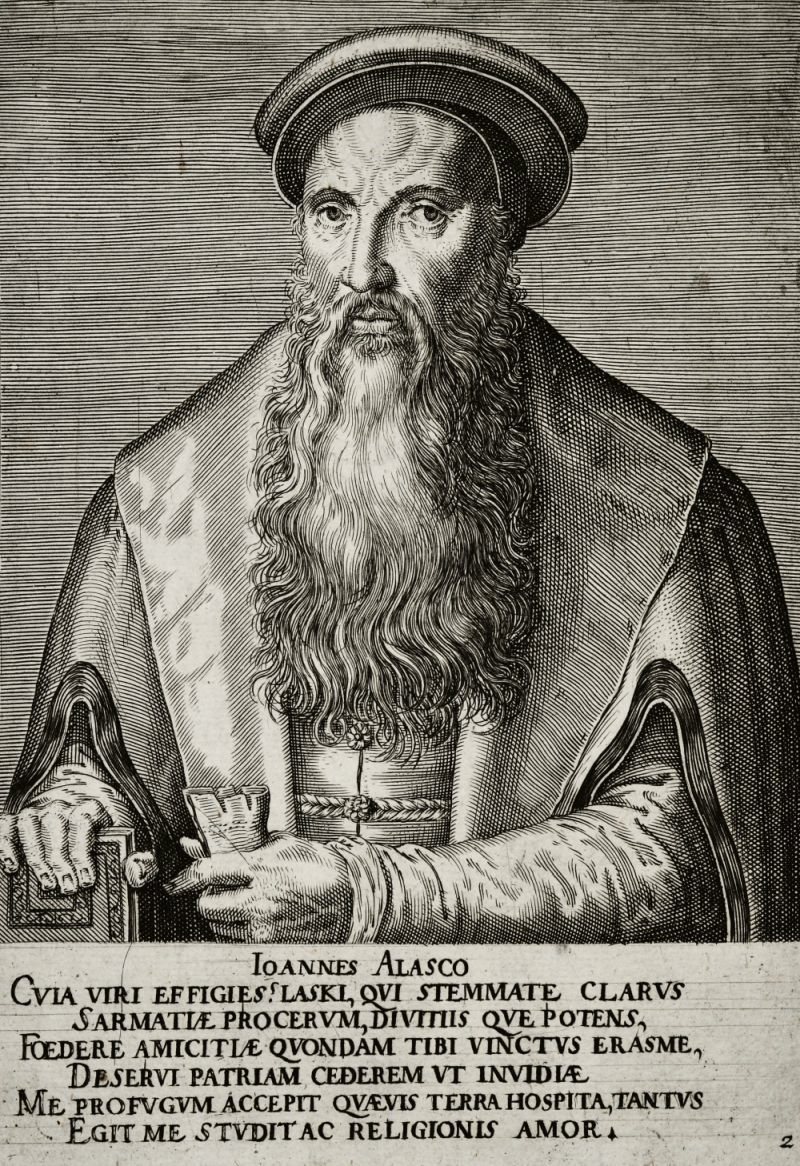
POLJan Łaski (1499-1560)
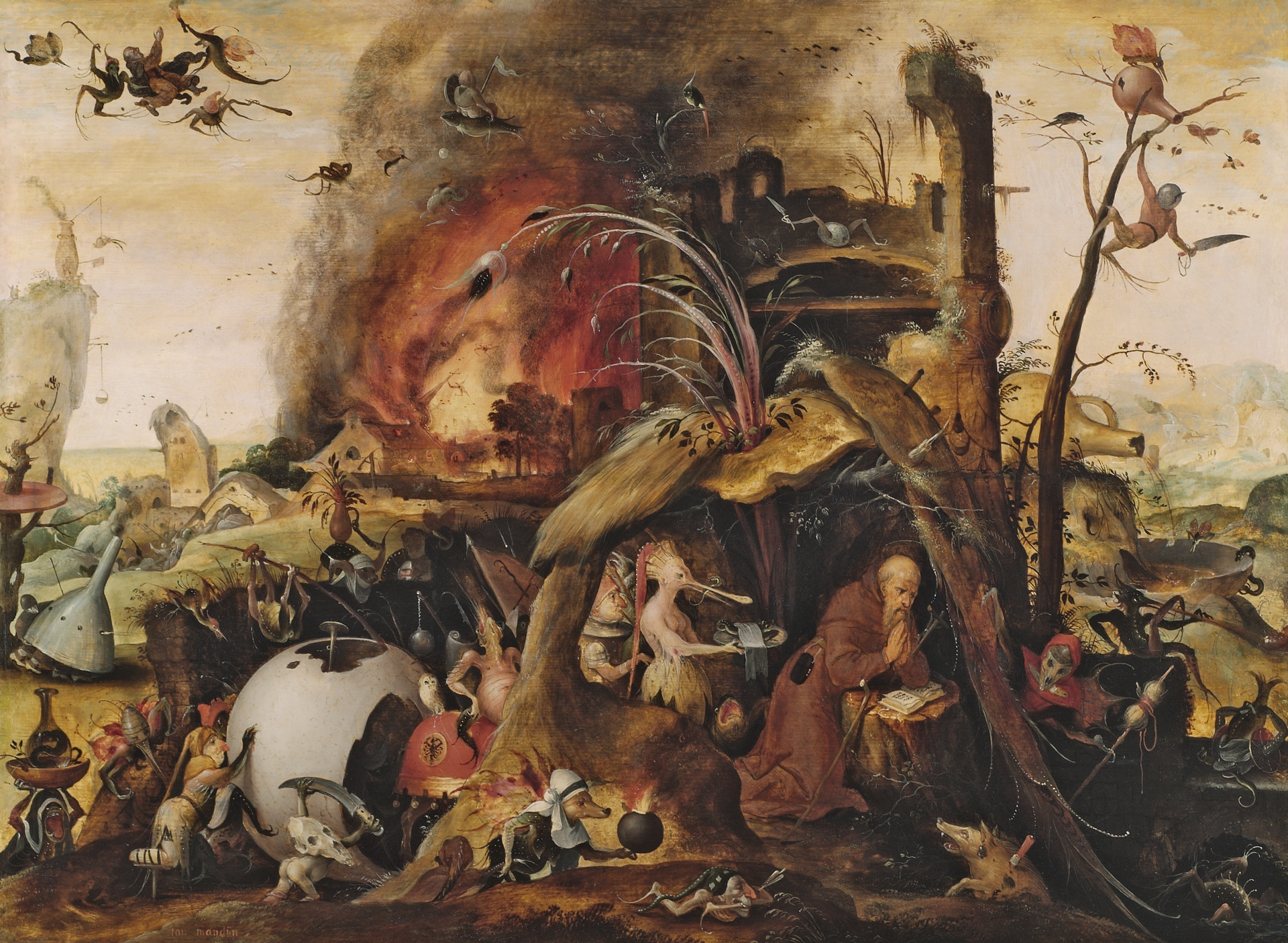
NLDJan Mandyn (1502-1560)
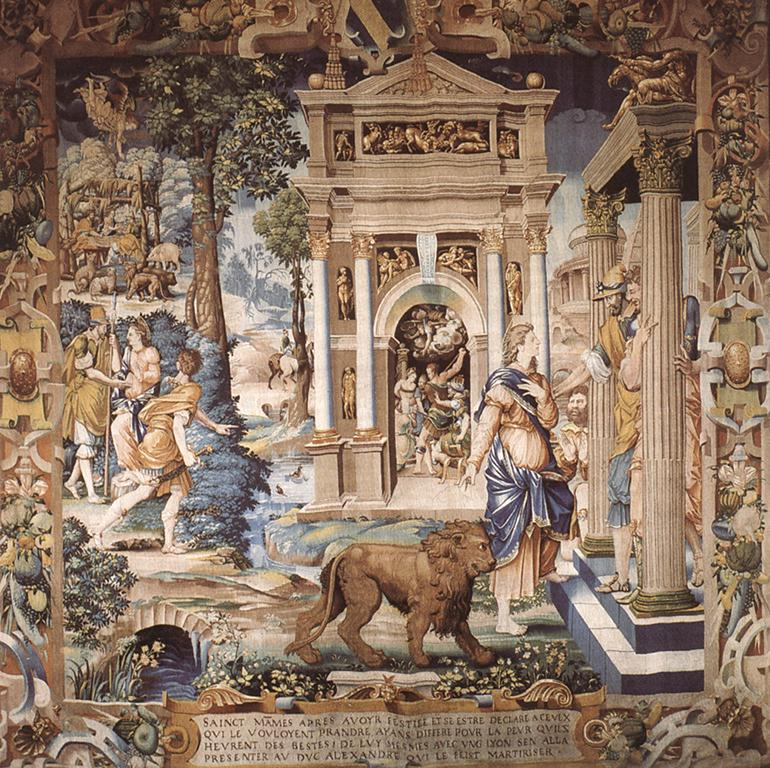
FRAJean Cousin, o Velho (1490-1560)
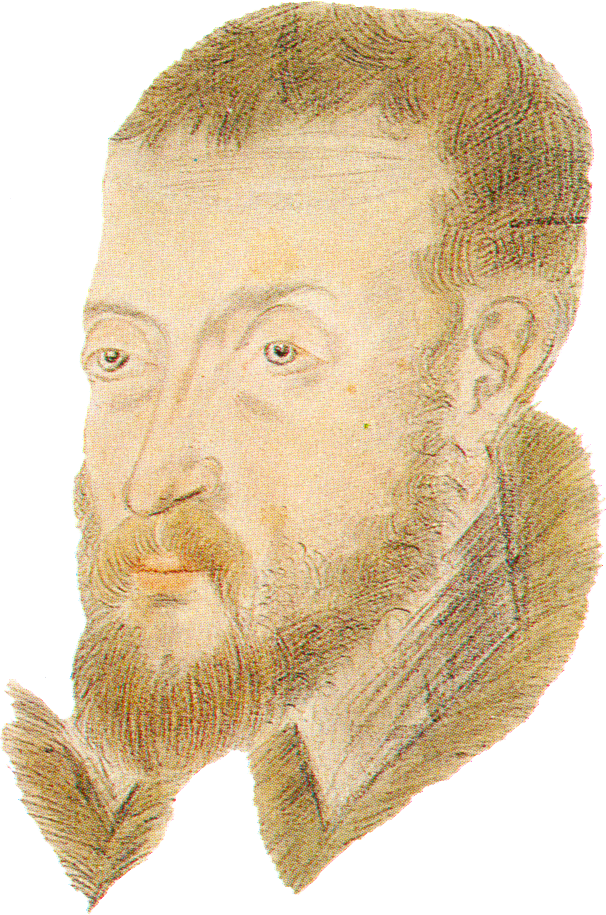
FRAJoachim du Bellay (1522-1560)
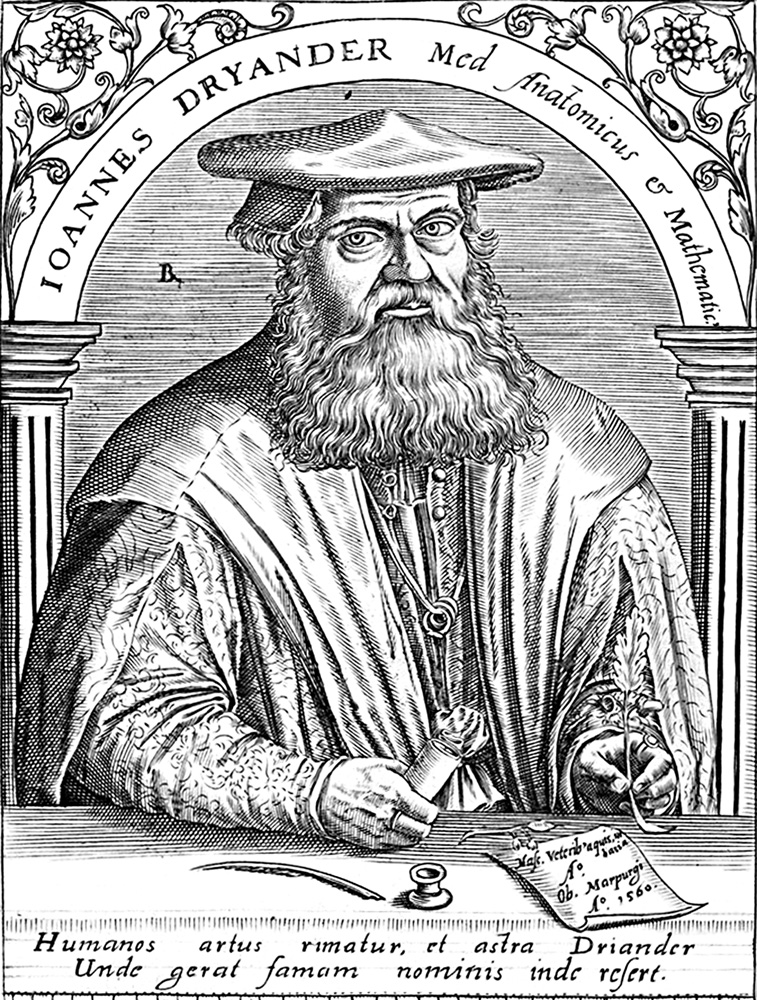
DEUJohannes Eichmann (1500-1560)
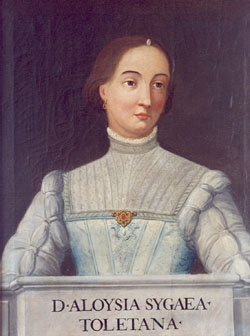
ESPLuisa Sigea de Velasco (1522-1560)
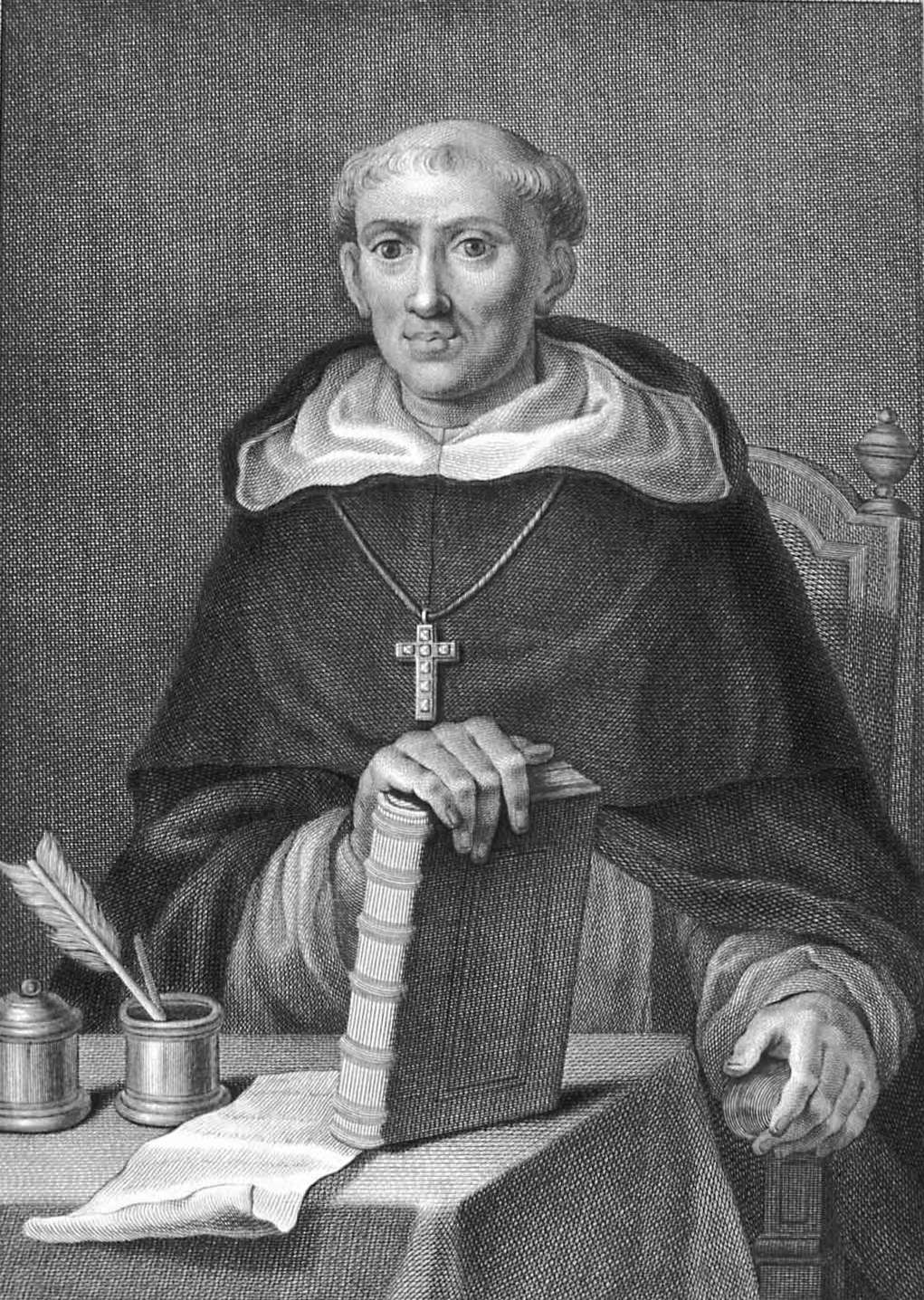
ESPMelchior Cano (1509-1560)
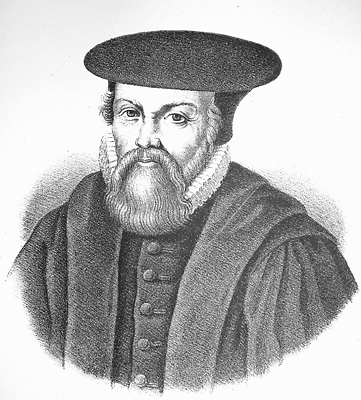
DNKPeder Palladius (1503-1560)
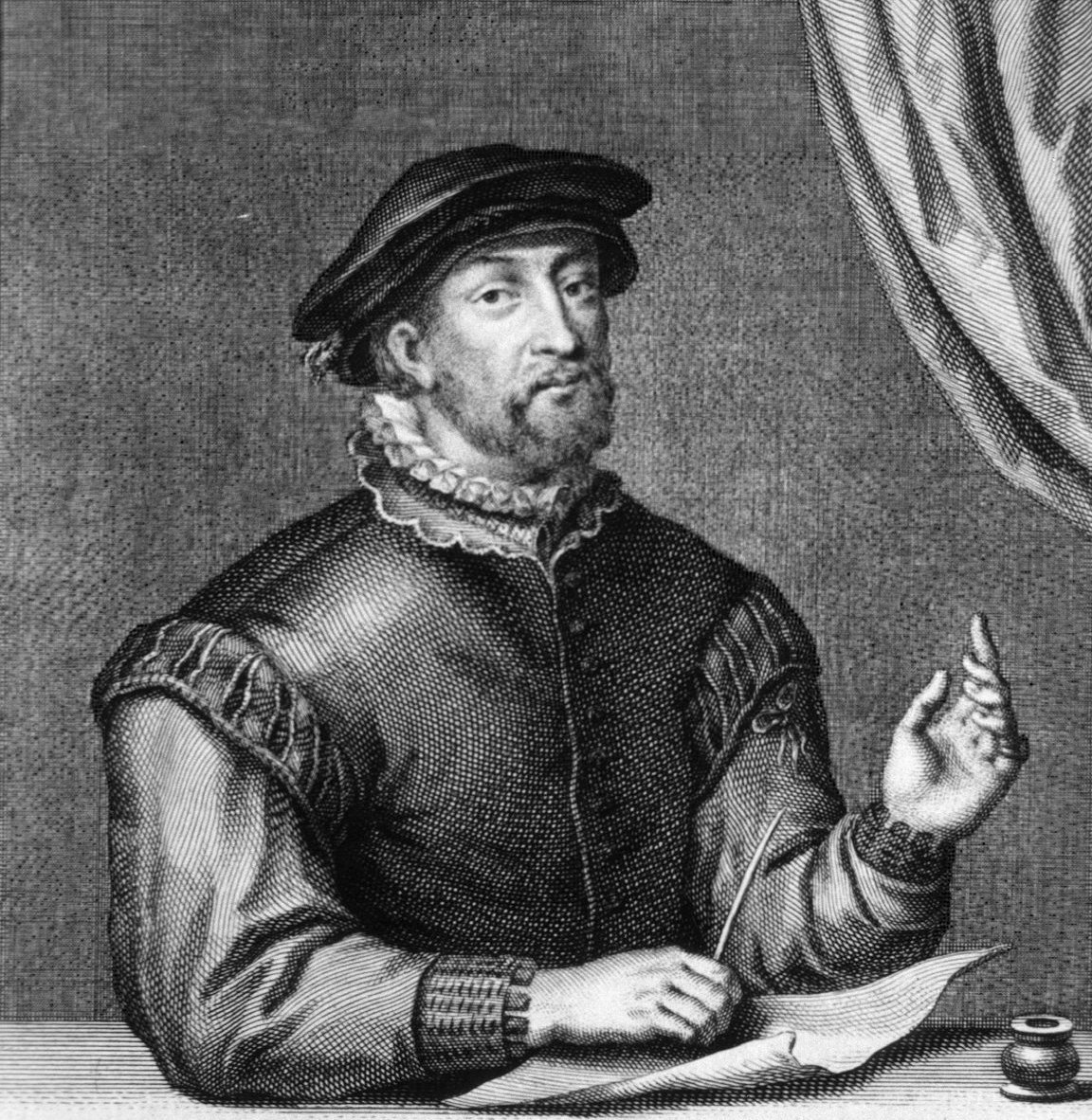
DEUPetrus Lotichius Secundus (1528-1560)
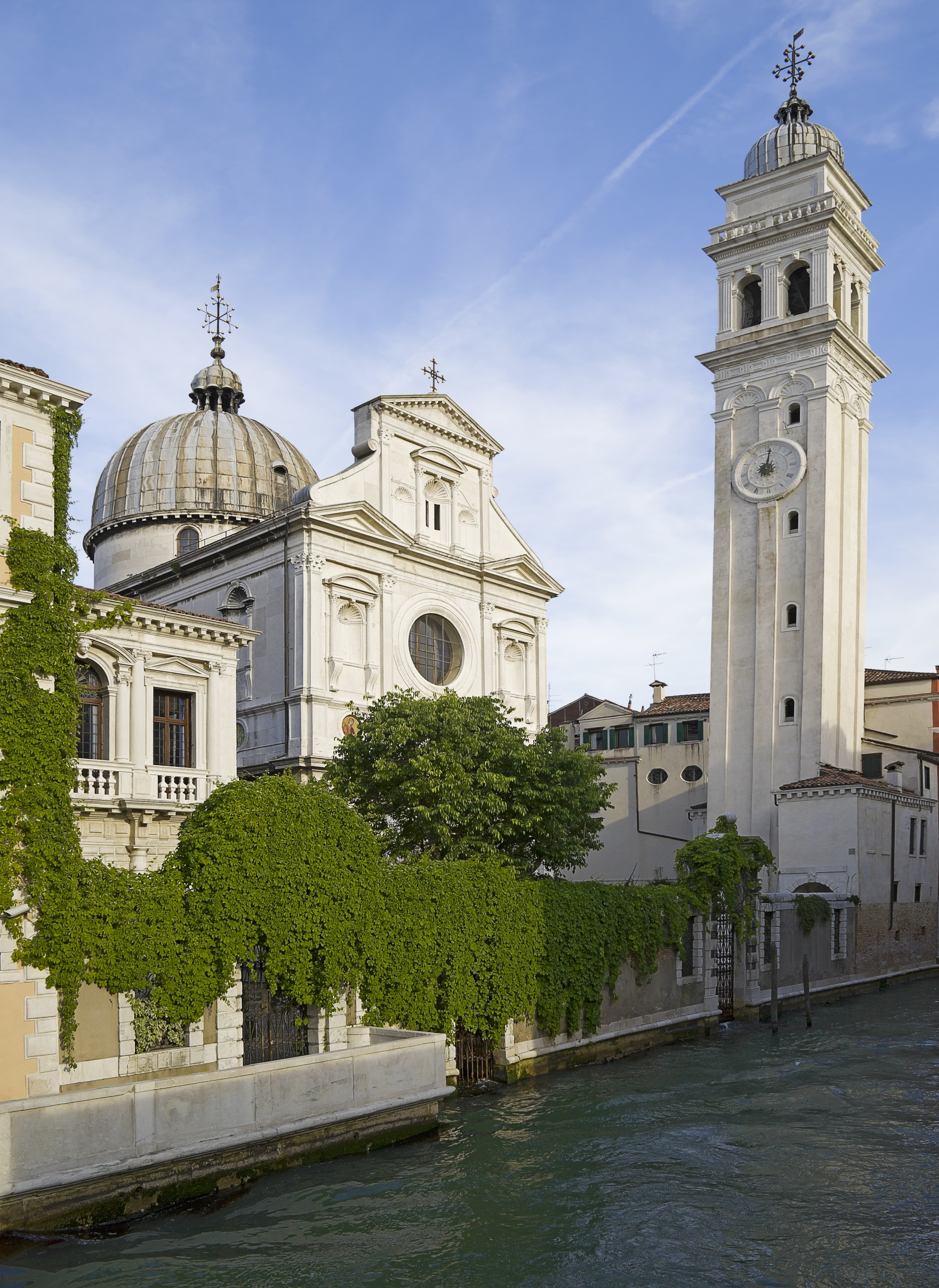
ITASante Lombardo (1504-1560)
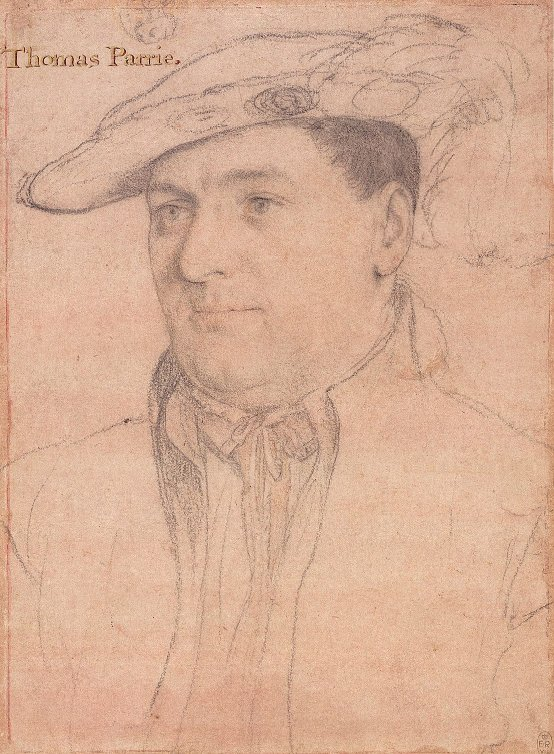
ENGThomas Parry (1515-1560)

### Datas imprecisas
- Agustín de Zárate - historiador espanhol (n. 1514).
- Aleksej Fëdorovič Adašev - em russo, "Алексей Фёдорович Адашев", ministro de Ivã IV da Rússia (n. 1515).
- Alvise Priuli - patrício italiano (n. 1471).[53]
- Antonio Badile - pintor veronense, sobrinho de Francisco Badile († 1544)[54][55] (n. 1518).
- Antonio Francesco Raineri - poeta italiano (n. 1510).
- Cesare Turco - pintor italiano (n. 1510).
- Francesco Vecellio - pintor italiano (n. 1475).
- Giacomo Daino - jurista italiano (n. 1480).
- Gian Giacomo Adria - "Johannes Jacobus Adria de Paulo", médico, humanista e historiador italiano (n. 1485).[56]
- Giovanni Battista Caporali - pintor e arquiteto italiano (n. 1475).
- Guidobaldo Gondi - banqueiro italiano (n. 1486).
- Jan Mandijn - pintor italiano (n. 1500).
- Jean Cousin, o Velho - pintor, gravador e escultor italiano (n. 1490).
- Marcantonio Ceccaldi - historiador e político italiano (n. 1521).
- Nicolas Gombert - compositor flamengo (n. 1495).
- Sante Lombardo - escultor e arquiteto italiano (n. 1504).
- Sébastien de Montfalcon - Bispo católico francês de Lausana, nomeado em 18 de Agosto de 1517, como sucessor de seu tio Aimão de Montfalcon (1443-1517) (n. 1489).

## Galeria 1560 - Falecimentos
- BélgicaAdriaen van der Goes
(1505-1560)
- FrançaAdrienne d'Estouteville
(1502-1560)
- InglaterraAmy Robsart, Condessa de Leicester
(1532-1560)
- RússiaAnastácia da Rússia
(1523-1560)
- ItáliaAndrea Doria
(1466-1560)
- AlemanhaAnton Fugger
(1493-1560)
- ItáliaAntonio Badile
(1518-1560)
- ItáliaBraccio Martelli
(1501-1560
- AlemanhaCaspar Aquila
(1488-1560)
- AlemanhaCaspar Voigt von Wierandt
Castelo Moritzburg
(1500-1560)
- ItáliaDiomede Carafa
(1492-1560)
- AlemanhaErnst, Duque da Baviera
(1500-1560)
- ItáliaFrancesco Vecellio
(† 1560)
- InglaterraFrancis Talbot, 5.º Conde de Shrewsbury
(1500-1560)
- FrançaFrancisco II, rei da França
(1544-1560)
- AlemanhaGeorgius Sabinus
(1508-1560)
- ItáliaGian Giacomo Adria
(1485-1560)
- SuéciaGustavo I da Suécia
(1496-1560)
- AlemanhaJakob Nikolaus Bording
(1511-1560)
- PolóniaJan Łaski
(1499-1560)
- Países BaixosJan Mandyn
(1502-1560)
- FrançaJean Cousin, o Velho
(1490-1560)
- FrançaJoachim du Bellay
(1522-1560)
- AlemanhaJohannes Eichmann
(1500-1560)
- EspanhaLuisa Sigea de Velasco
(1522-1560)
- EspanhaMelchior Cano
(1509-1560)
- DinamarcaPeder Palladius
(1503-1560)
- AlemanhaPetrus Lotichius Secundus
(1528-1560)
- ItáliaSante Lombardo
(1504-1560)
- InglaterraThomas Parry
(1515-1560)

## Por tema
- 1560 no Brasil

### col
1. ↑  Encontra-se referenciada nos documentos do historiador naval espanhol oitocentista, Fernández Duro (1830-1908).
2. ↑  WorldCat Identities
3. ↑  Treccani
4. ↑  Internet Archive
5. ↑  CERL Thesaurus
6. ↑  Hymnary.org
7. ↑  Allgemeine Deutsche Biographie
8. ↑  CERL Thesaurus - Erasmus Schmidt.
9. ↑  Deutsche Biographie - Petrus Denaisius.
10. ↑  Treccani - Michele Dorati
11. ↑  CERL_Thesaurus - Heinrich Lavater
12. ↑  «Ourfamilyhistories Wolfgang Ernst, Conde de Isenburg». Consultado em 17 de novembro de 2013. Arquivado do original em 1 de março de 2014
13. ↑  Gemmert.com - Anna Scholl
14. ↑  Gemmert.com - Wolfgang Sattler,o Jovem.
15. ↑  Royal_Blood Arquivado em 24 de setembro de  2015, no Wayback Machine. - Anna Amalia, Condessa de Nassau.
16. ↑  Franautj: Joannes de Gaona
17. ↑  Infopedia: Estêvão Rodrigues de Castro
18. ↑  Margarethe, Condessa da Frísia Oriental[ligação inativa]
19. ↑  «Margarethe, Condessa da Frísia Oriental». Consultado em 17 de Novembro de 2013. Arquivado do original em 23 de Julho de 2015
20. ↑  «Family Search: Maximilian Brooke». Consultado em 17 de Novembro de 2013. Arquivado do original em 11 de Junho de 2015
21. ↑  Gremmert: Maria Andreae
22. ↑  Gremmert: Maria Andreae
23. ↑  CERL Thesaurus
24. ↑  Rootsweb - Johan V, Conde de Holstein-Schauenburg.
25. ↑  Philippe de la Marck
26. ↑  BBKL: Henricus Helmesius
27. ↑  Catholic Hierarchy: Pacheco de Villena
28. ↑  Gameo: Janneken van Aken
29. ↑  Franautj - Joannes de Vintimilla.
30. ↑  Lenaert Plovier
31. ↑  Maeyken de Hont
32. ↑  Science and Civilisation in China: Volume 3 - Joseph Needham
33. ↑  Catholic Hierarchy - Francisco de Santa María Benavides Velasco.
34. ↑  Chatholic Encyclopedia - John Slotanus.
35. ↑  dbnl - Johannes Slotanus.
36. ↑  Anexo:Lista de pessoas executadas por heresia
37. ↑  Mermetto Savoiardo
38. ↑  Aloisio Pasquale
39. ↑  Stefano Negrone
40. ↑  Stefano Morello
41. ↑  Rootsweb - Maria Moser.
42. ↑  Gremmert - Martin Eisengrein.
43. ↑  Rootsweb - Balthasar Moser.
44. ↑  Family Tree Maker - Helene Renz.
45. ↑  Family Tree Maker - Heinrich Renz.
46. ↑  Guillaume du Choul
47. ↑  Amadeusonline Arquivado em 10 de junho de  2015, no Wayback Machine. - García de Baeza
48. ↑  Biografisch Portaal Soetken van den Houte
49. ↑  CERL Thesaurus - Hans Guldenmund
50. ↑  Deutsche Biographie Arquivado em 10 de junho de  2015, no Wayback Machine. - Hans Guldenmund.
51. ↑  Georgius Sabinus
52. ↑  Thepeerage François de Bourbon, Duque de Estouteville.
53. ↑  Alvise Priuli
54. ↑  Verona.com
55. ↑  Studi sopra la storia della pittura italiana dei secoli XIV e XV della ... Cesare Bernasconi.
56. ↑  Treccani - Gian Giacomo Adria